# Biserica Arhanghelul Mihail din Gurasada

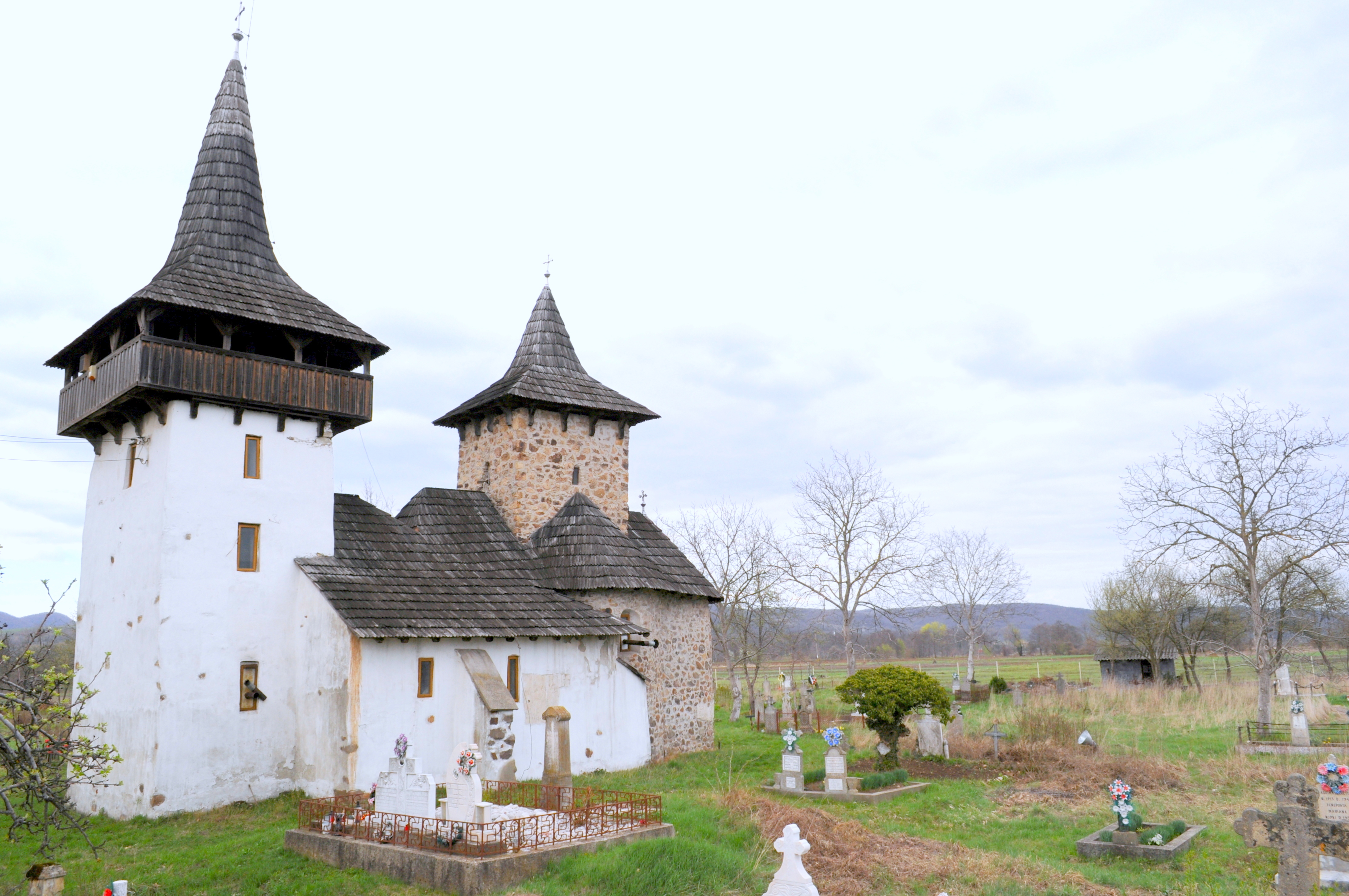
Biserica de zid cu hramul „Arhanghelul Mihail” din Gurasada, comuna Gurasada, județul Hunedoara,, foto: aprilie 2012.

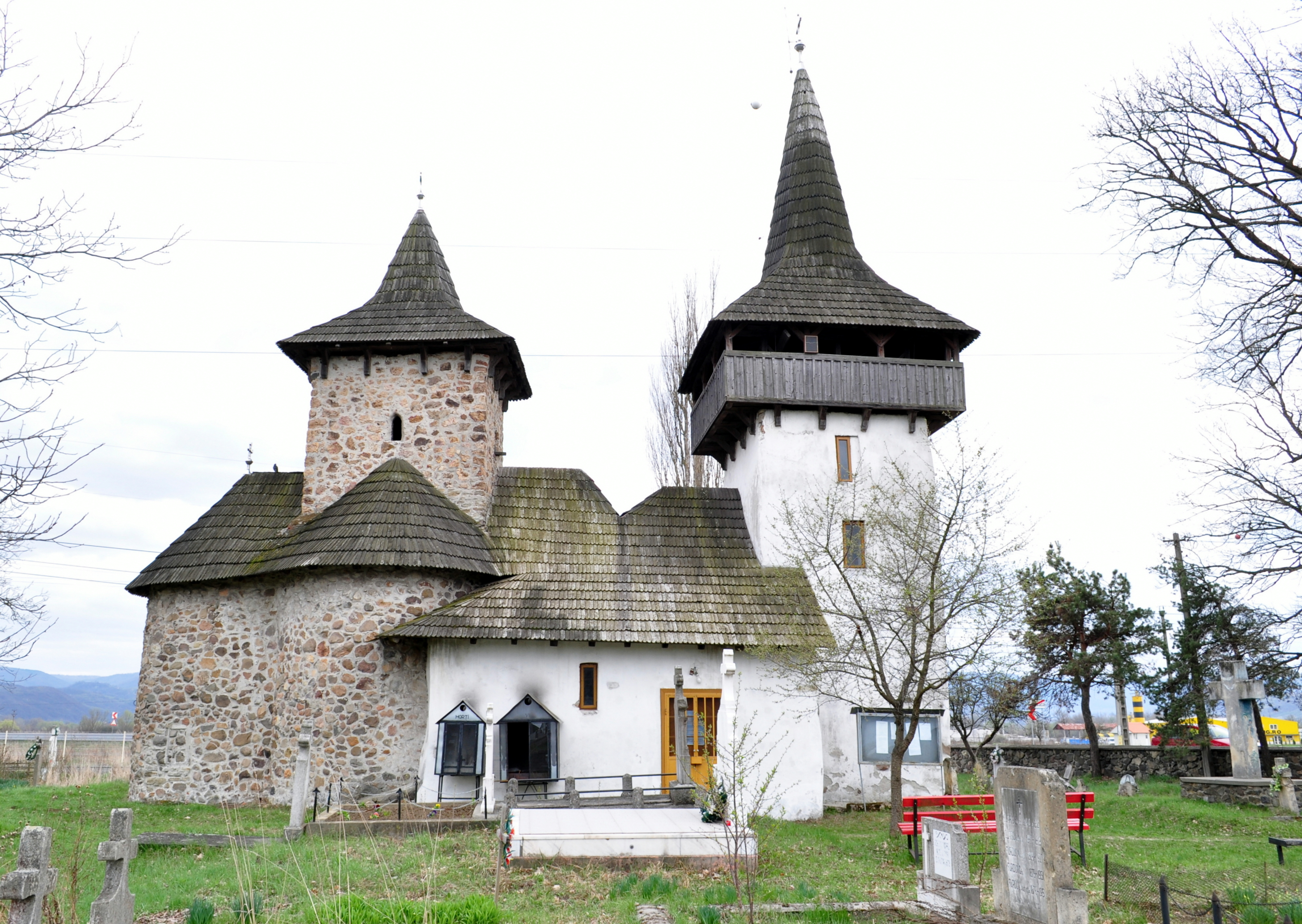
Biserica de zid cu hramul „Arhanghelul Mihail” din Gurasada, comuna Gurasada, județul Hunedoara,, foto: aprilie 2012.

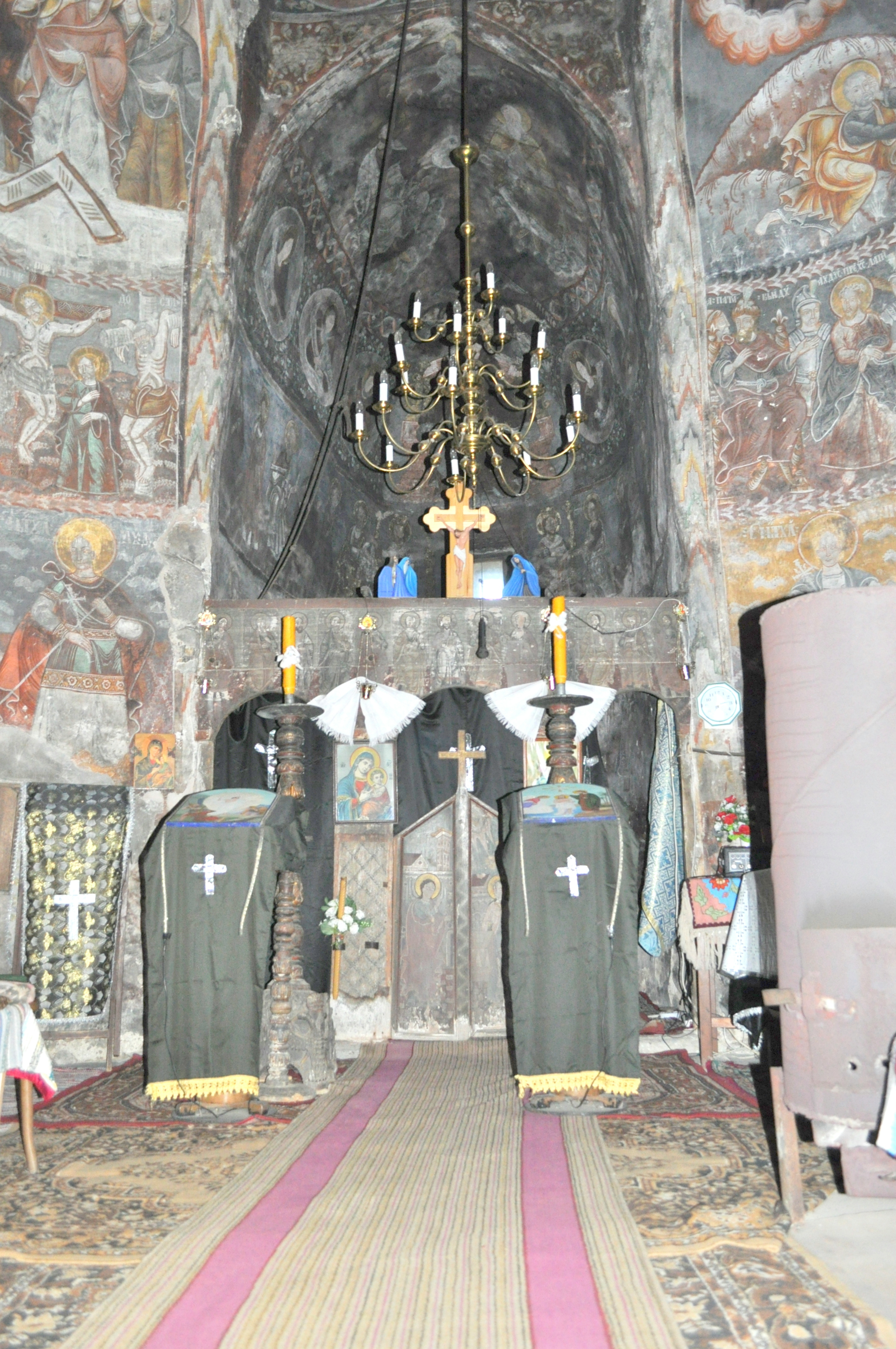
Nava spre iconostas

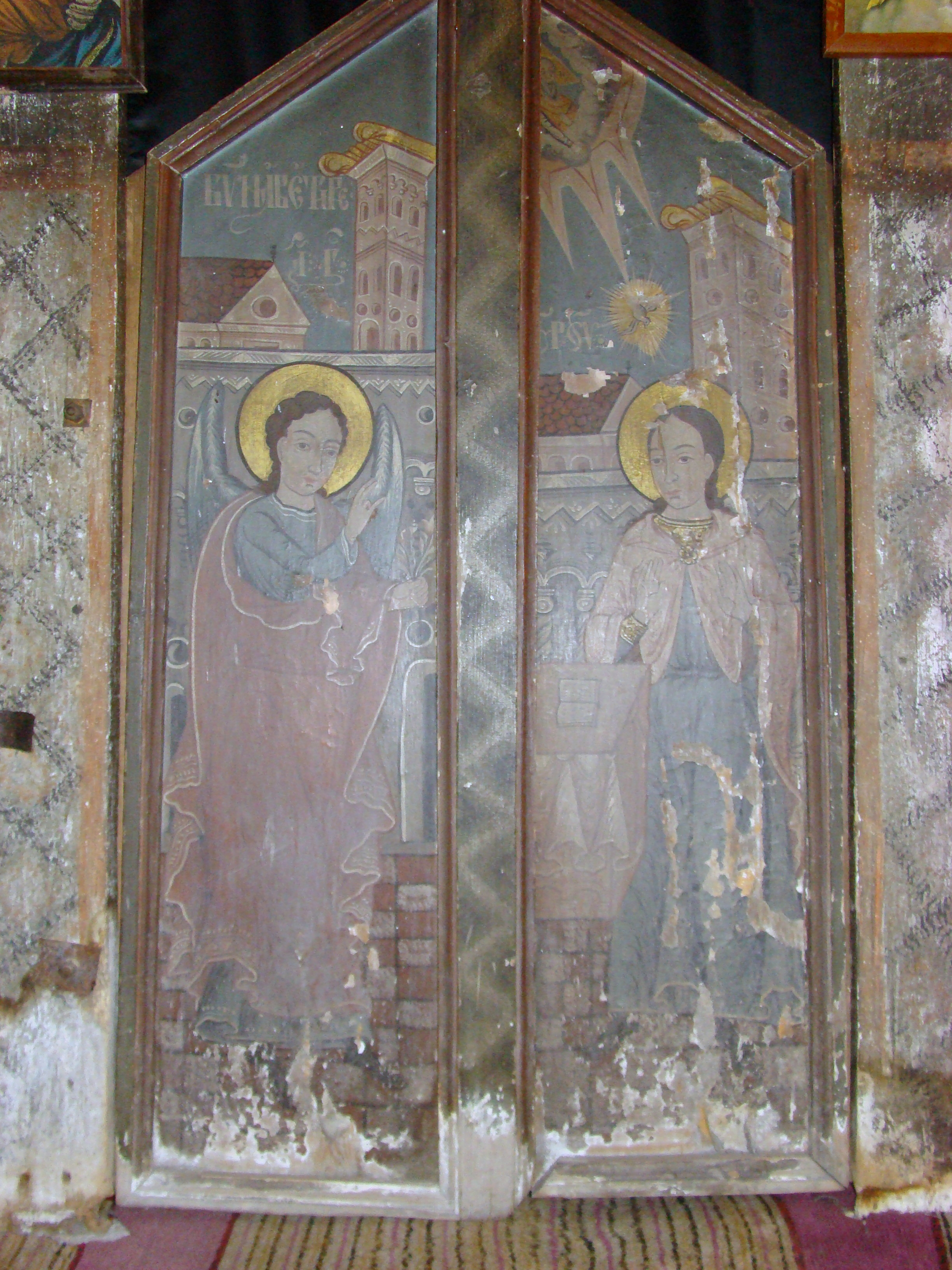
Ușile împărătești: Buna Vestire

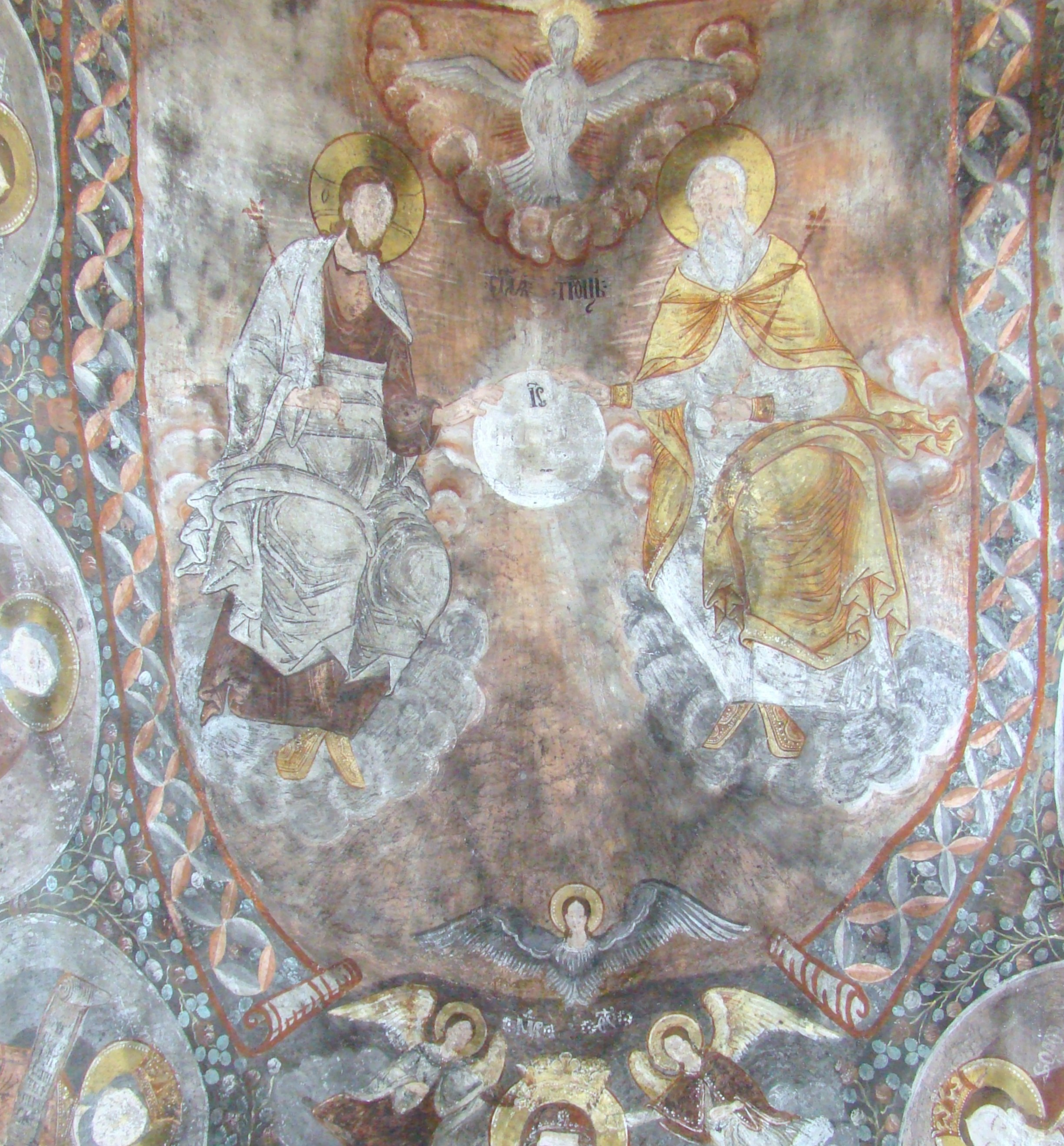
Sfânta Treime

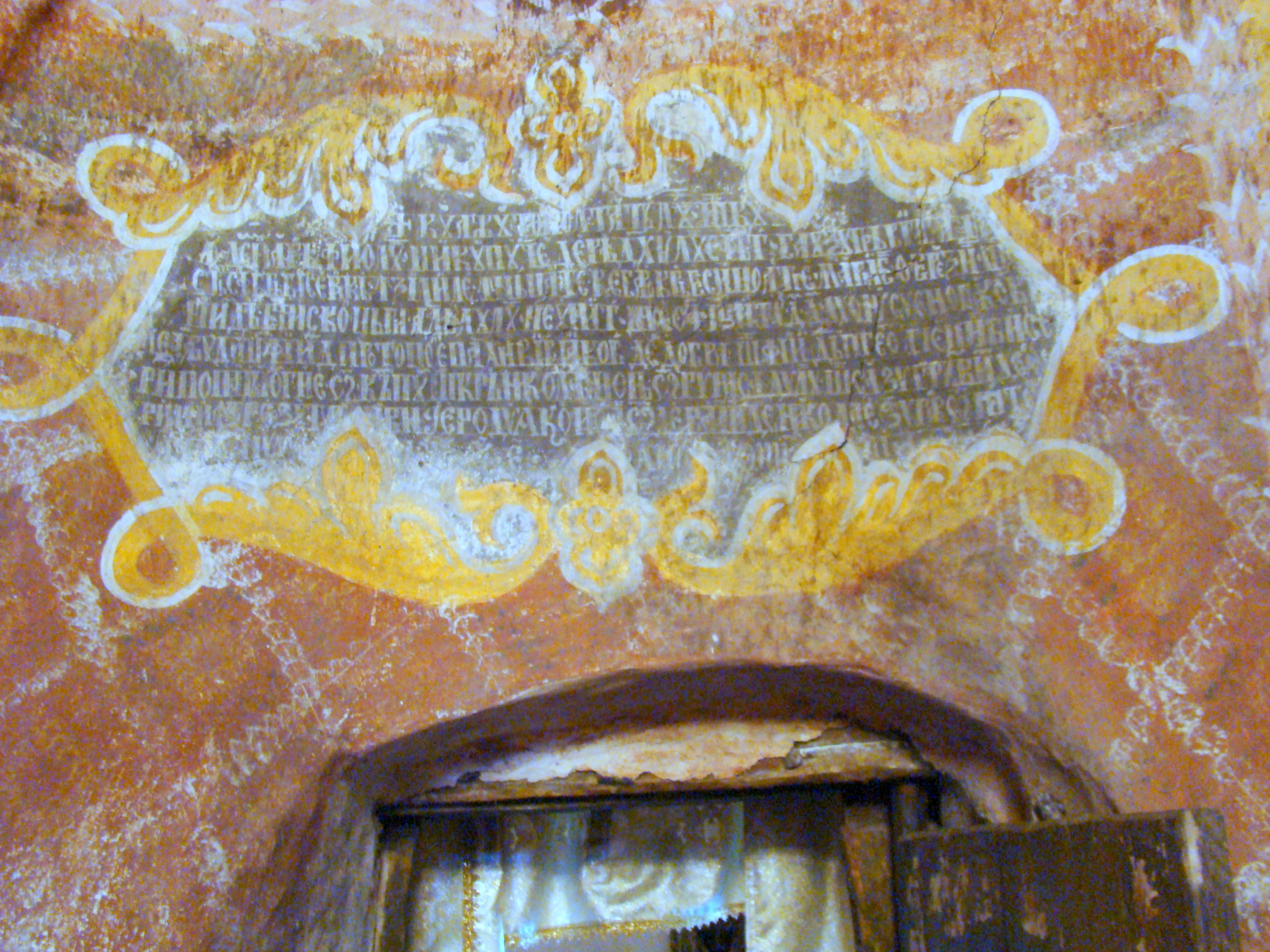
Pisania de pe peretele vestic al navei: ”Cu ajutorul Tatălui și cu îndrumarea Fiului și cu purcederea Duhului Sfântu s-a zugrăvit aciastă sfântă biserică în zilele Înnălțatei Chezaro Crăiesii noastre Mariei Therezii și fiind episcop țărăi Ardealului, neunit, Priaosfințitul D.D.Dionisie Novacovici de la Buda și fiind protopop eparhii chir Iacovu den Dobra și fiind preot acești biserici popa Gheorghie ot Câmpuri și crăsnicu Olaru Ionu ot Gura Sadului și s-au zugrăvit de smeriții între zugravi iordiacon Ioan ot Deva și Nicolae zugrav ot Pitești. Anii Domnului 1765 Octomvrie întăia zi.”

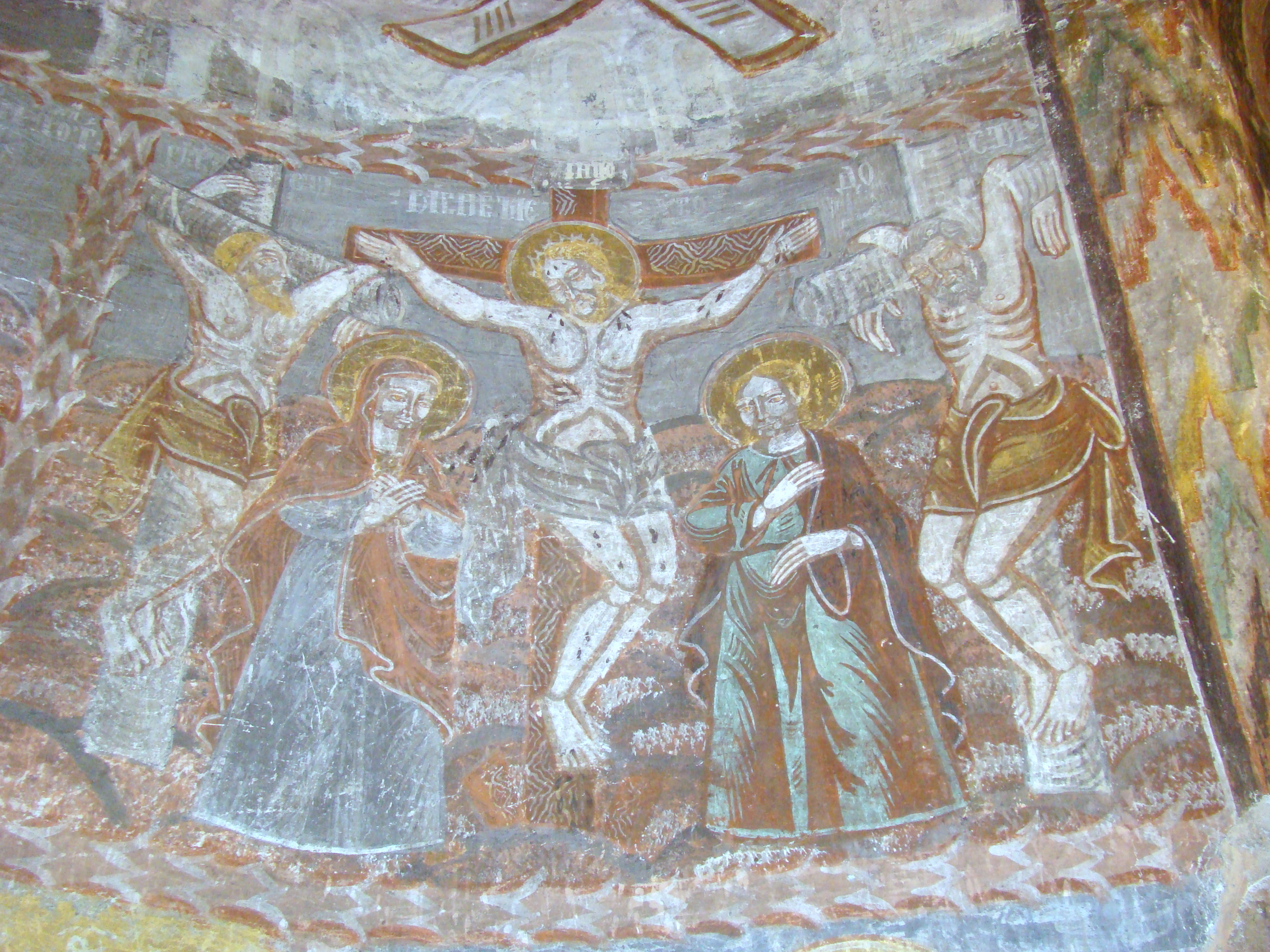
Răstignire

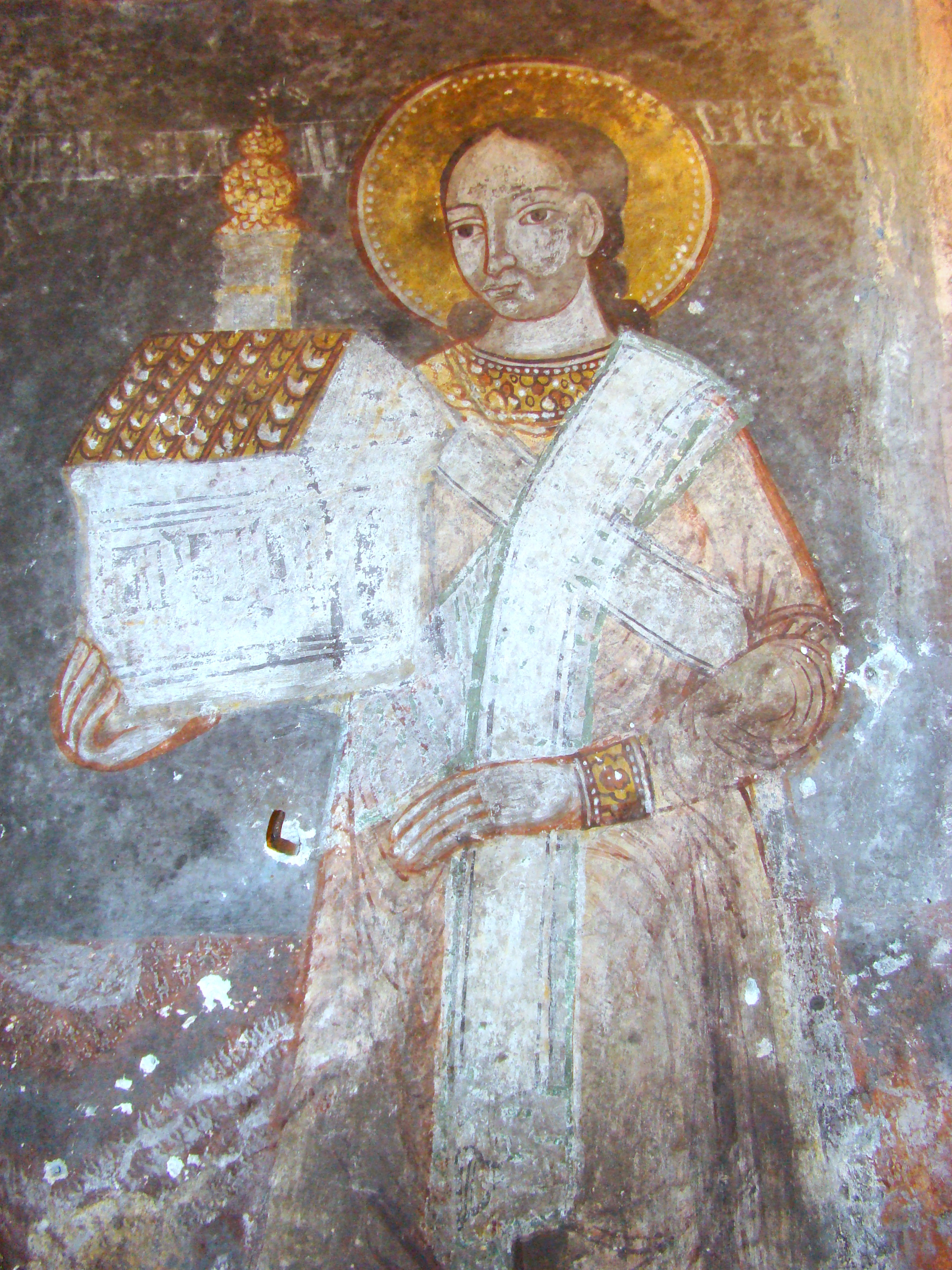
Detaliu din pictura navei

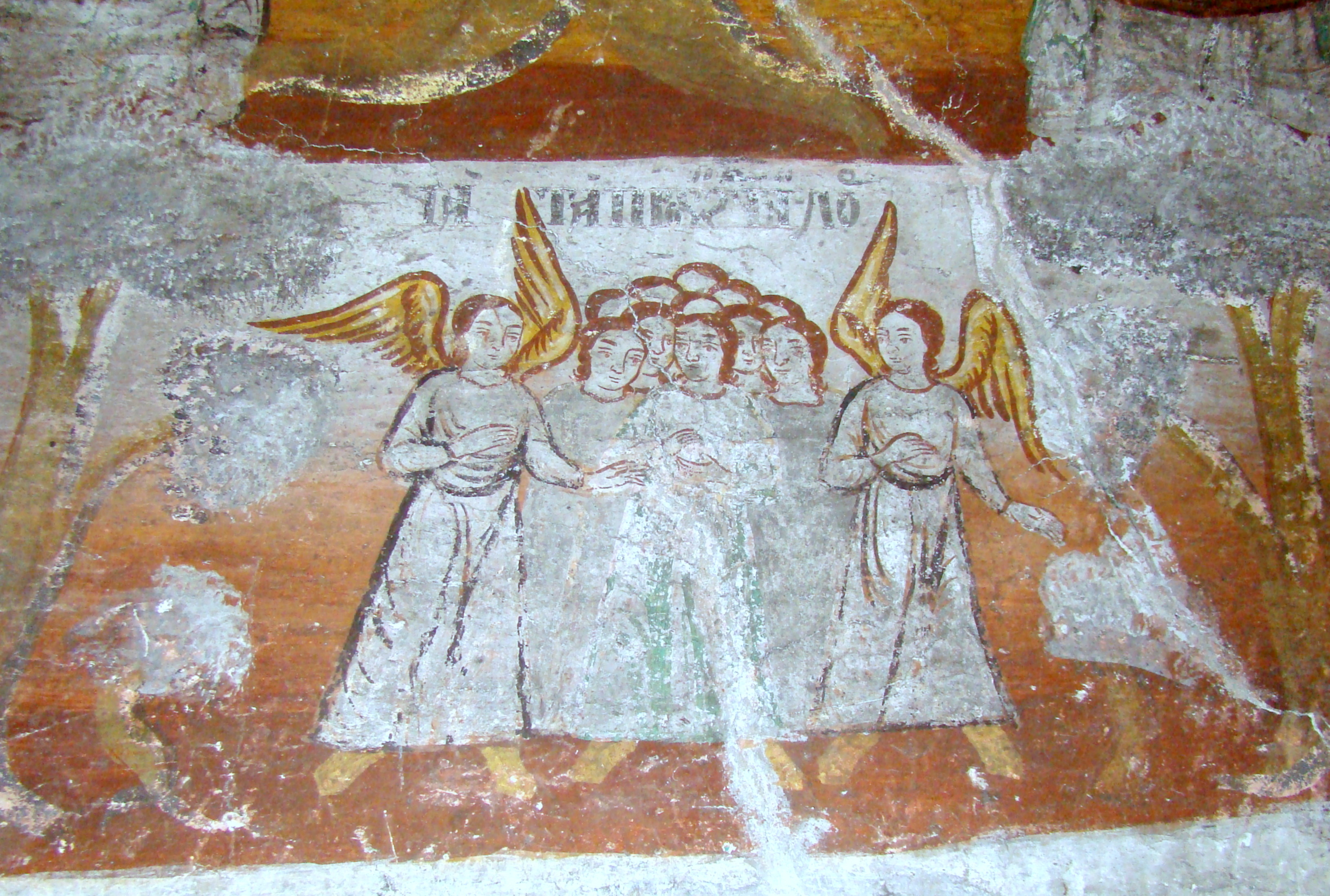
Detaliu din pictura pronaosului

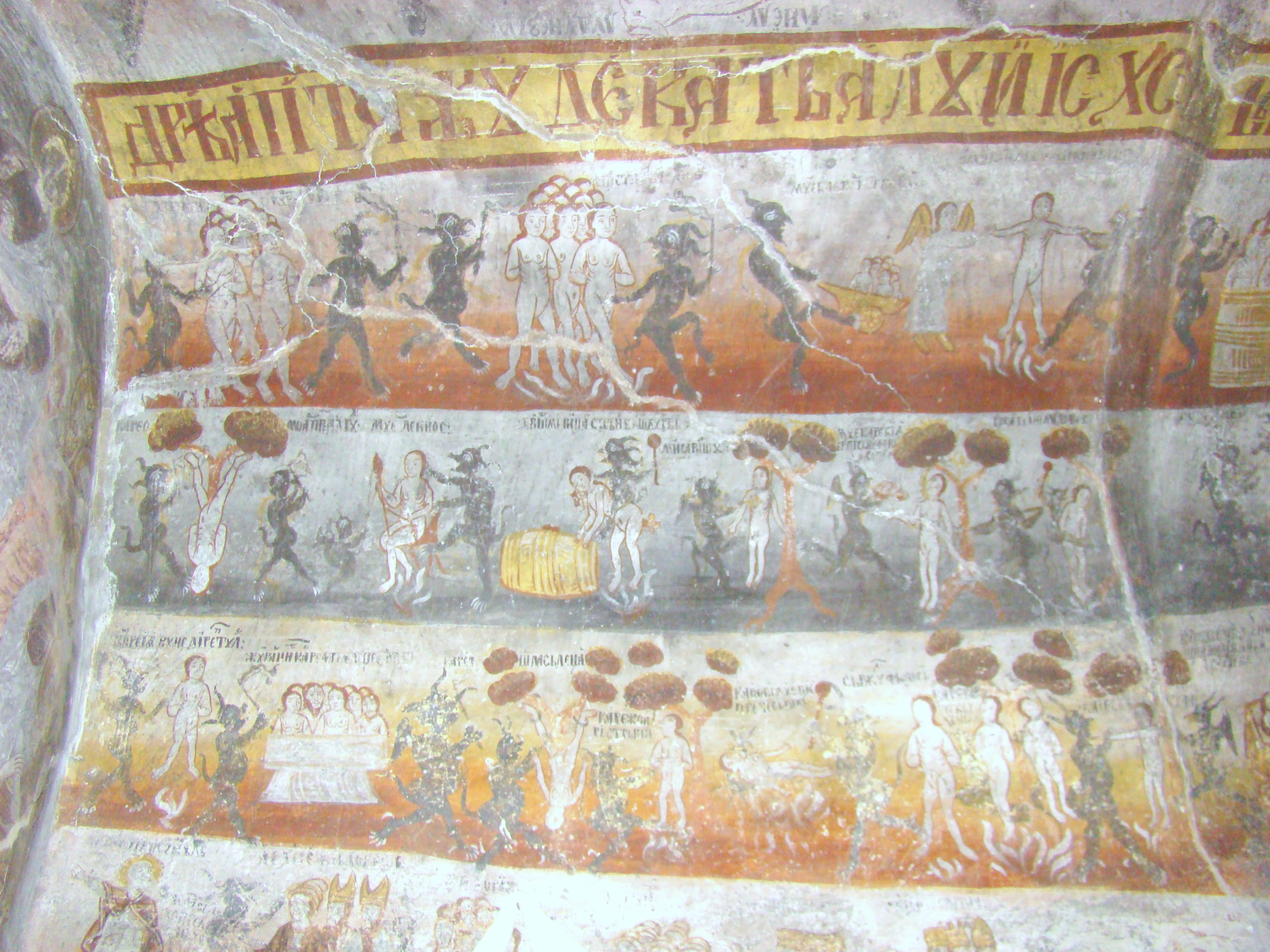
Scene din Judecata de Apoi

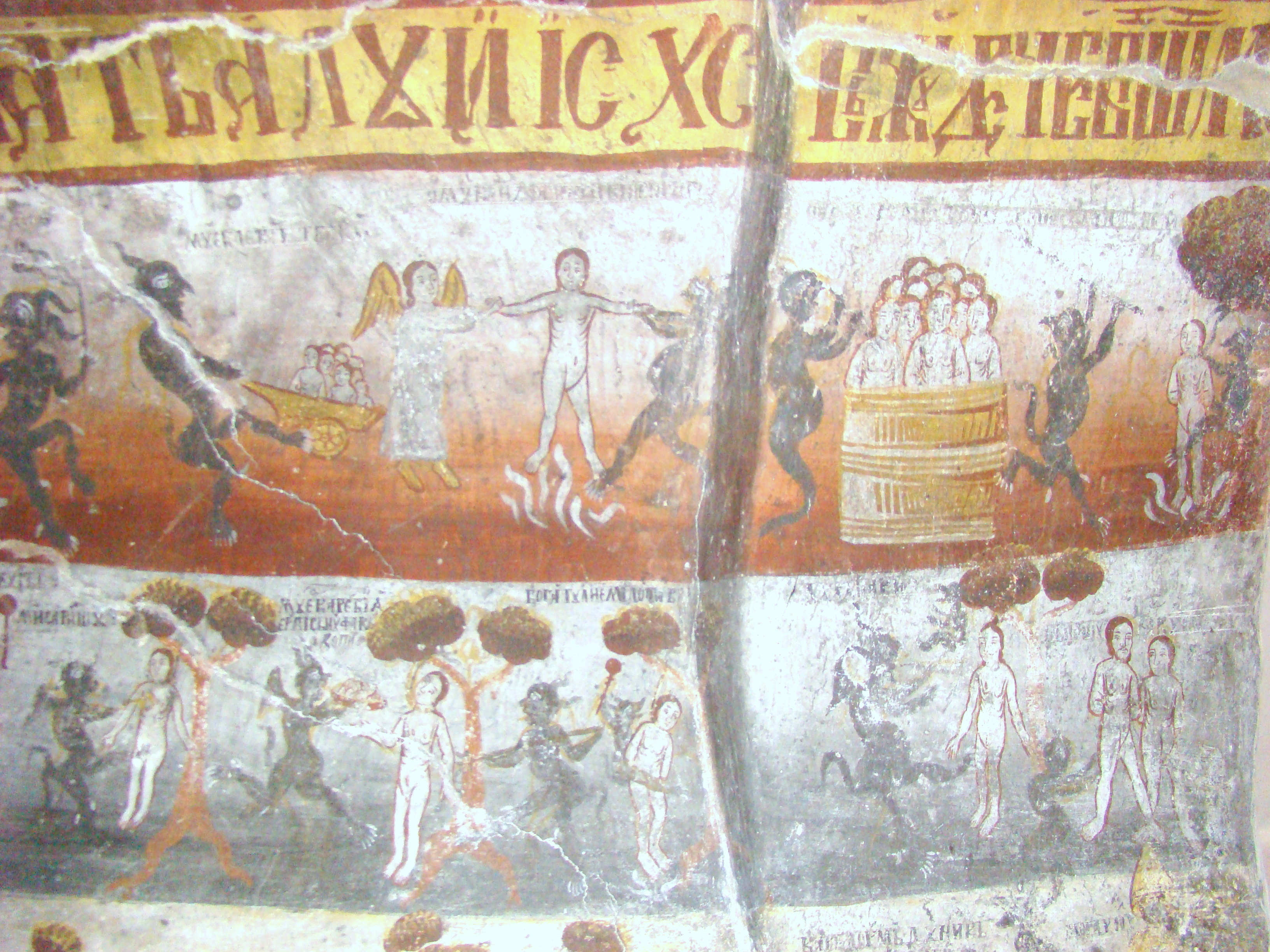
Scene din Judecata de Apoi

Biserica de zid cu hramul „Arhanghelul Mihail” din Gurasada, comuna Gurasada, județul Hunedoara, este un vechi monument românesc zidit din piatră în secolul al XIII-lea, cu adăugiri ulterioare. Biserica se află pe noua listă a monumentelor istorice sub codul LMI:  HD-II-m-A-03323.

## Istoric și trăsături
Satul Gurasada, menționat documentar, ca „terra Zad”, în anul 1292, este locul de naștere al cunoscutului istoric Silviu Dragomir. La marginea localității se află biserica „Sfântul Arhanghel Mihail”, una dintre cele mai vechi și mai valoroase ctitorii ortodoxe românești, inclusă, de peste un secol, pe lista monumentelor istorice transilvănene. Cercetările arheologice întreprinse  în anii 1977 și 1984 au sugerat faptul că aspectul actual al lăcașului de cult este rezultatul a cel puțin patru etape constructive distincte. Astfel, în faza originară, corespunzătoare secolelor X – XI, s-ar fi ridicat un edificiu cvadrilob, alungit pe direcția est-vest, cu absidele laterale semicirculare, boltite prin semicalote. Acest nucleu, luminat de patru ferestre, este supraînălțat printr-un turn central în formă de tambur prismatic. Intrarea inițială fusese proiectată pe latura de vest. Ca materiale de construcție s-au folosit piatra de râu și piatra brută de carieră, legate cu mortar de var brun-roșcat. 
Etapei a doua, desfășurată în jurul anului 1300, i-ar aparține adosarea unui pronaos rectangular la vest și a unui proscomidiar pe latura nordică a absidei altarului. A treia fază, corespunzătoare secolului al XIV-lea, ar consta din compartimentarea pronaosului prin bolți sprijinite pe stâlpi, într-o manieră specifică arhitecturii romanice. Ultima etapă, datată în anul 1765, a fost asociată cu sacrificarea părții apusene a spațiului central al pronaosului prin ridicarea unei clopotnițe masive, cu foișor deschis și fleșă zveltă. Accesul la interior se face printr-o încăpere scundă, adosată laturii nordice a lăcașului în 1820.
Conținutul și cronologia celor patru faze de construcție ale bisericii din Gurasada, un monument încadrat în sfera arhitecturii romanice, singular ca formă în spațiul hunedorean, dar și în zonele învecinate, sunt contestate de cercetătoarea Eugenia Greceanu, în viziunea căreia nucleul originar era prevăzut, încă de la început, cu un vestibul dreptunghiular vestic, încadrat de două capele mortuare, destinate mormintelor ctitorilor.
Controverse au suscitat și identitatea ctitorilor și destinația inițială a bisericii. O primă ipoteză susține că edificiul ecleziastic ar fi fost ridicat la sfârșitul secolului al XIII-lea de membrii familiei nobiliare maghiare Illyei din neamul Ákos (familie care în 1292 a primit permisunea regelui pentru a aduce primii coloniști valahi pe mosia lui); varianta ca stăpânii catolici să fi ridicat o biserică de zid, destinată supușilor iobagi de altă ”religie”, poate susținută. Mai ales datorită faptului că această biserică inițial era identică cu Capela Isus din Odorheiu Secuiesc sau cu capela Sf. Treime din Haraszt (zona Kassa, astăzi in Slovacia).
Potrivit altor opinii mai nuanțate, lăcașul, cu rol de capelă de curte de rit latin, ar fi fost cedat ortodocșilor fie în conjunctura post-florentină a celei de-a doua jumătăți a secolului al XV-lea, fie în contextul transferului domeniului feudal, dimpreună cu lăcașul de cult, către un stăpân, de confesiune răsăriteană. Dacă se ia în calcul vechimea propusă de arheologi, considerăm că actul ctitoricesc a precedat cu mult tradiția domeniului Gurasada către feudalii maghiari din Ilia. Ca atare, construcția bisericii trebuie atribuită unor cneji locali, rămași anonimi, iar nu seniorilor catolici sau vreunui domnitor sau boier pribeag de la sudul Carpaților, cum presupunea, pe baza unei lespezi funerare din 1618, descoperită în anul 1905 sub pavimentul edificiului, istoricul Nicolae Iorga. Spre aceeași concluzie conduce și o tradiție locală, potrivit căreia, în secolele XV-XVIII, în localitate ar fi existat si o bisericuță din lemn, iobăgească, ridicată în apropierea celeilalte  ctitorii ”nemeșești”.
Avansându-se apoi ipoteza cvasicontemporaneității pronaosului trinavat cu patrulobul inițial, biserica a fost inclusă în categoria edificiilor monahale răsăritene, făcându-se trimitere la scrisoarea papei Inocențiu III (1198-1216) din 16 aprilie 1204, ca timp al funcționării sale.  Într–adevăr, edificiul ar fi putut adăposti, pentru o scurtă perioadă de timp, un grup restrâns de monahi, practică întâlnită și în cazul Bisericii de la Densuș, Ribița, Strei sau Crișan. Decorul pictural din secolele XIV-XV, ascuns sub stratul mural actual, ar putea, pe viitor să arunce o nouă lumină asupra acestor chestiuni rămase în suspensie.
Ansamblul iconografic, executat în anul 1765, poartă semnătura meșterilor zugravi Ioan din Deva și Nicolae din Pitești; datele au fost transmise de pisania de pe peretele vestic al navei: ”Cu ajutorul Tatălui și cu îndrumarea Fiului și cu purcederea Duhului Sfântu s-a zugrăvit aciastă sfântă biserică în zilele Înnălțatei Chezaro Crăiesii noastre Mariei Therezii și fiind episcop țărăi Ardealului, neunit, Priaosfințitul D.D.Dionisie Novacovici de la Buda și fiind protopop eparhii chir Iacovu den Dobra și fiind preot acești biserici popa Gheorghie ot Câmpuri și crăsnicu  Olaru Ionu ot Gura Sadului și s-au zugrăvit de smeriții între zugravi ieroduiacon Ioan ot Deva și Nicolae zugrav ot Pitești. Anii Domnului 1765 Octomvrie întăia zi.”
Decorul mural este alcătuit din două părți distincte, anume fresca naosului și cea a pronaosului, fiecare dintre acestea purtând pecetea distinctă a personalității artistice a autorului. Stilistic, execuțiile sunt asemănătoare, cu toate că nartexul are tratare mai liberă, explicabilă prin tematica abordată. Pe baza regionalismelor prezente în inscripțiile care însoțesc tablourile iconografice, s-a stabilit că pereții pronaosului au fost împodobiți de zugravul Ioan din Deva, celuilalt pictor, Nicolae din Pitești, revenindu-i decorația navei. Colaborarea pictorului transilvănean cu cel muntean este deosebit de importantă, ilustrând procesul de unificare artistică a provinciilor românești de pe cei doi versanți ai Carpaților. Mai mult, tehnica și stilul icoanelor tâmplei simple din lemn care separă spațiul navei de cel al absidei altarului indică în plus, la sfârșitul secolului al XVIII-lea, prezența altui exponent al picturii muntene: Simion Zugravul din Pitești.
Pictura pronaosului, înfățișând o amplă ”Judecată de Apoi”, nu are doar o valoare artistică deosebită, ci și una morală, zugravul Ioan din Deva redând aproximativ 30 de categorii de păcate din sfera inechităților sociale. Între tâlharii și ucigașii condamnați la chinurile veșnice ale iadului, pictorul îi enumeră pe „Jupânii care fac lege strâmbă”, pe ”Bogatul nemilostiv”, pe „împărații tirani”, pe ”Cei ce obijduiesc pe cei săraci” etc. Toate aceste nedreptăți au determinat, la scurt timp, izbucnirea celei mai mari  răscoale țărănești din istoria Transilvaniei condusă de Horea, Cloșca și Crișan.
Biserica, reparată în anii 1668, 1905, 1915, 1928, 1960 și 1988-1994, este menționată în tabelele conscripțiilor din anii 1733, 1750, 1761-1762, 1805 și 1829-1831, și pe harta Iosefină a Transilvaniei.

## Imagini din exterior

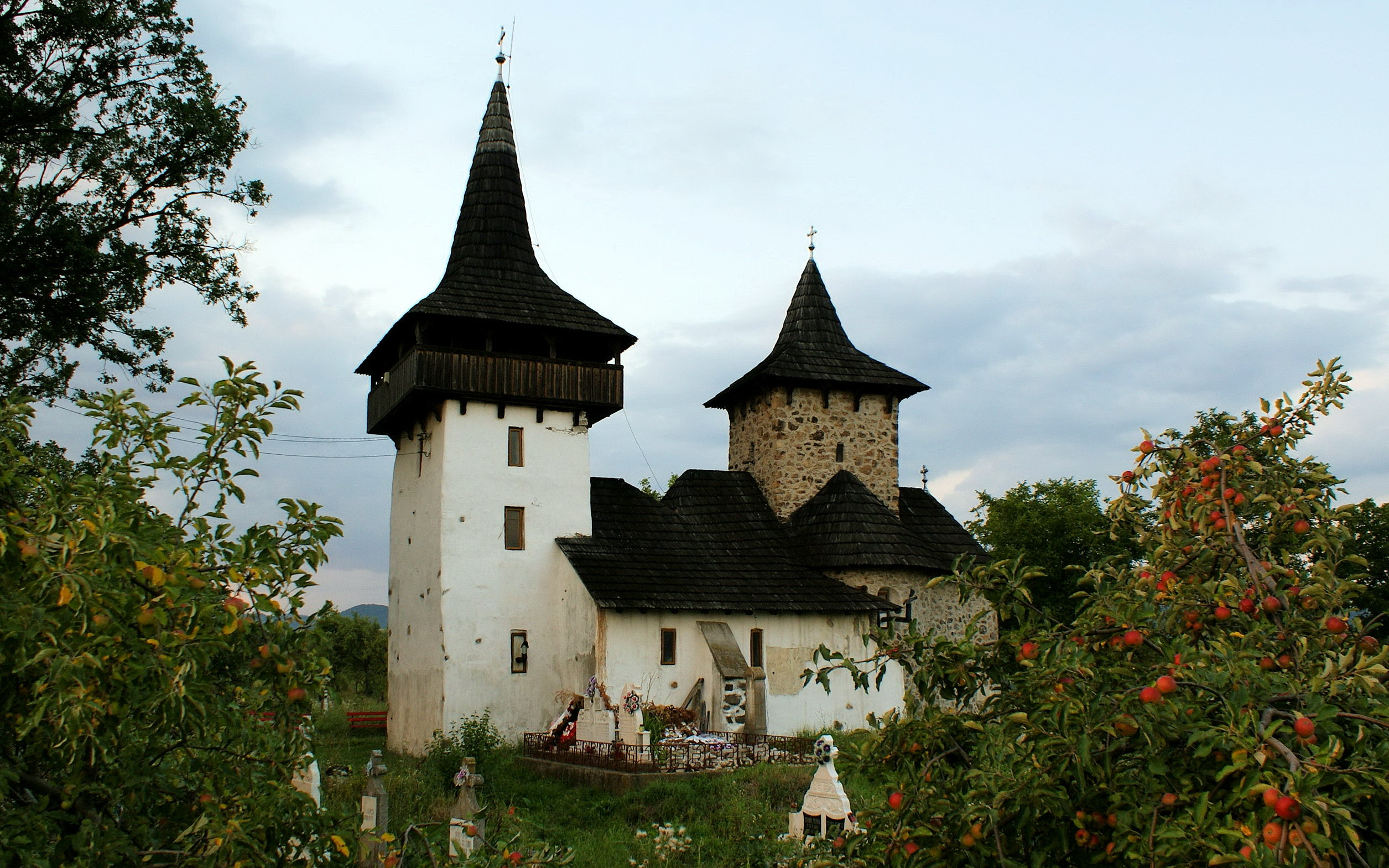
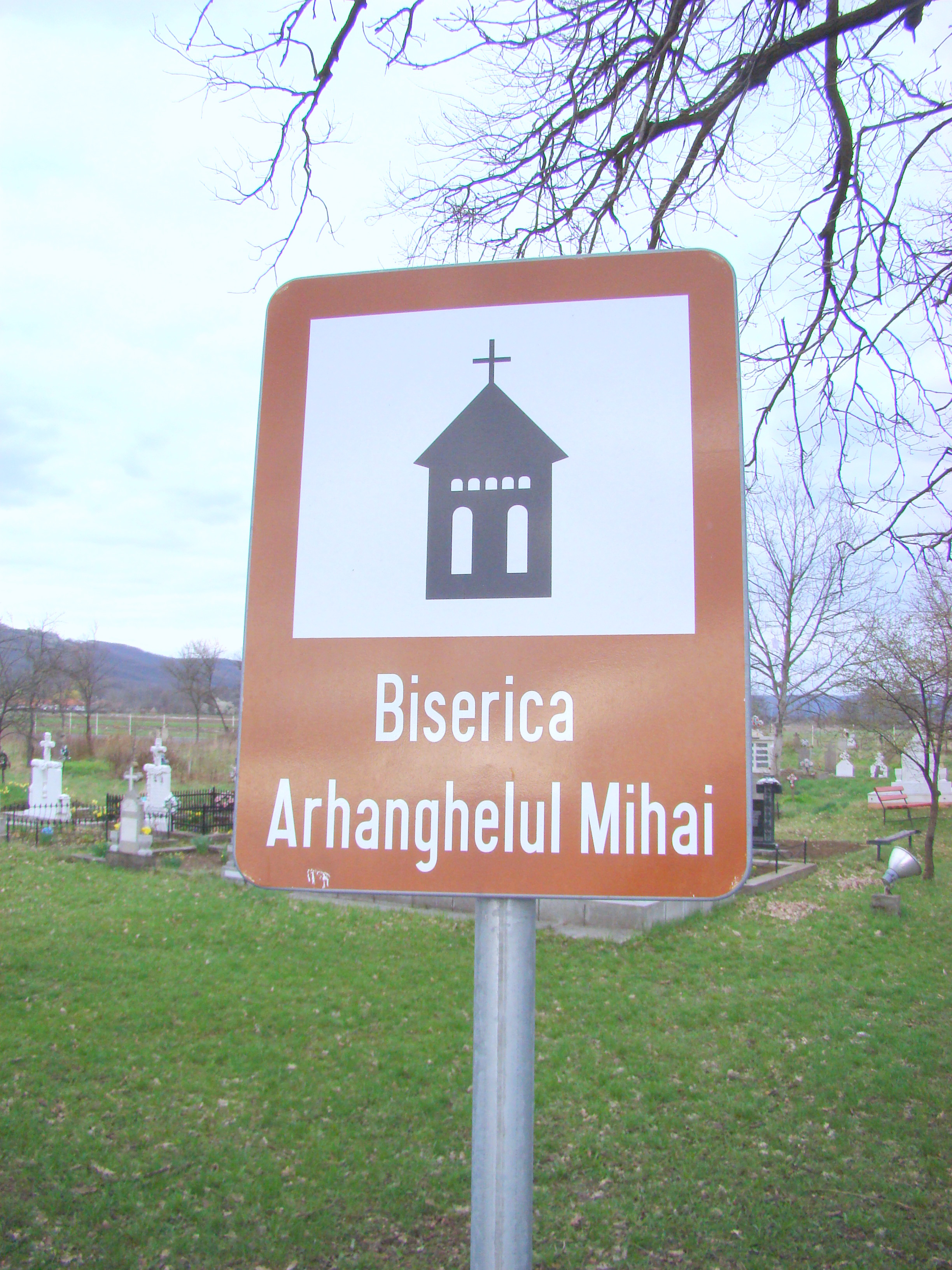
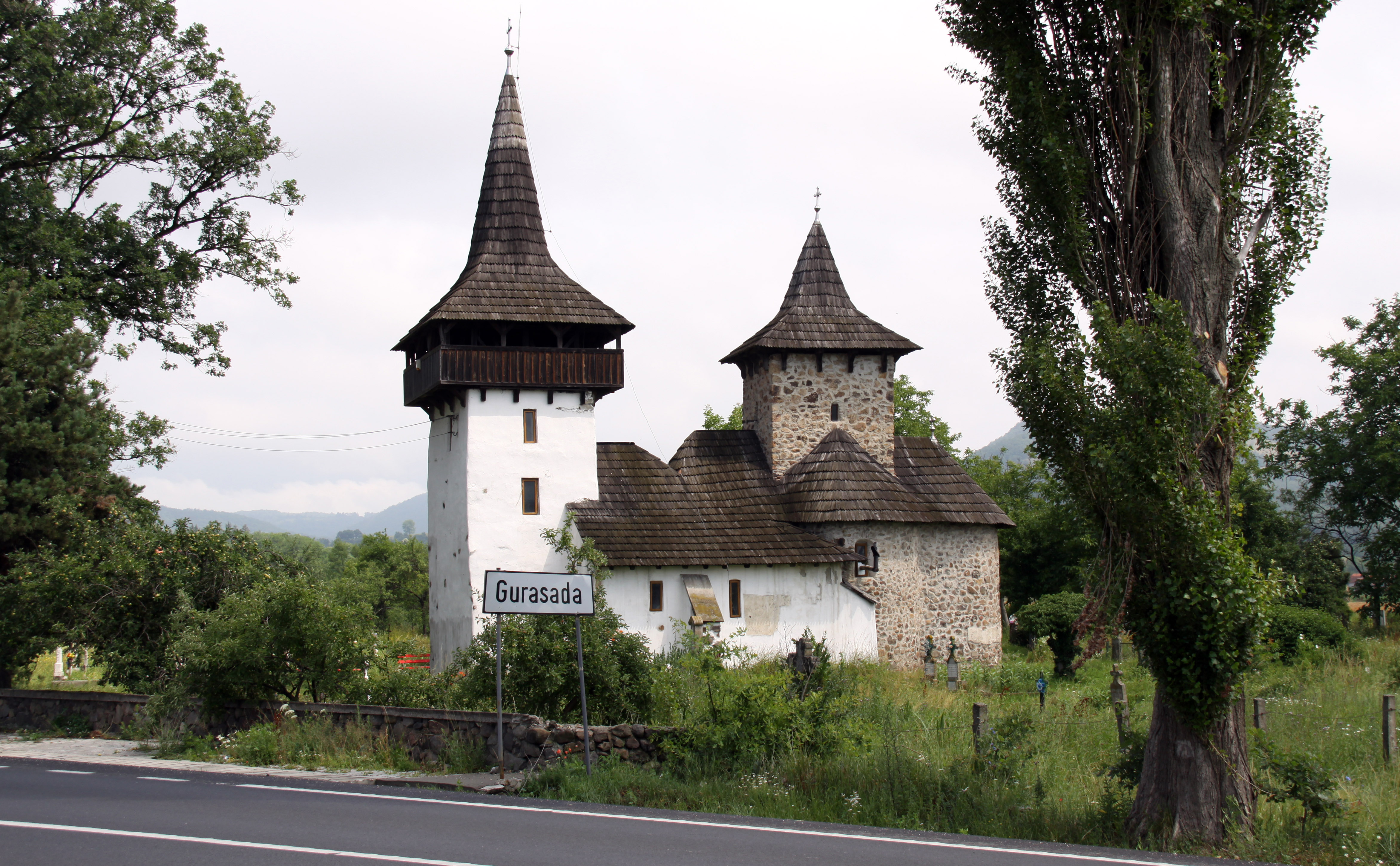
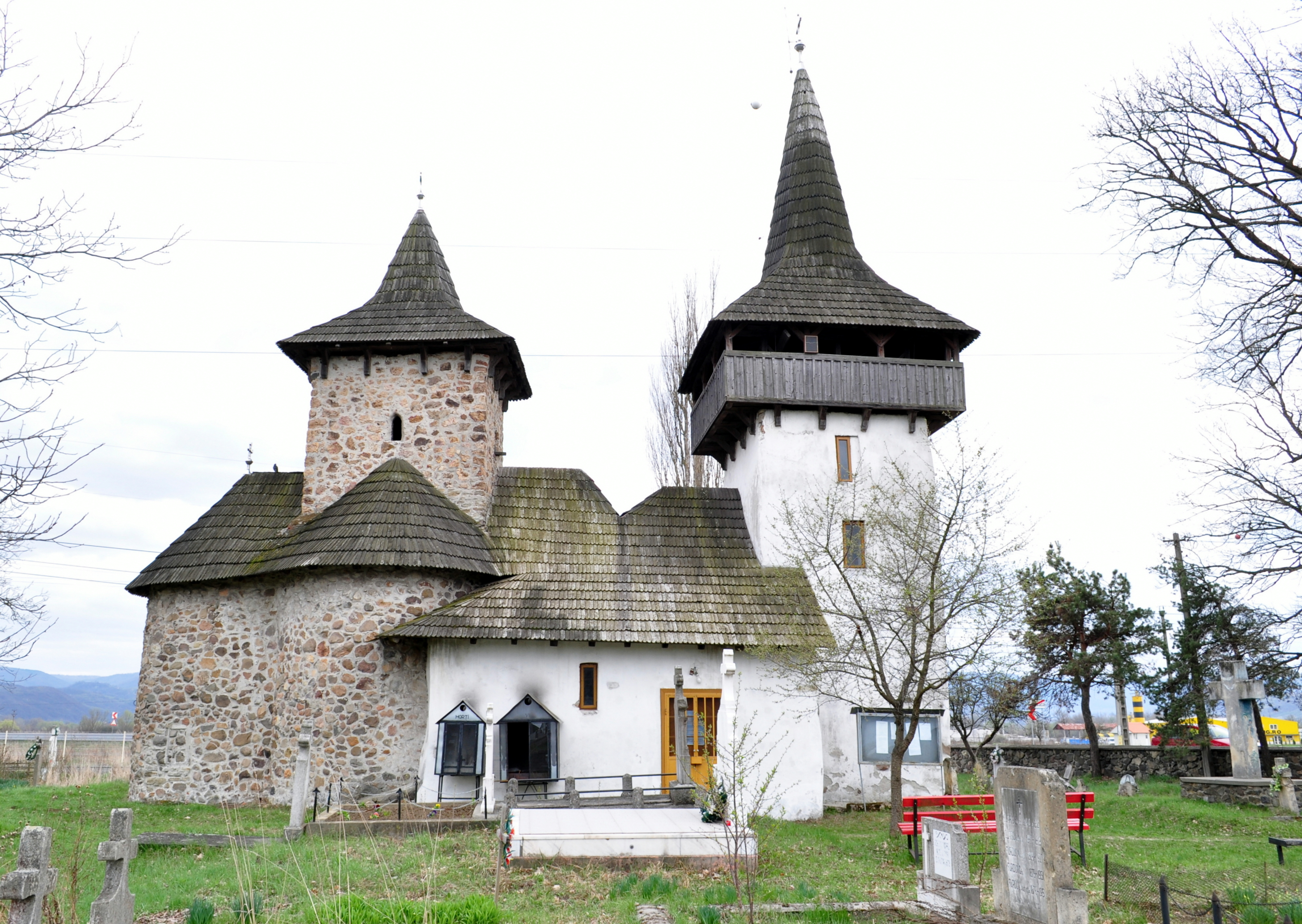
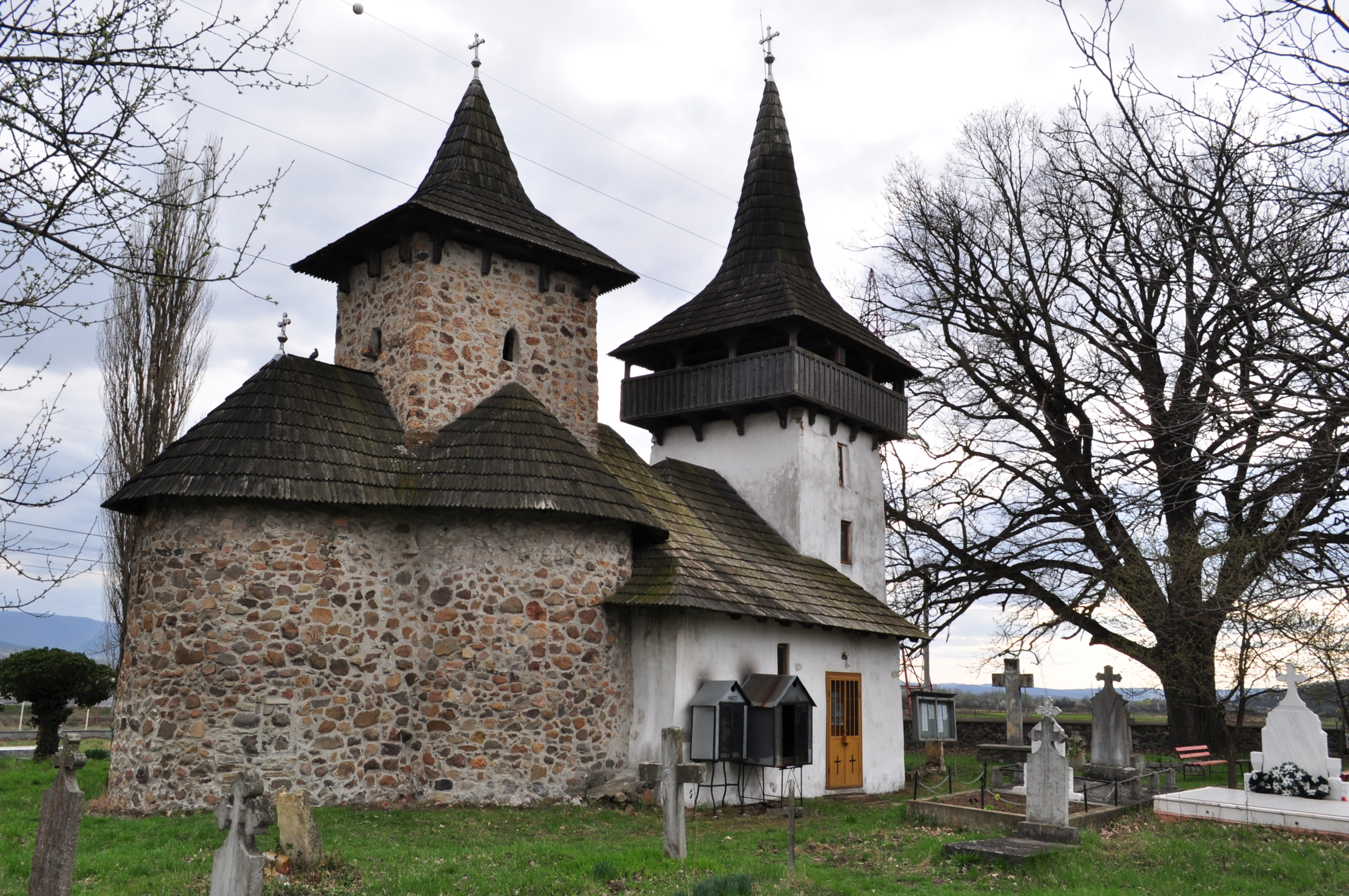
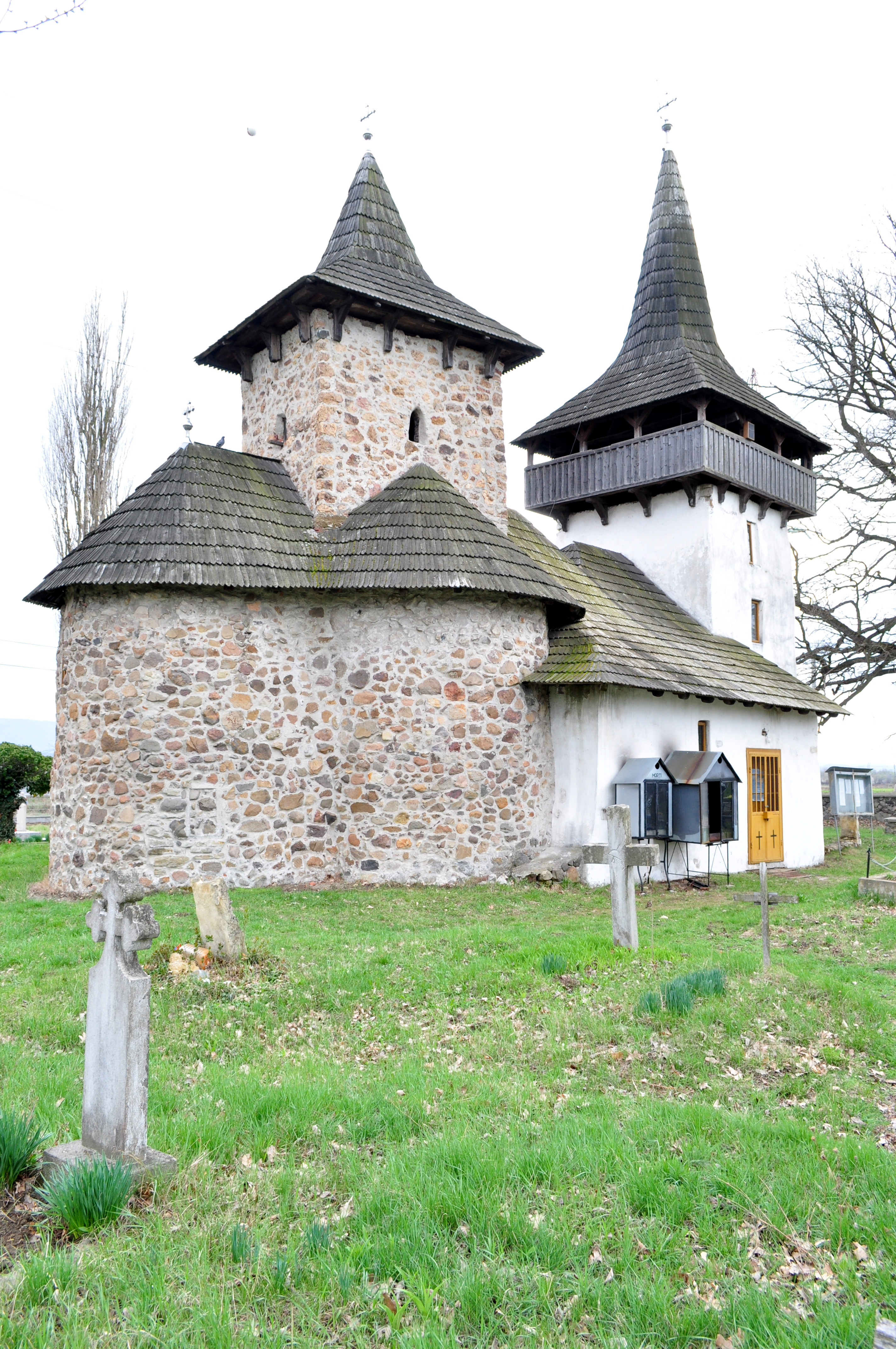
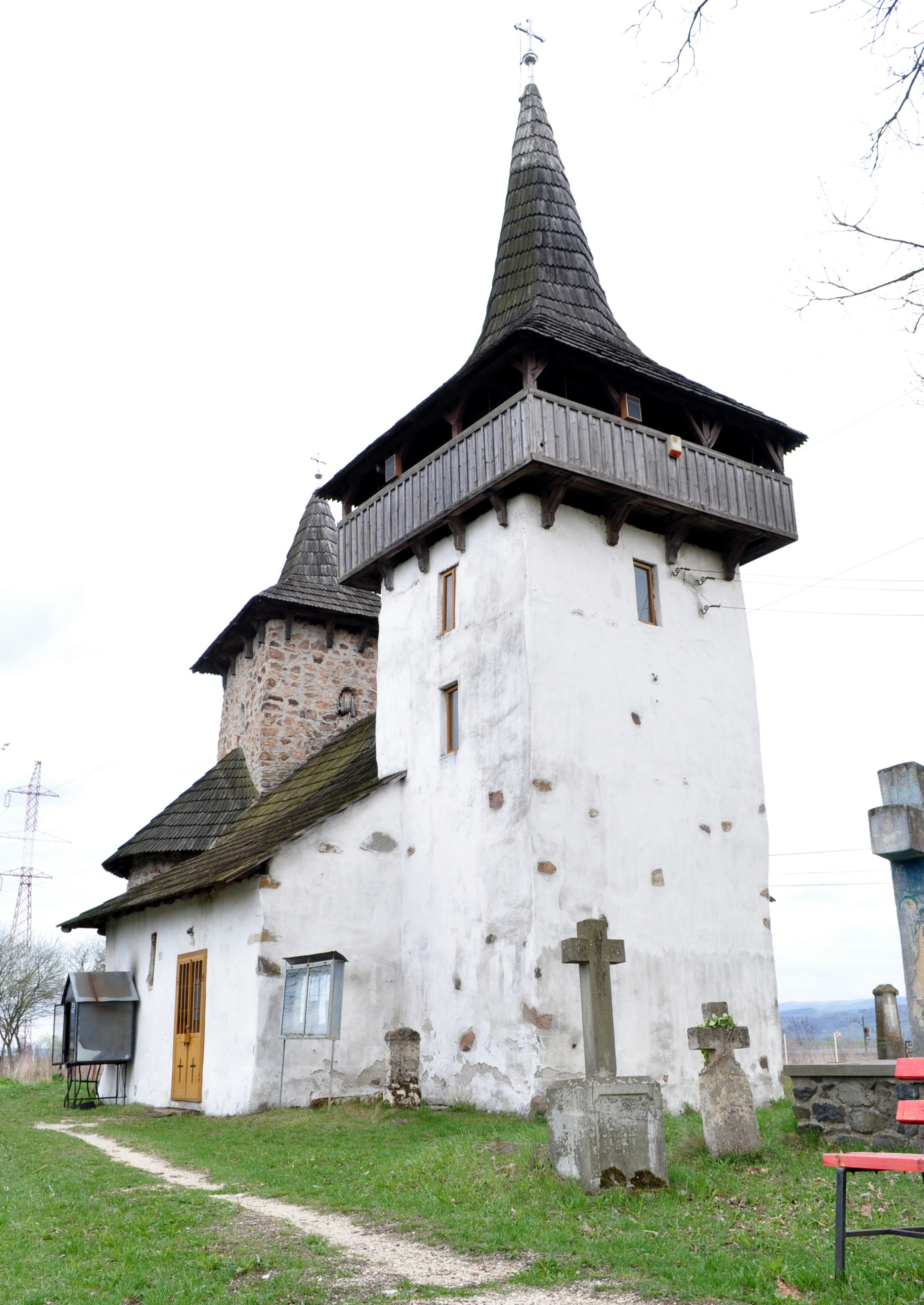
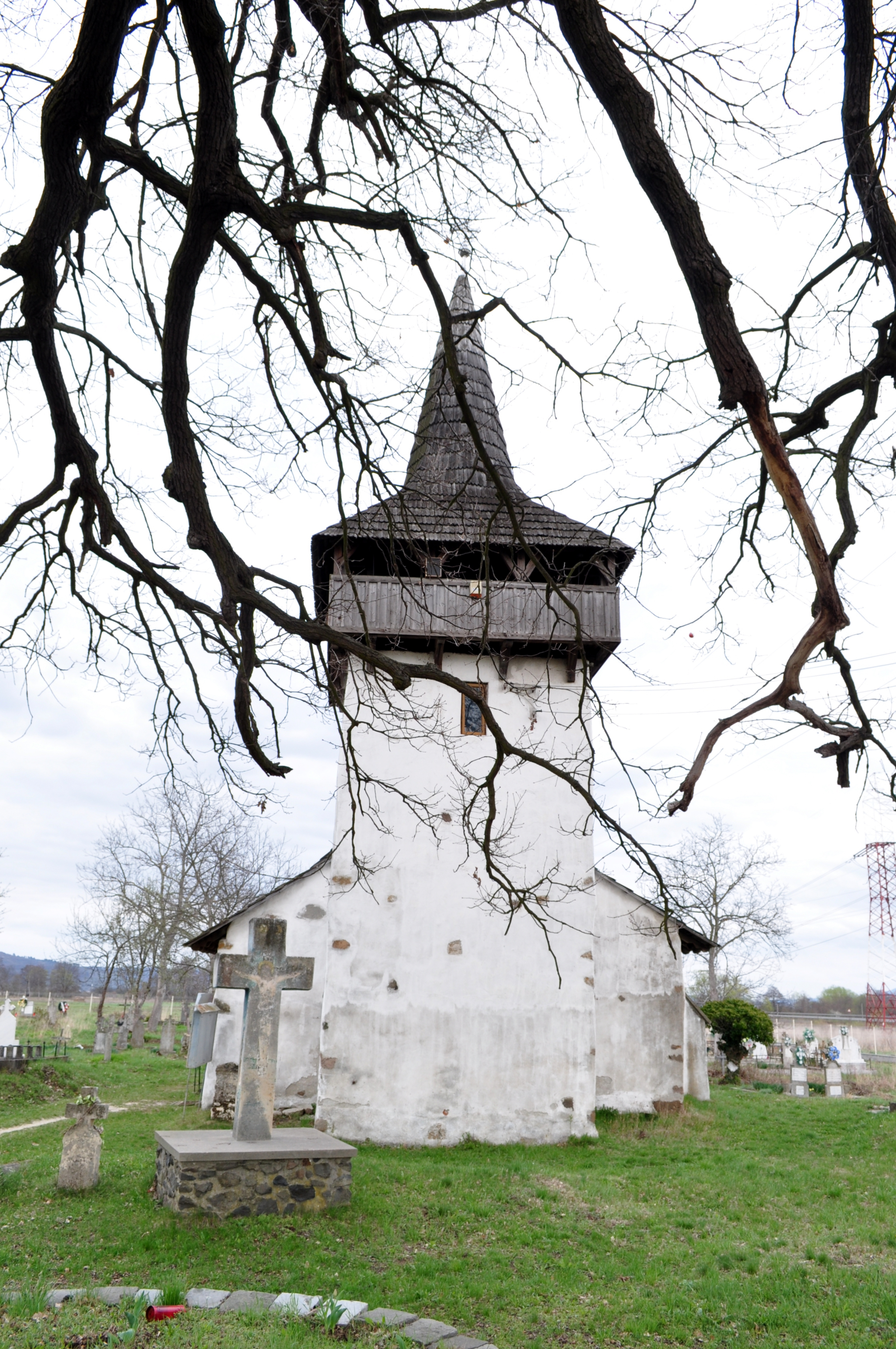
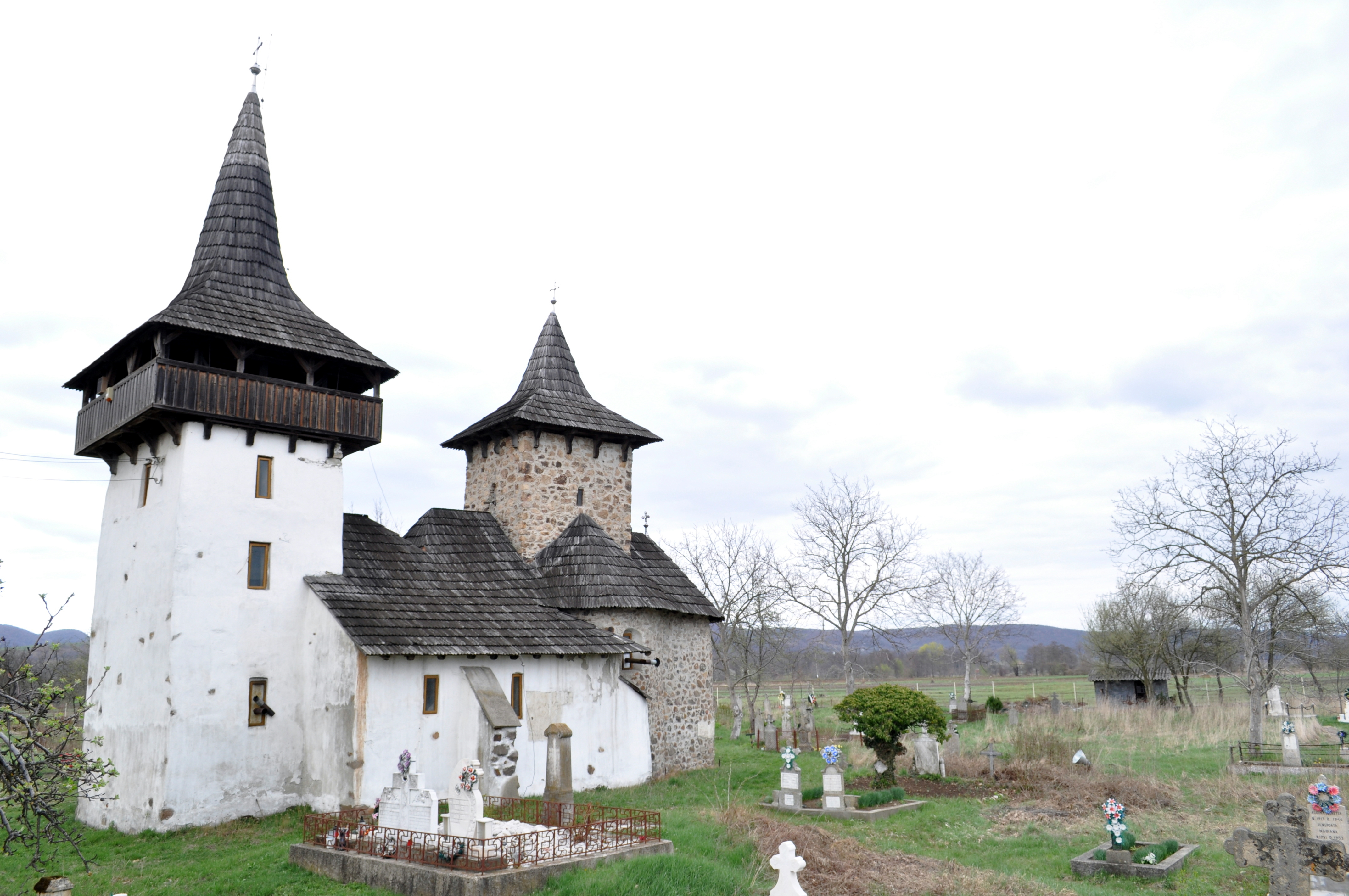
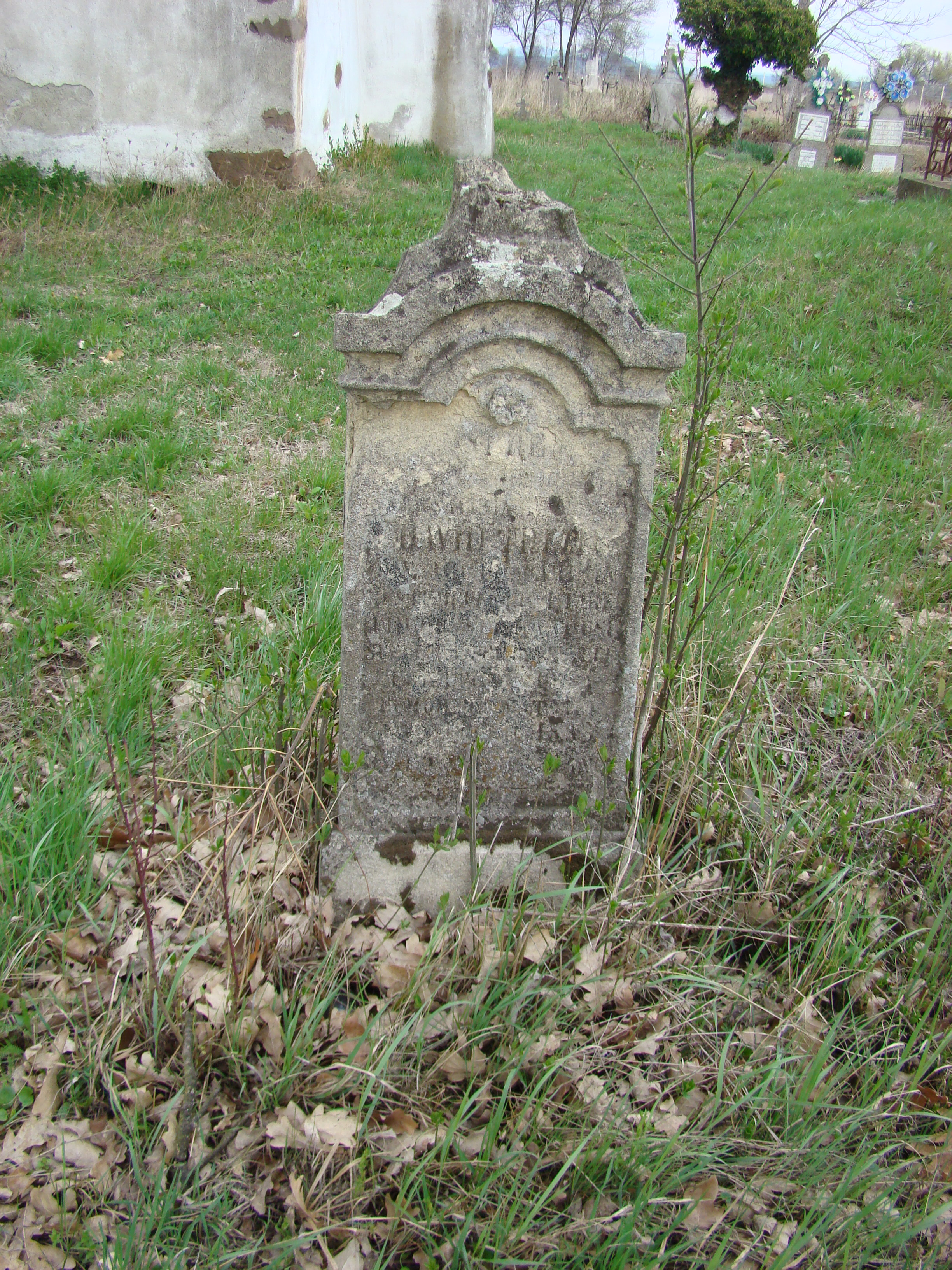
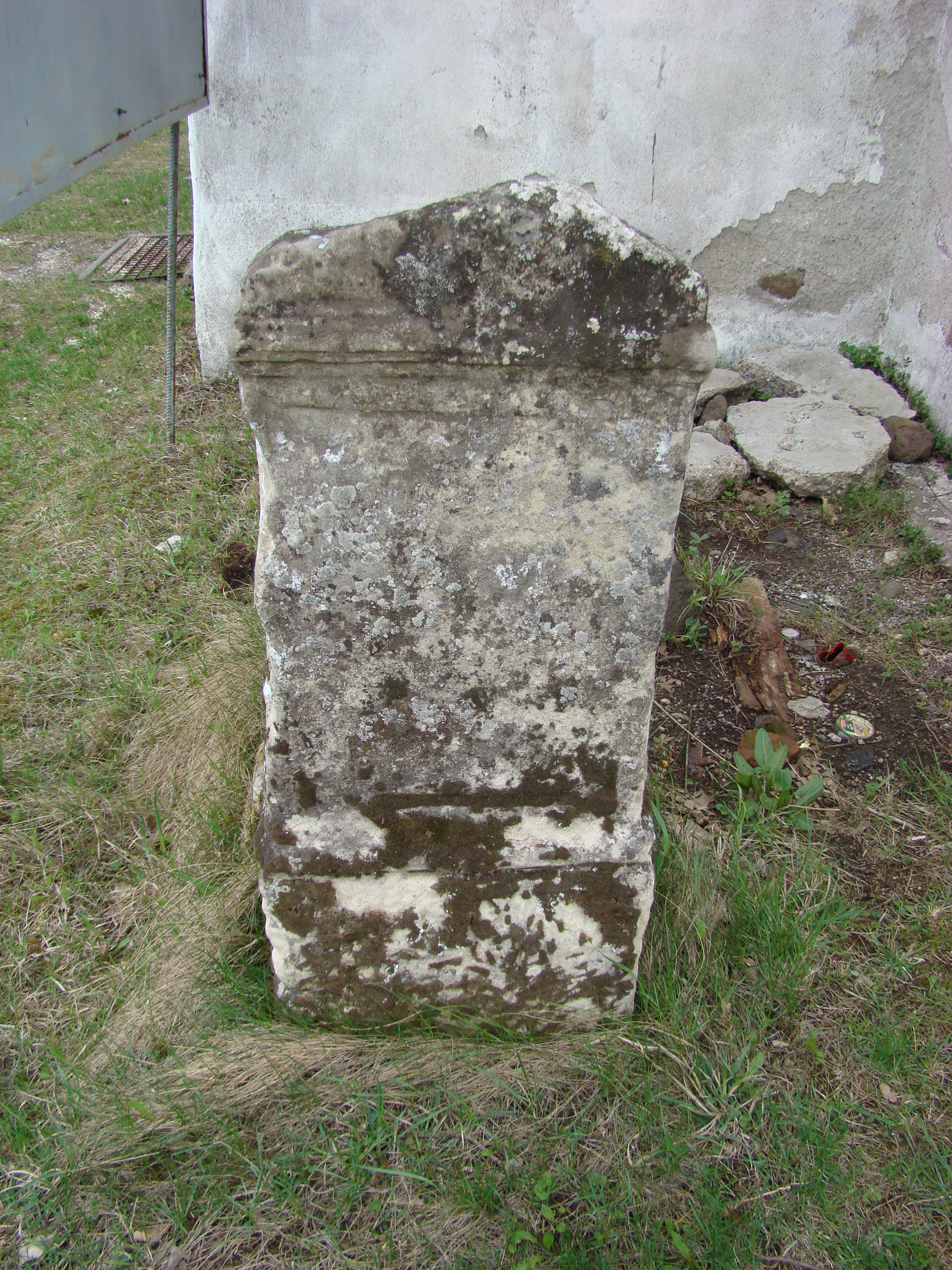

## Imagini din interior

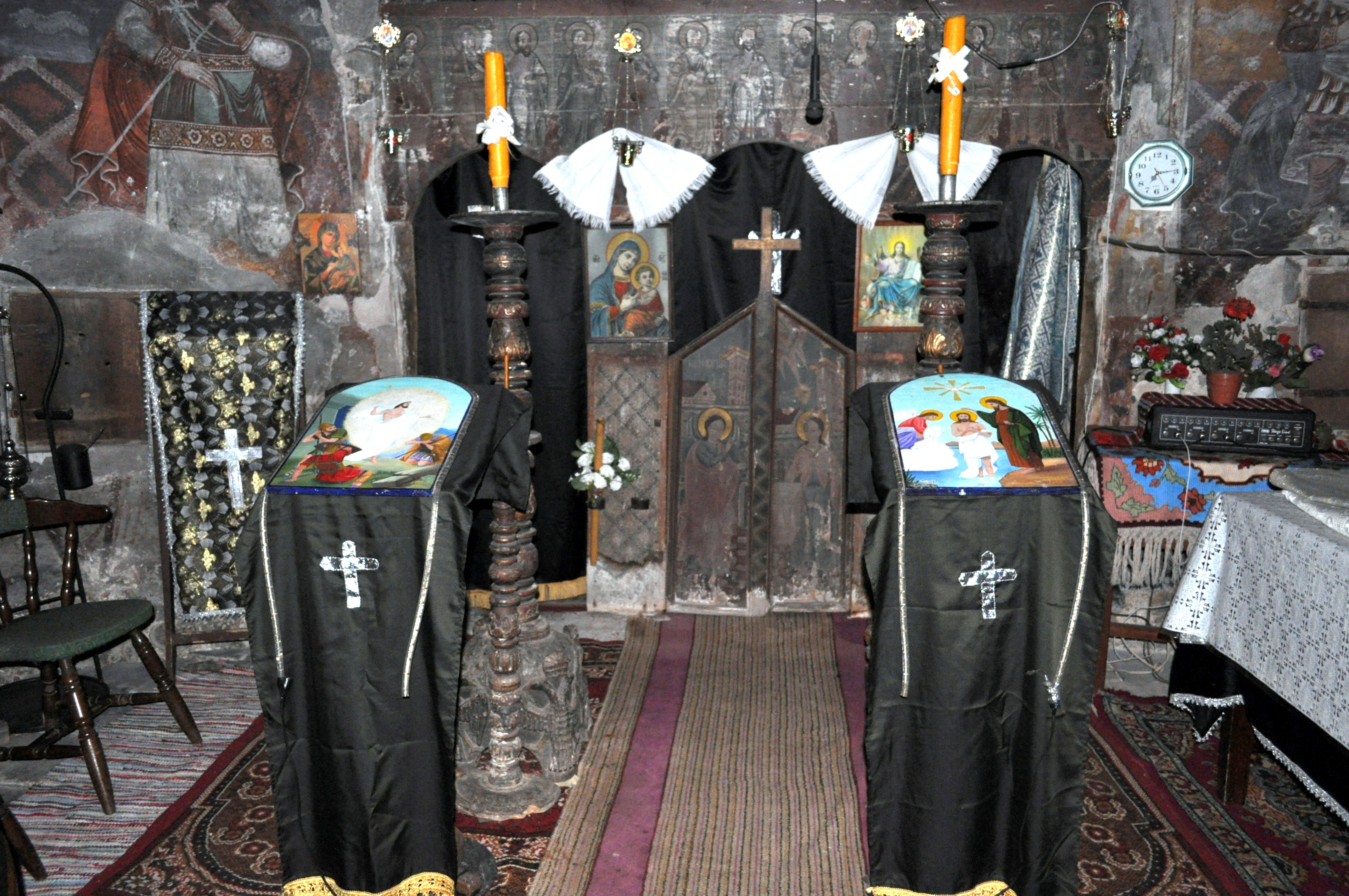
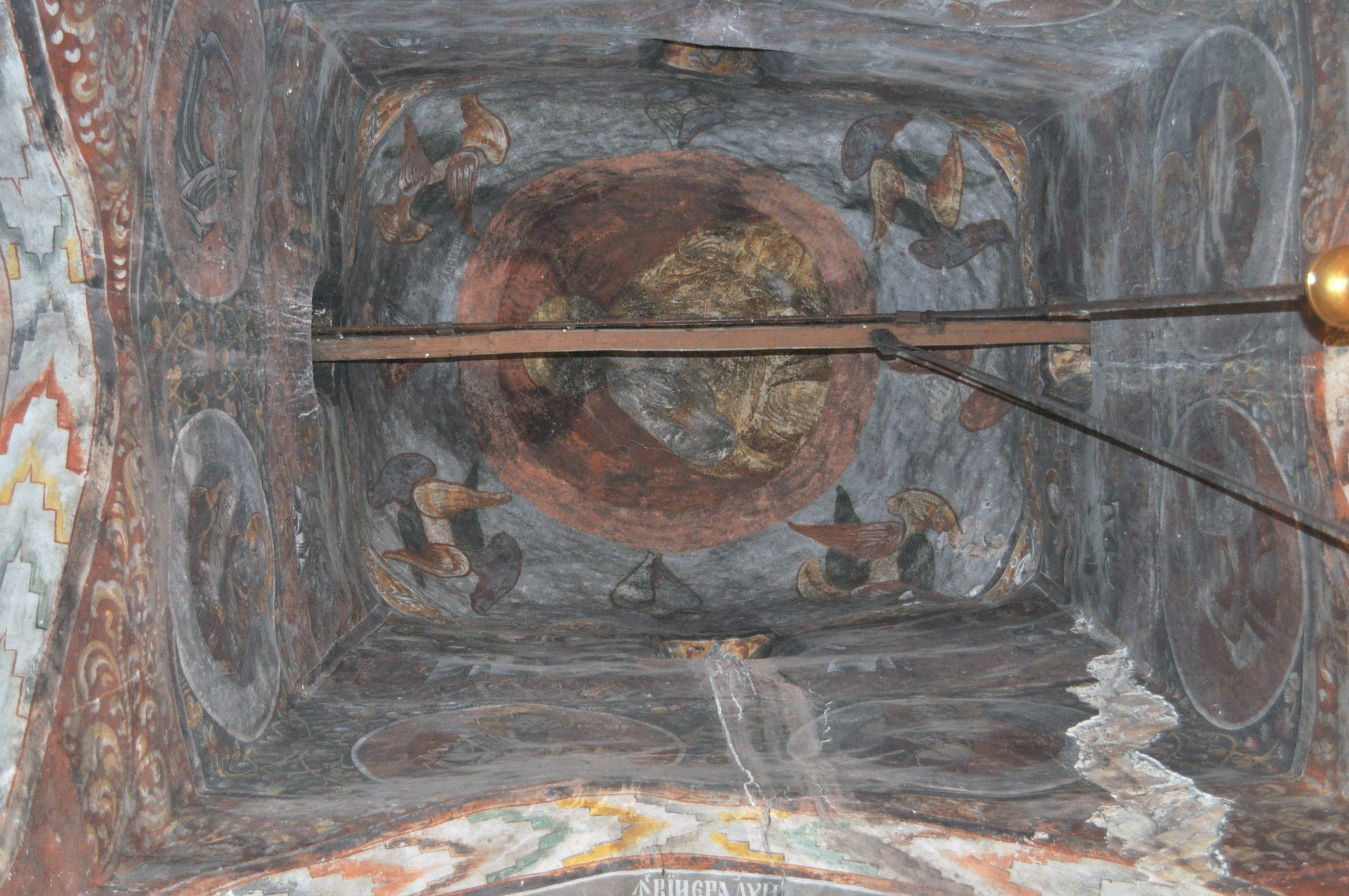
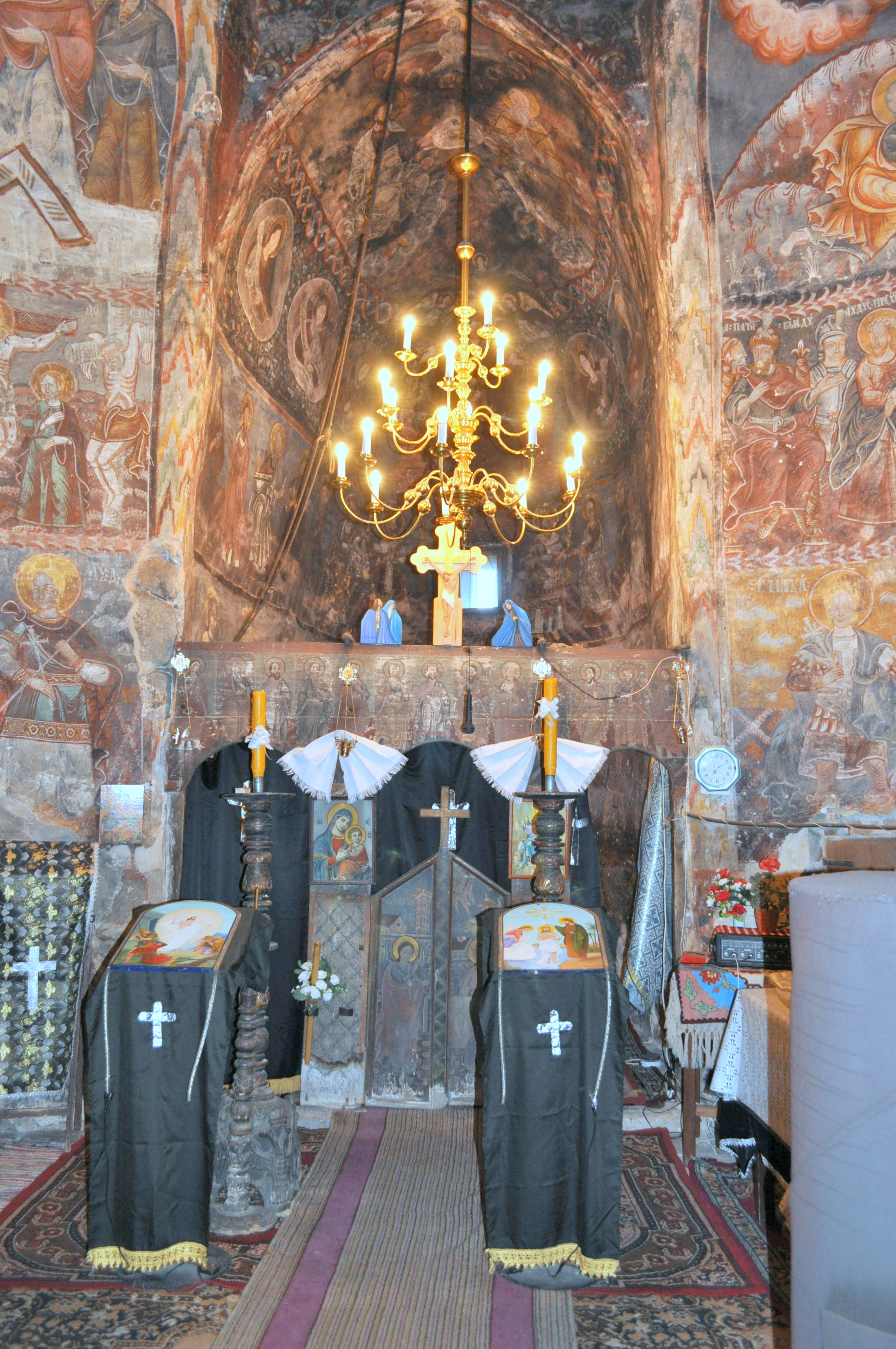
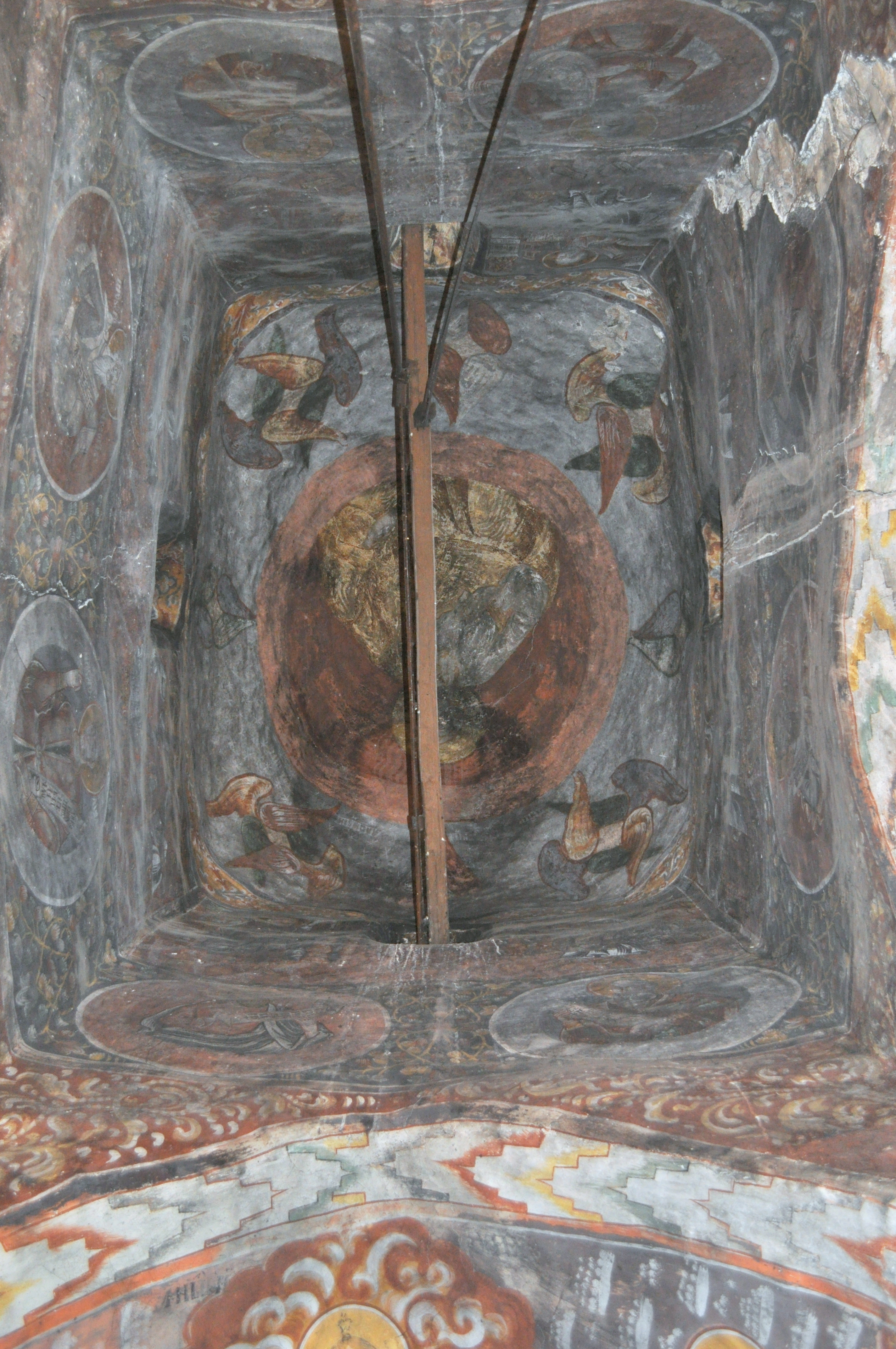
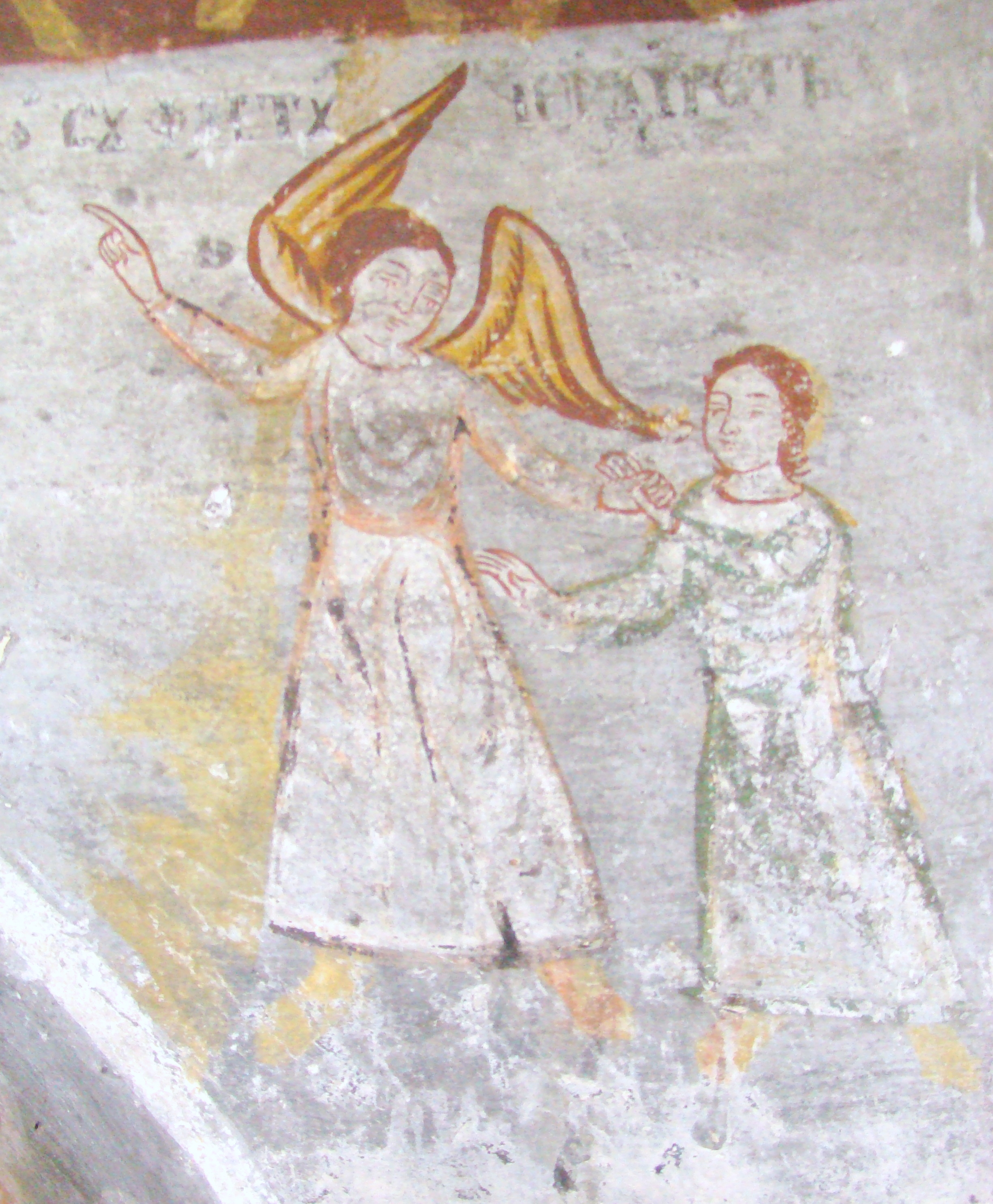
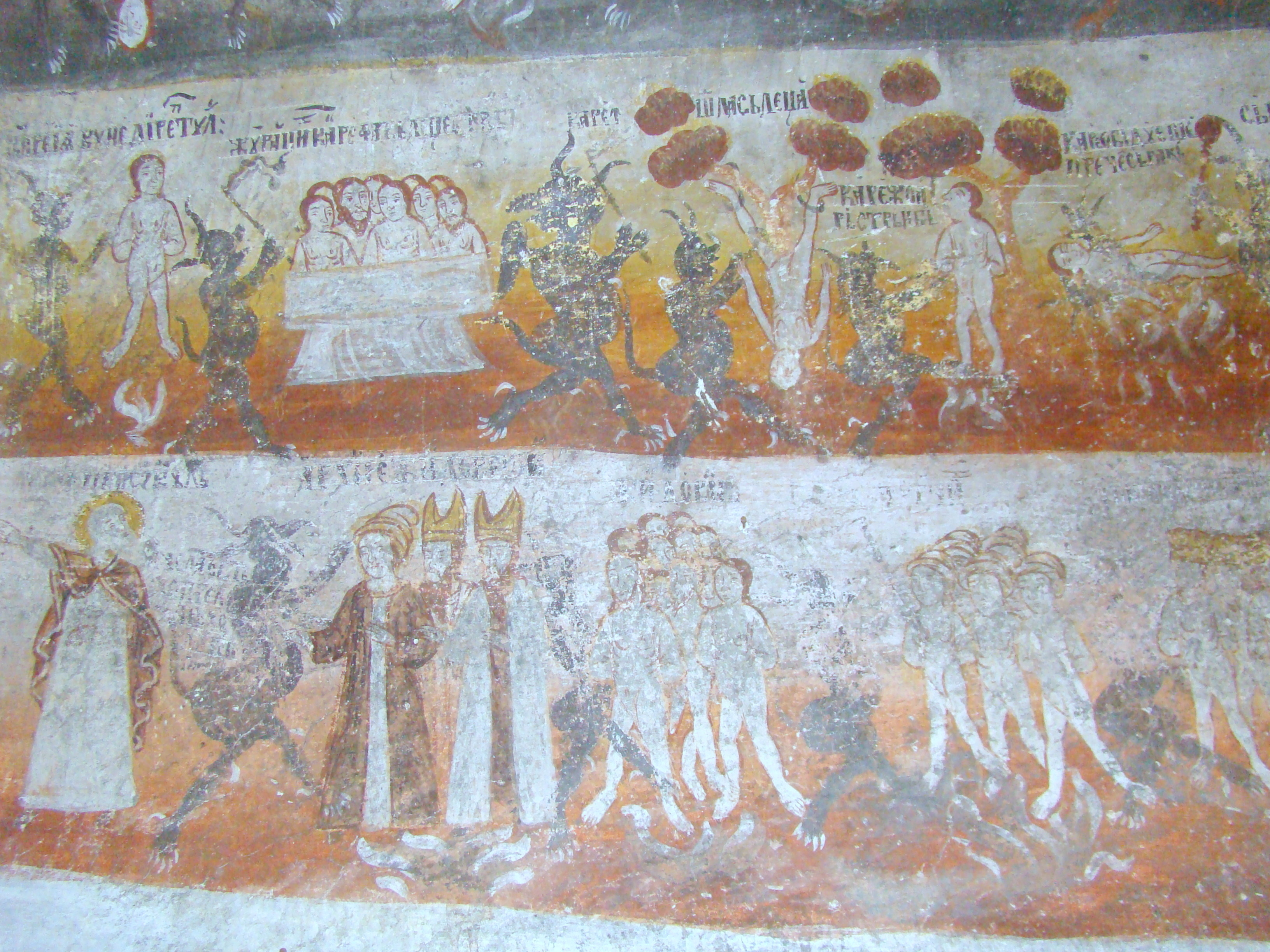
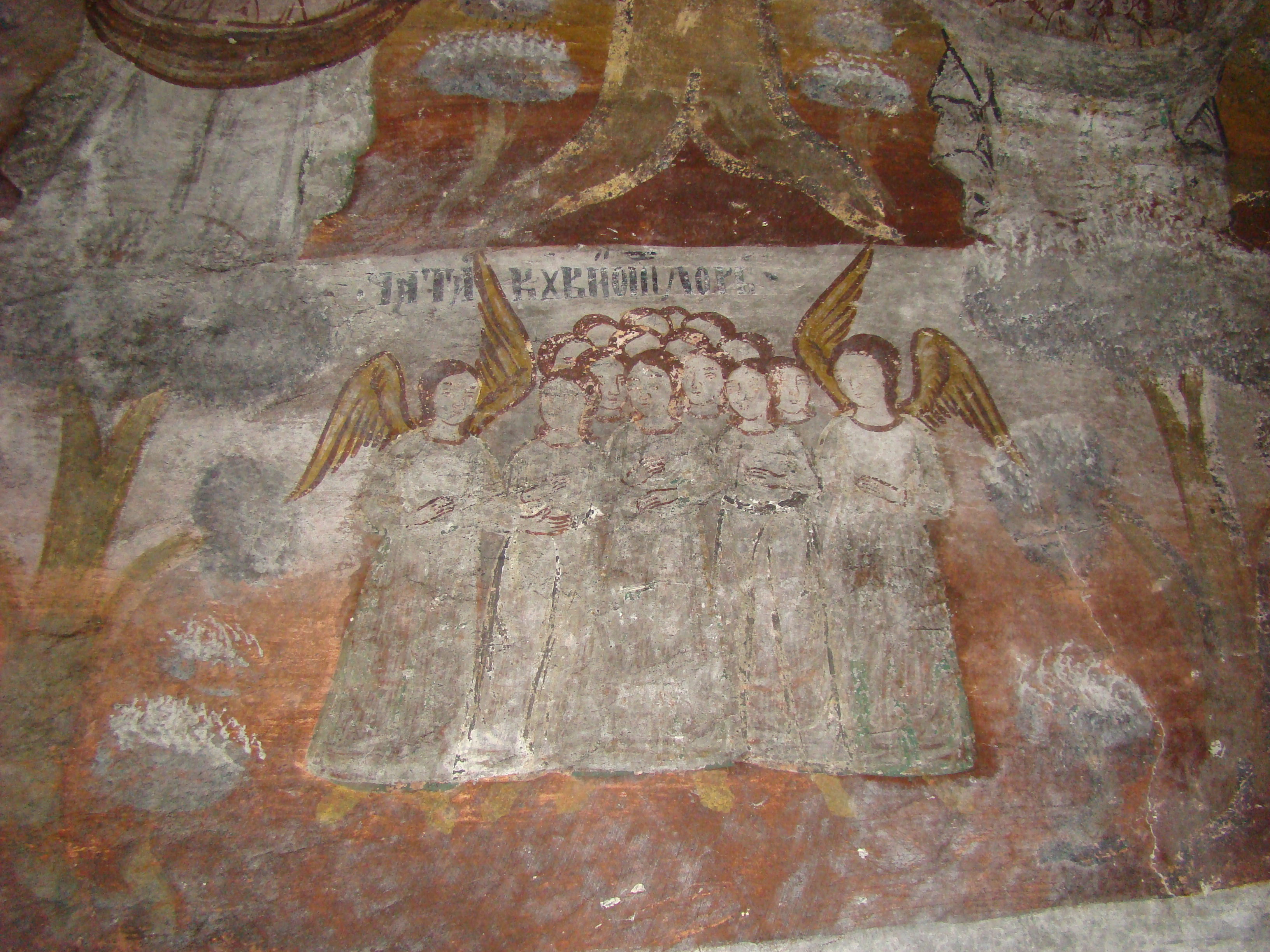
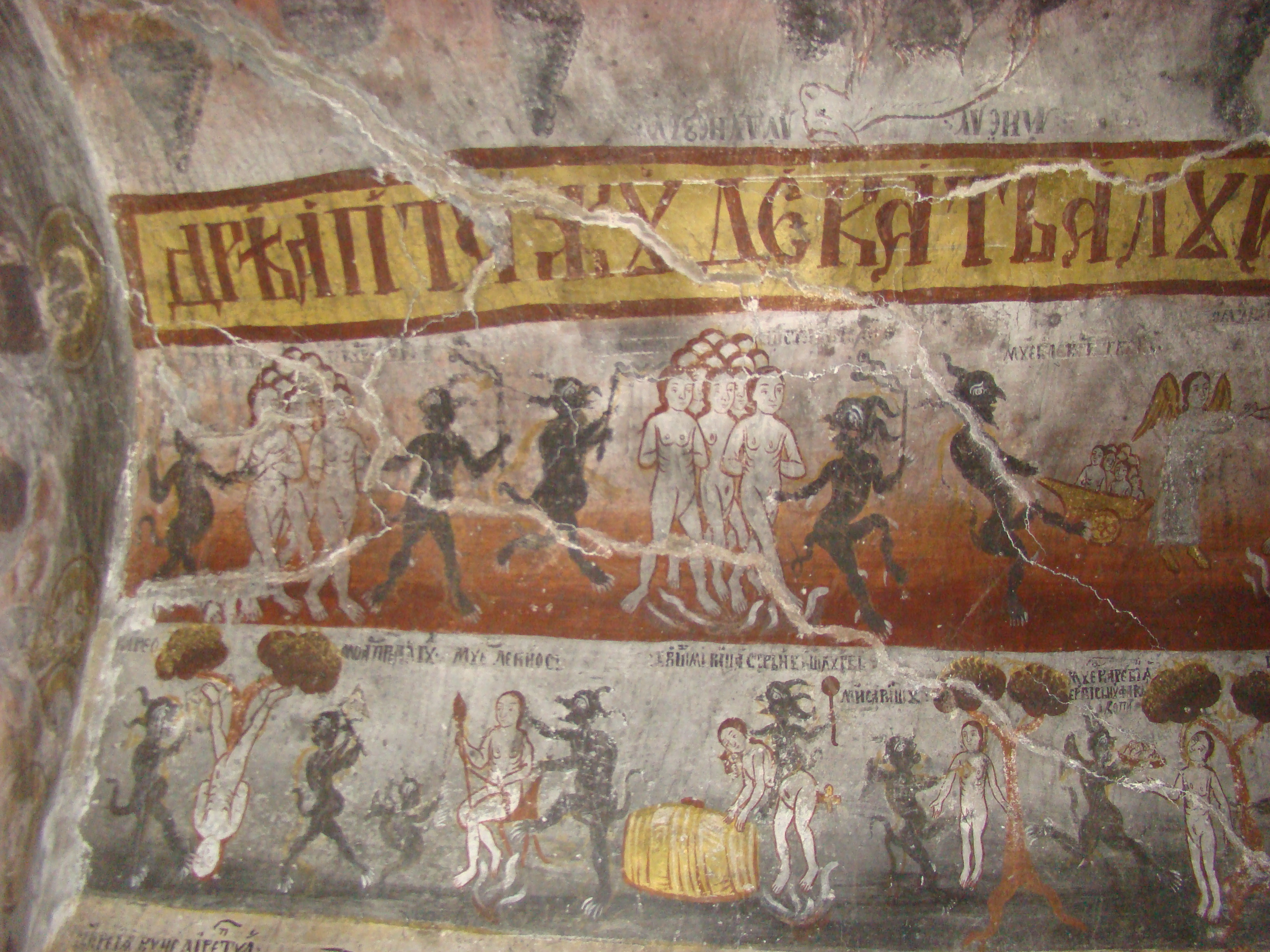
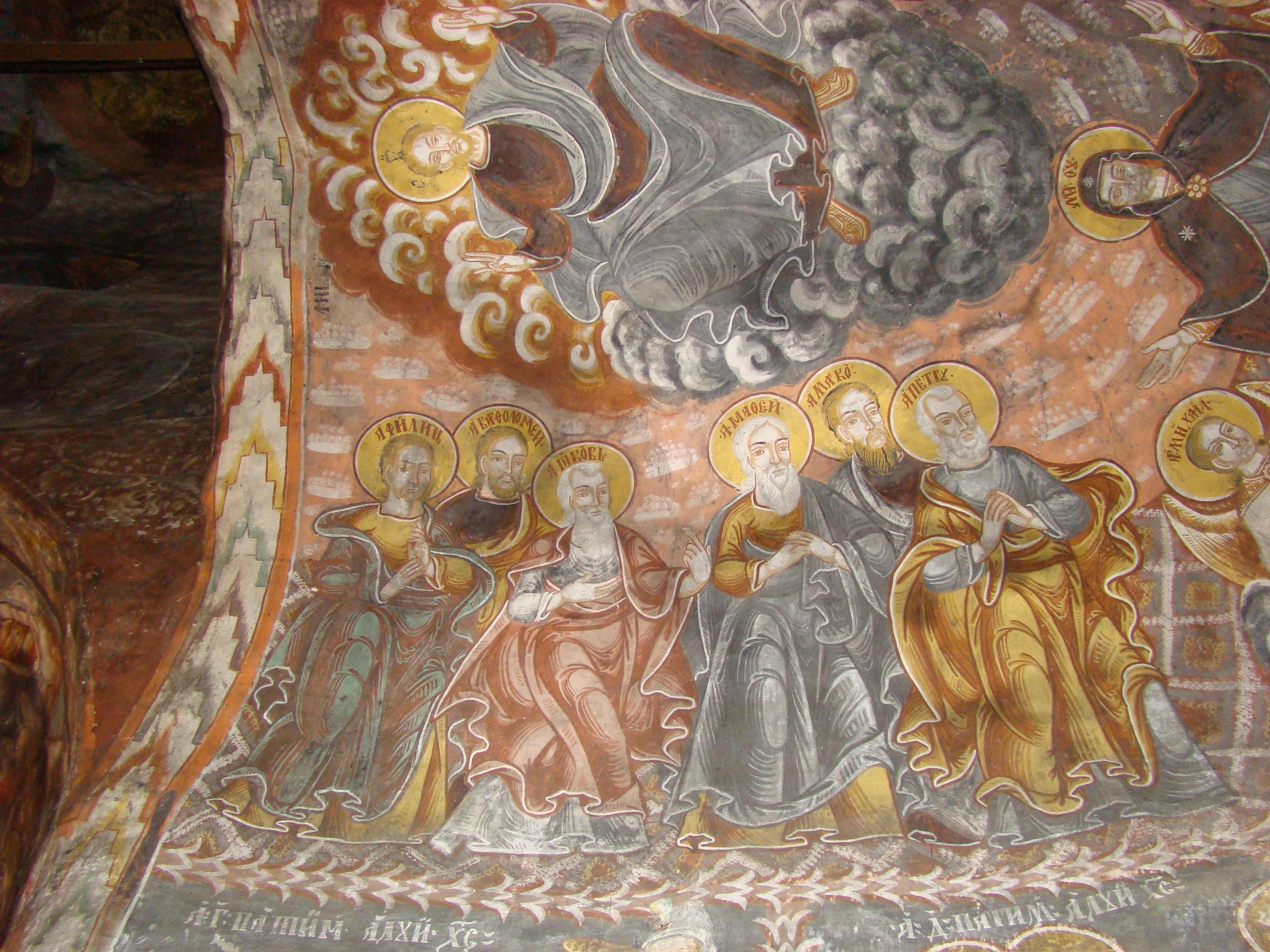
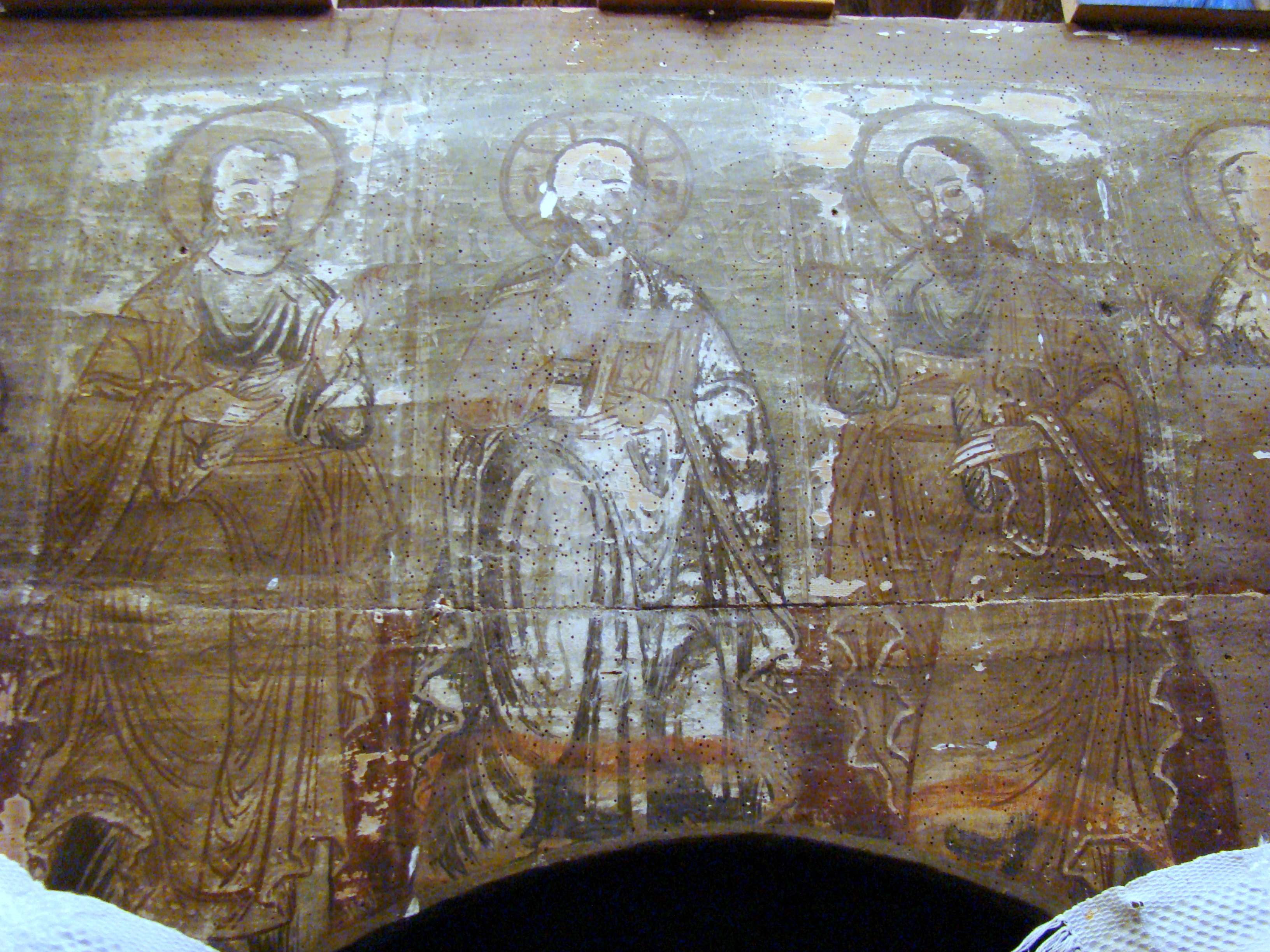
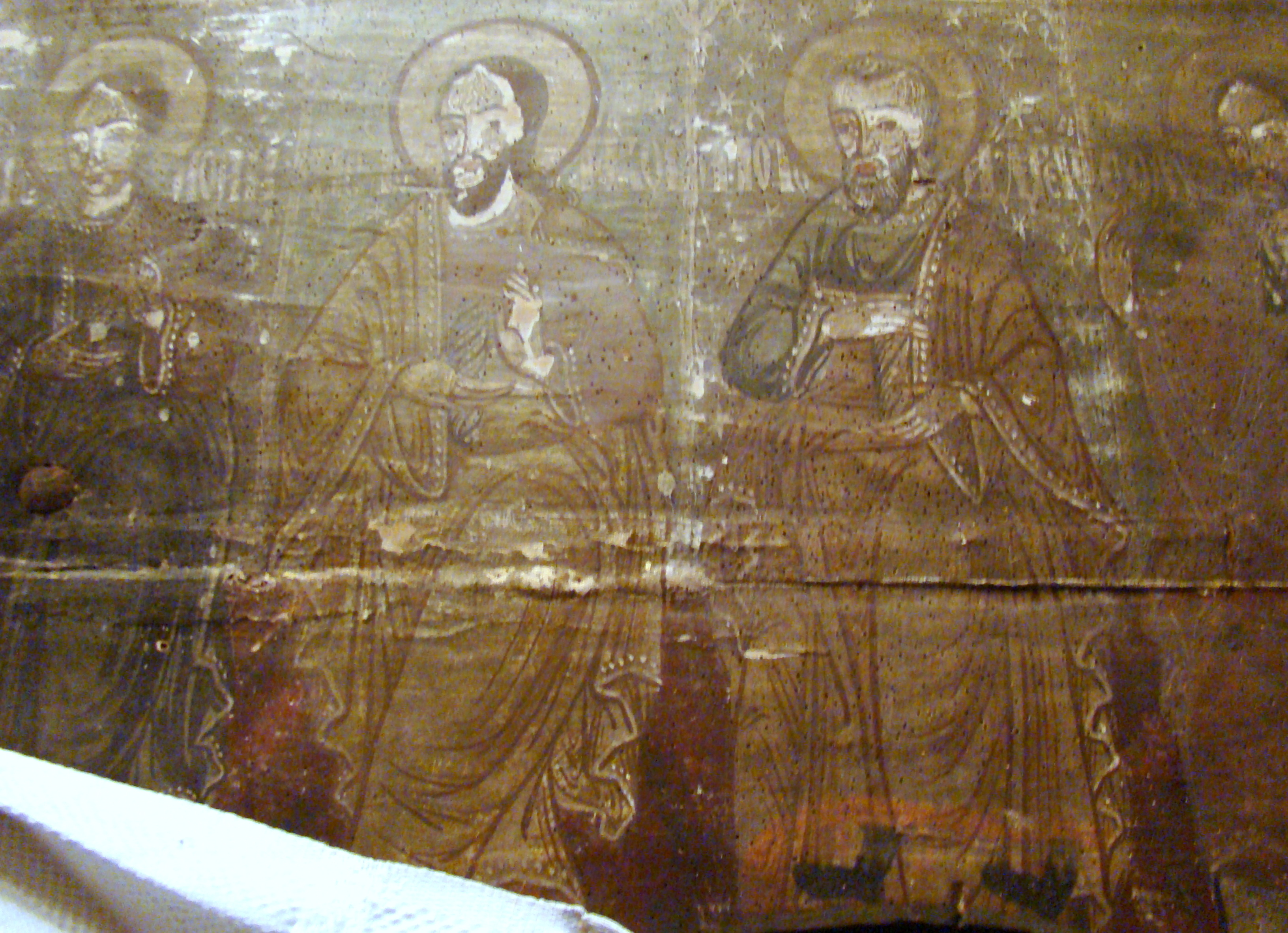
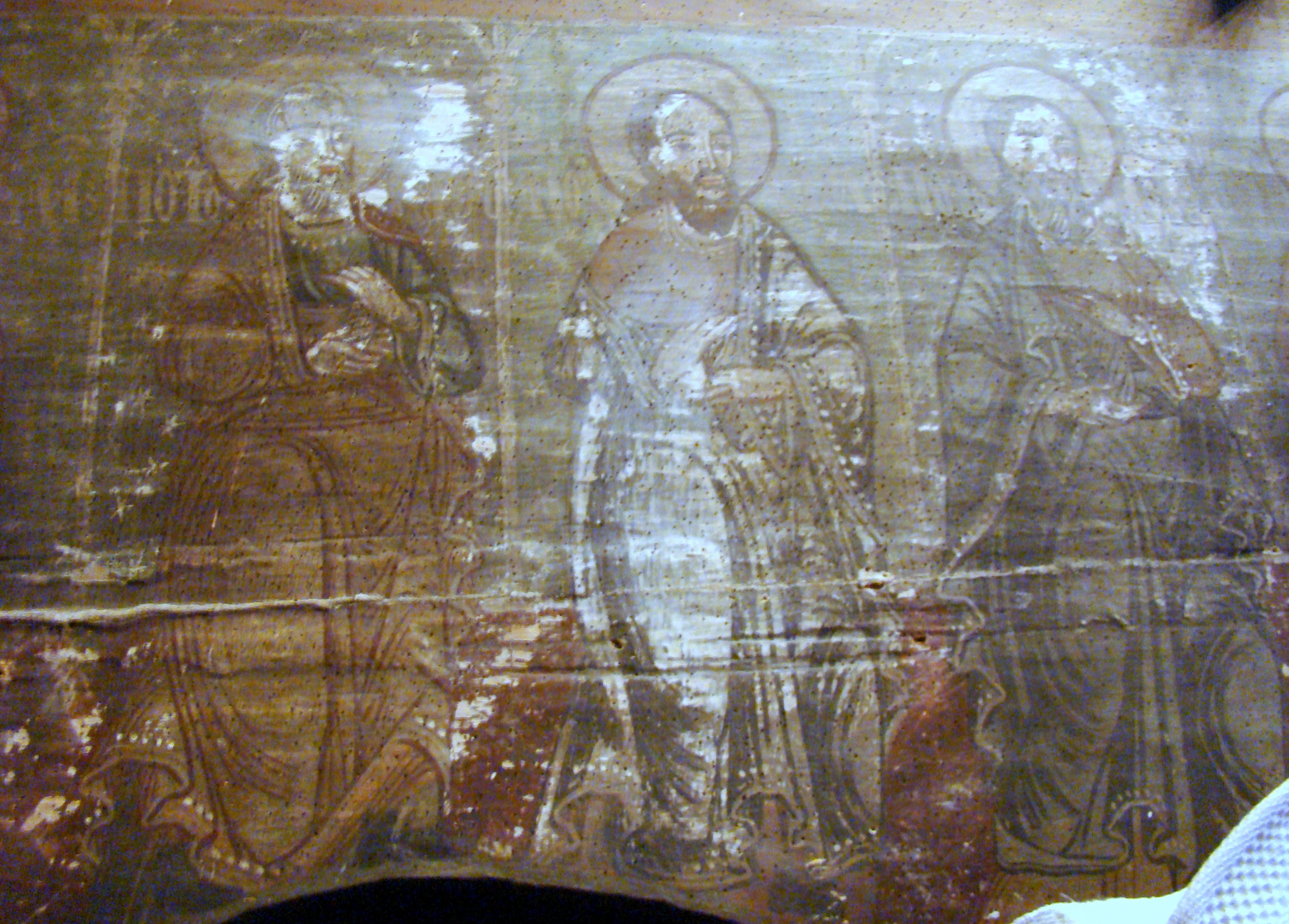
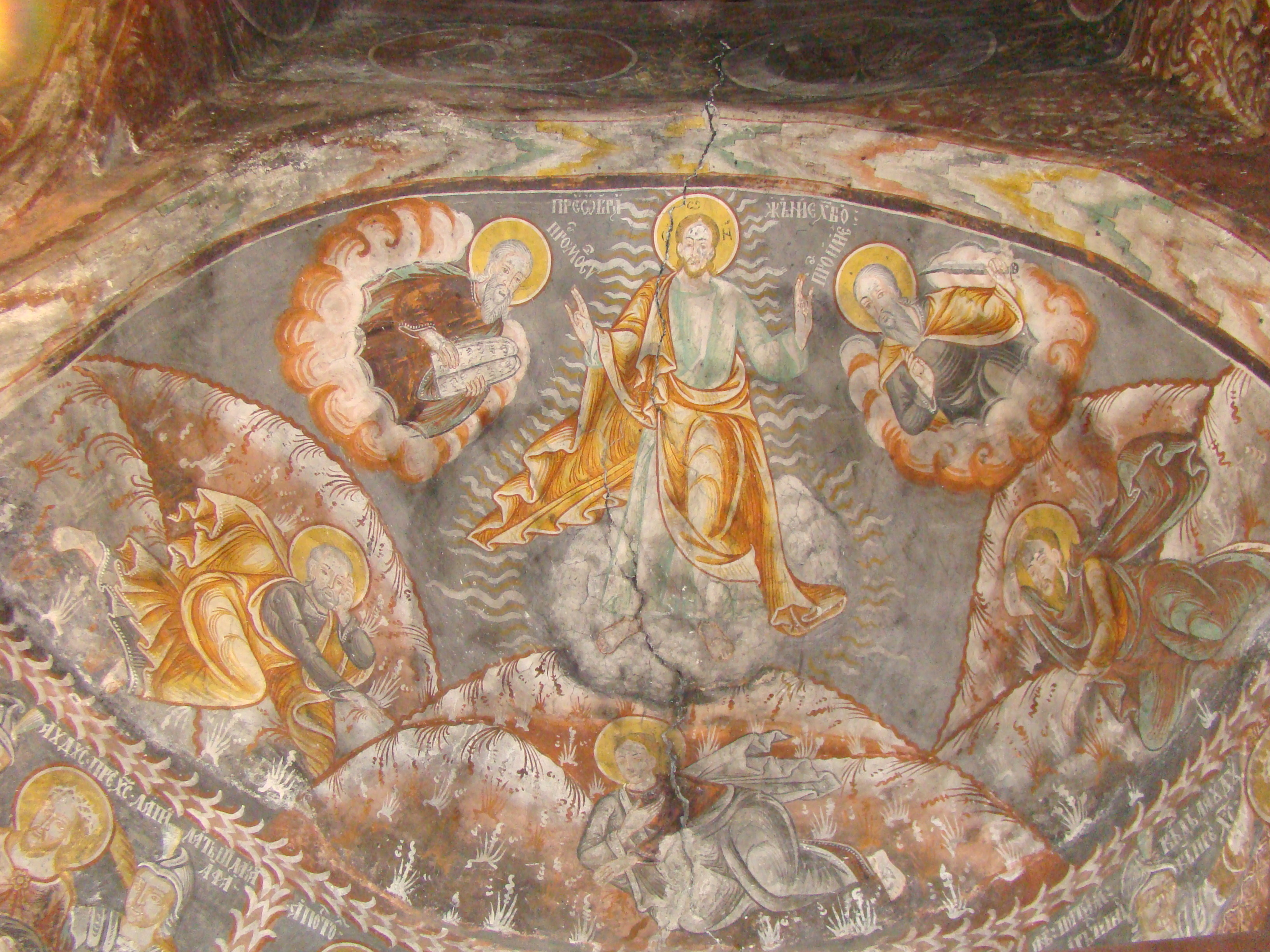
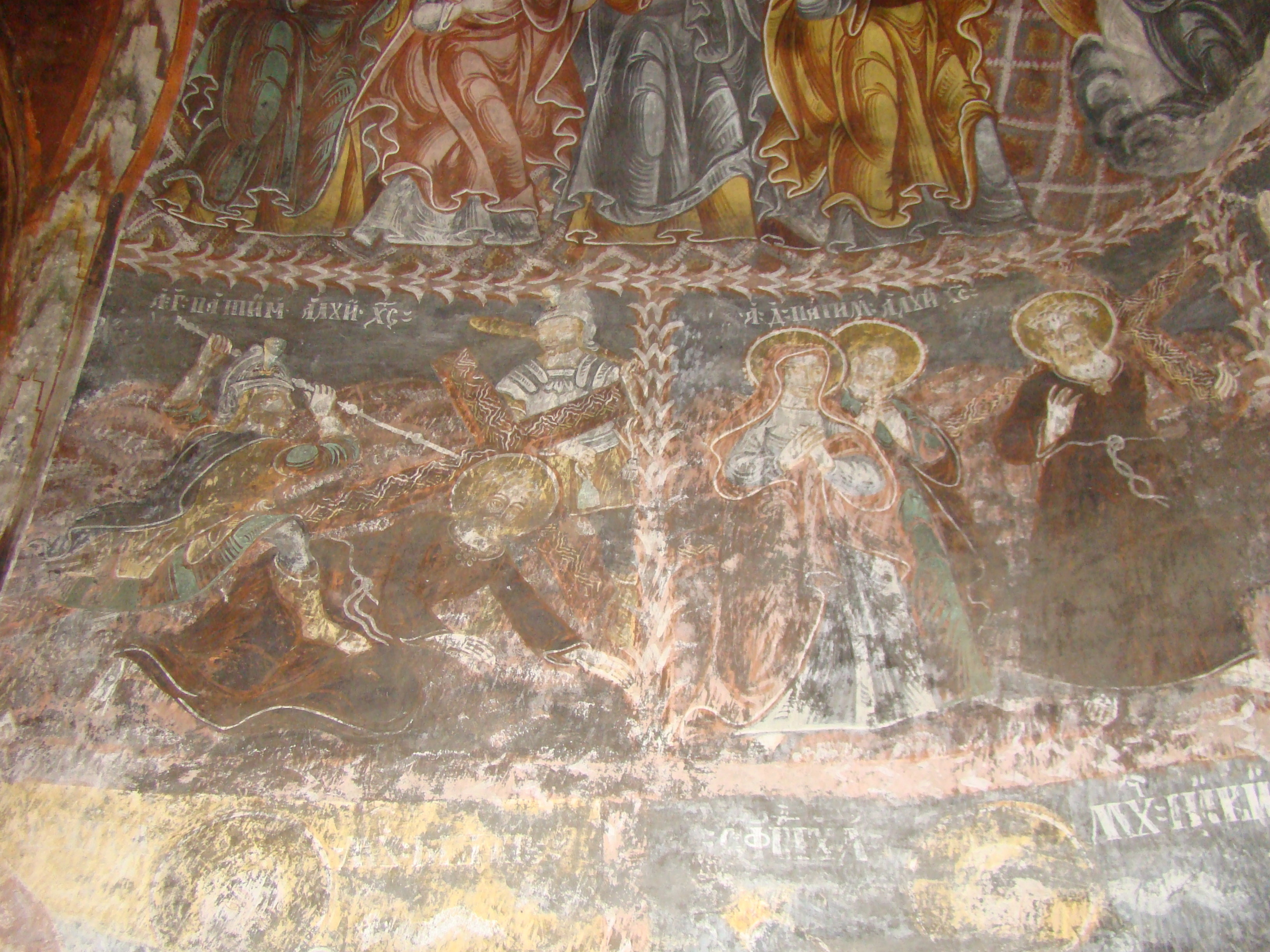
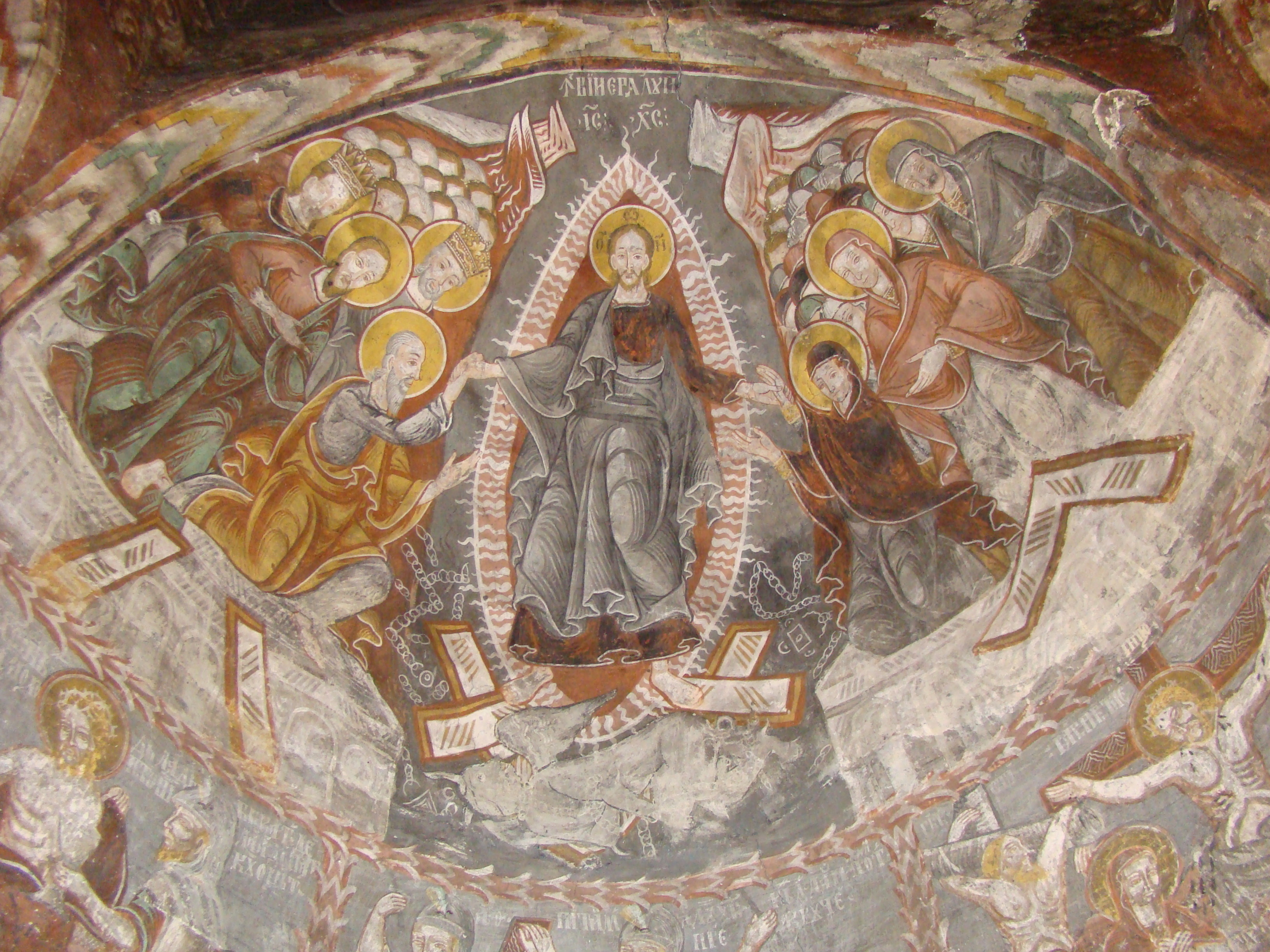
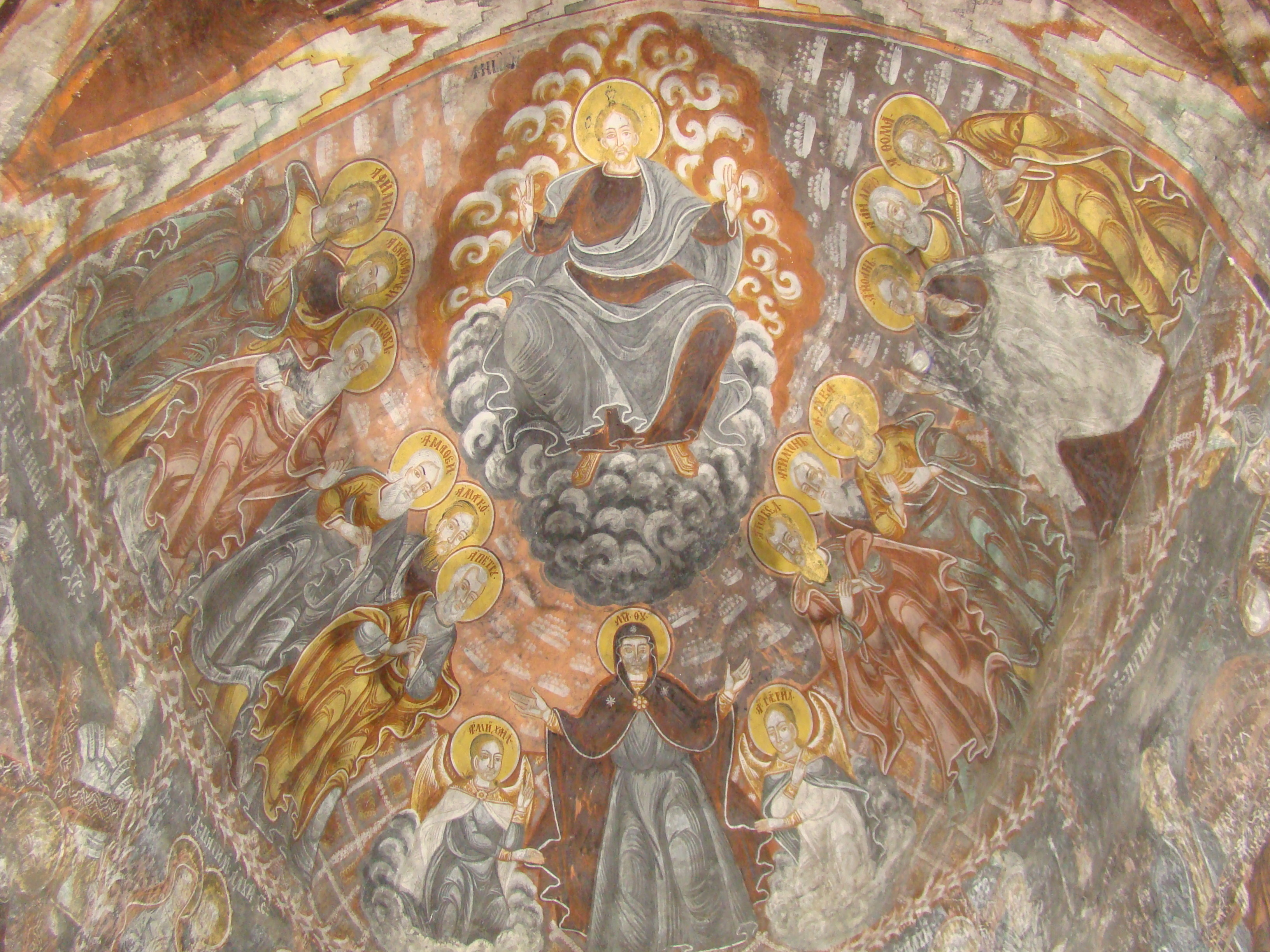
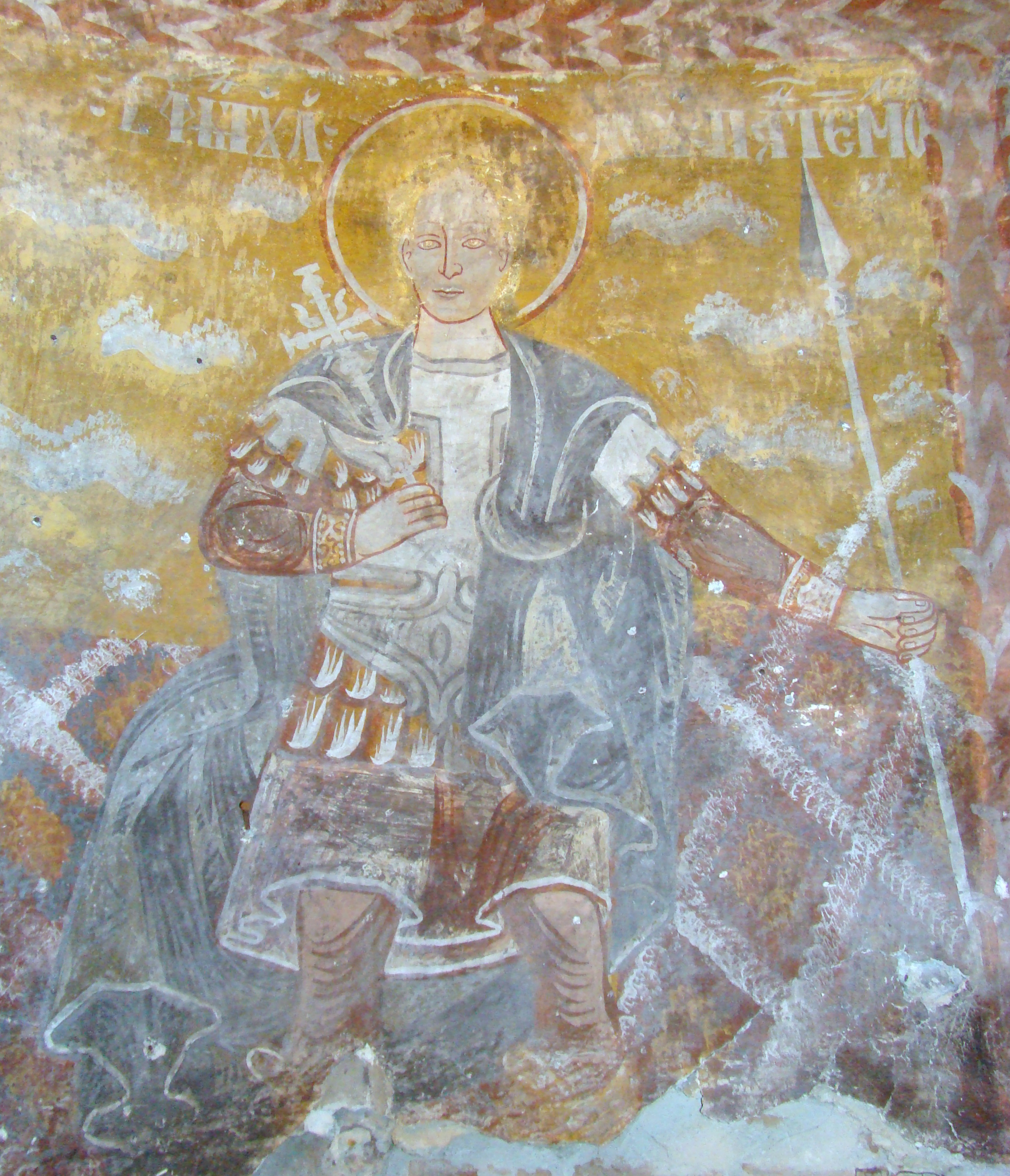
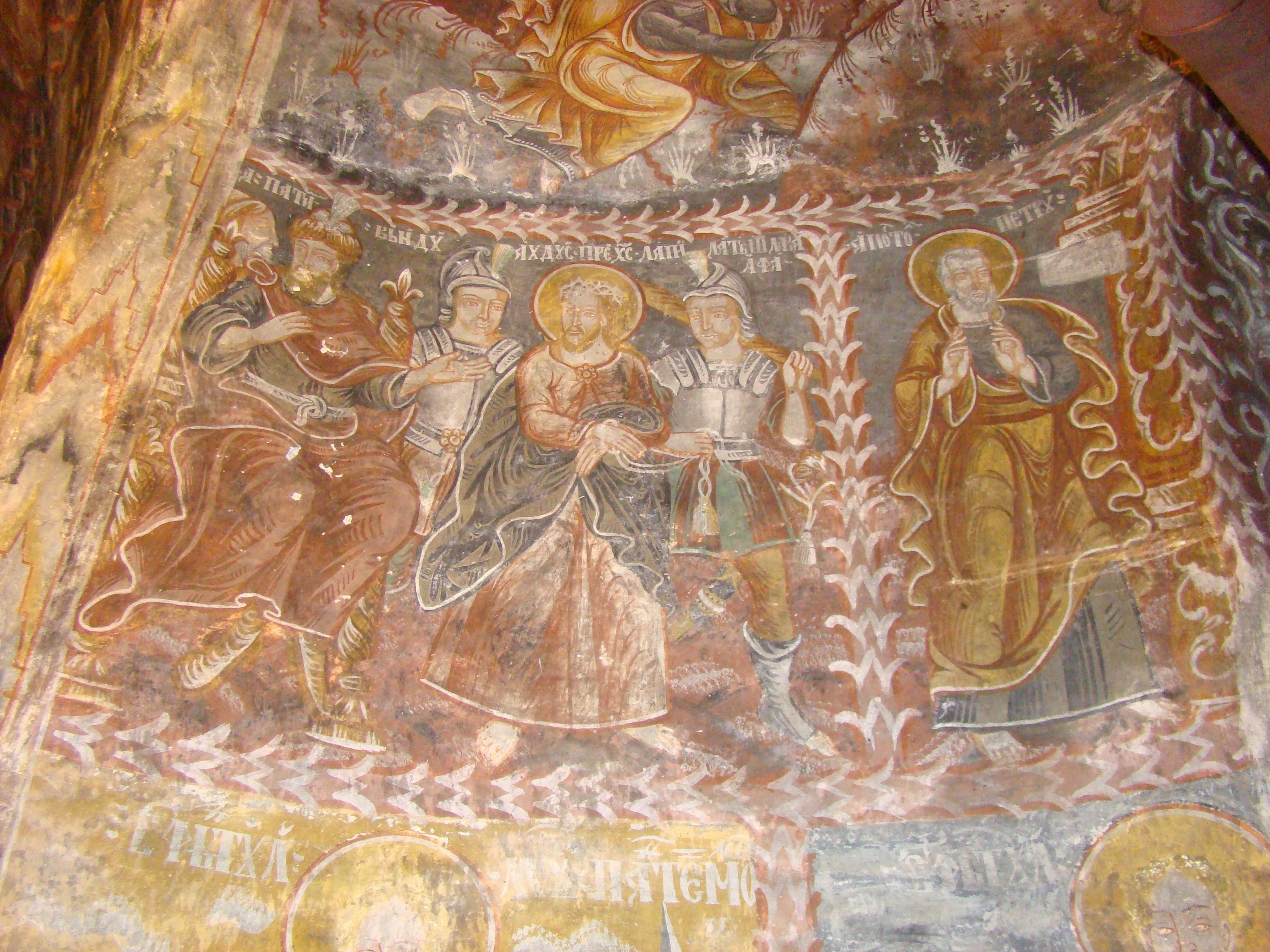
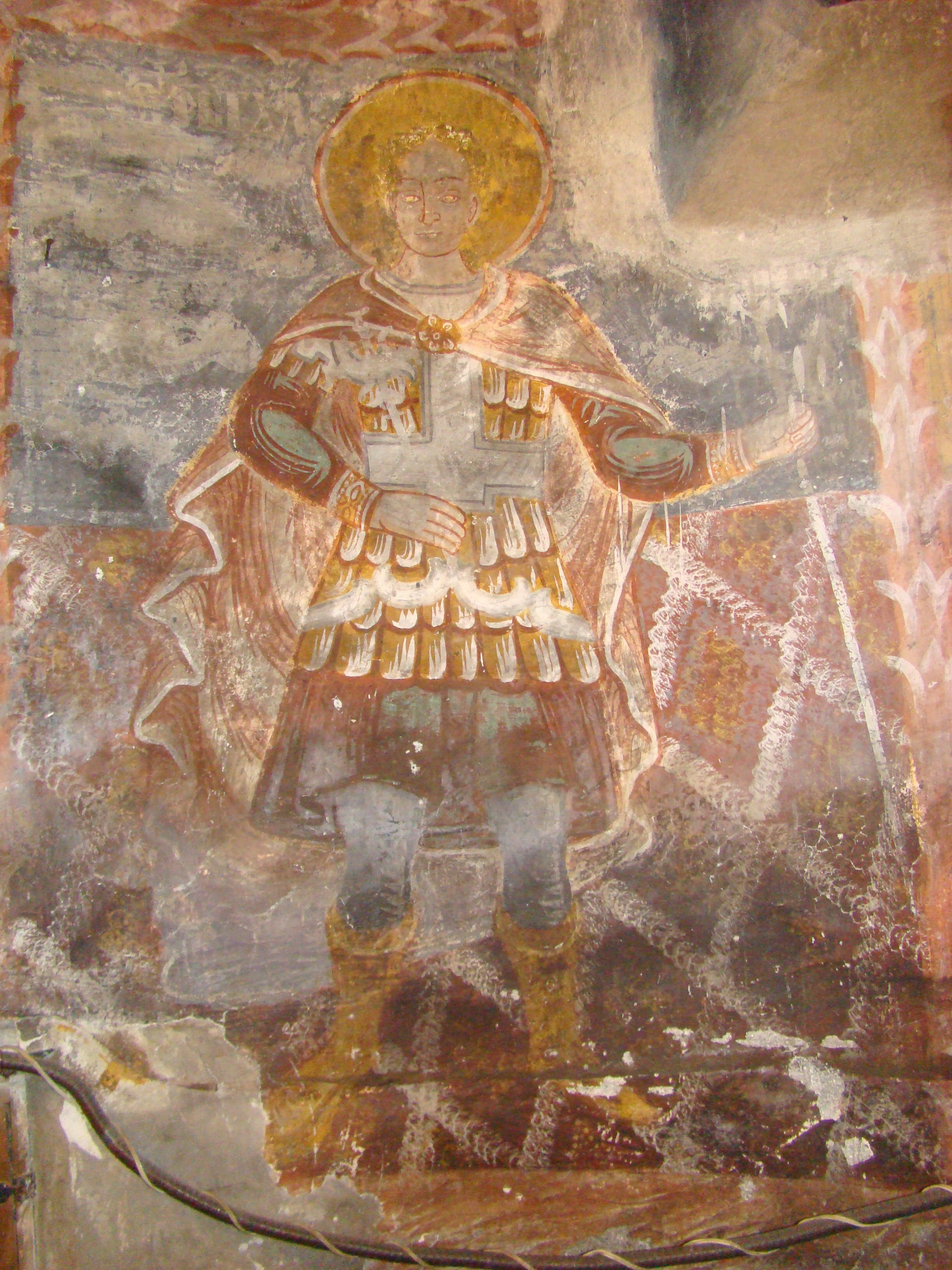
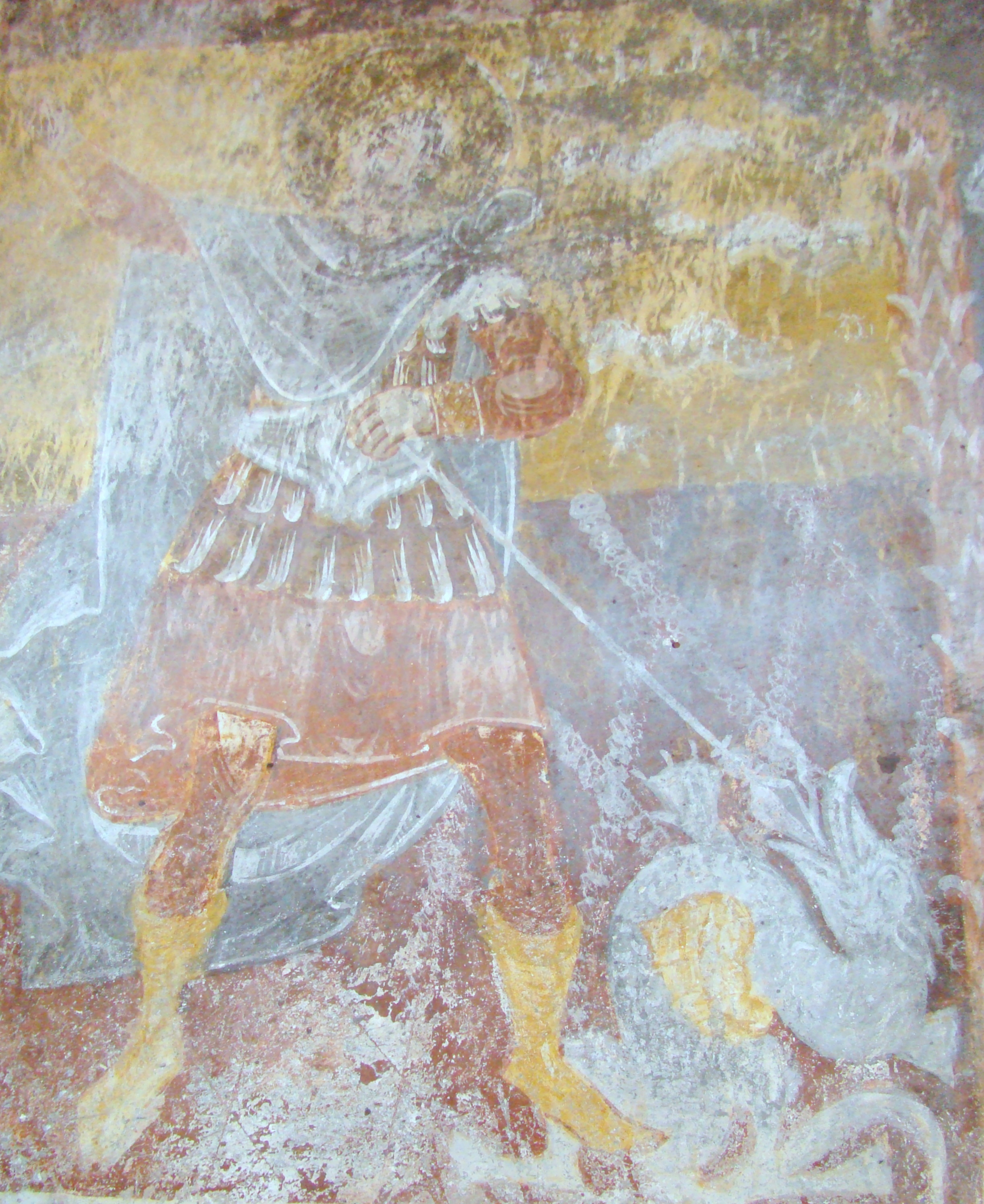
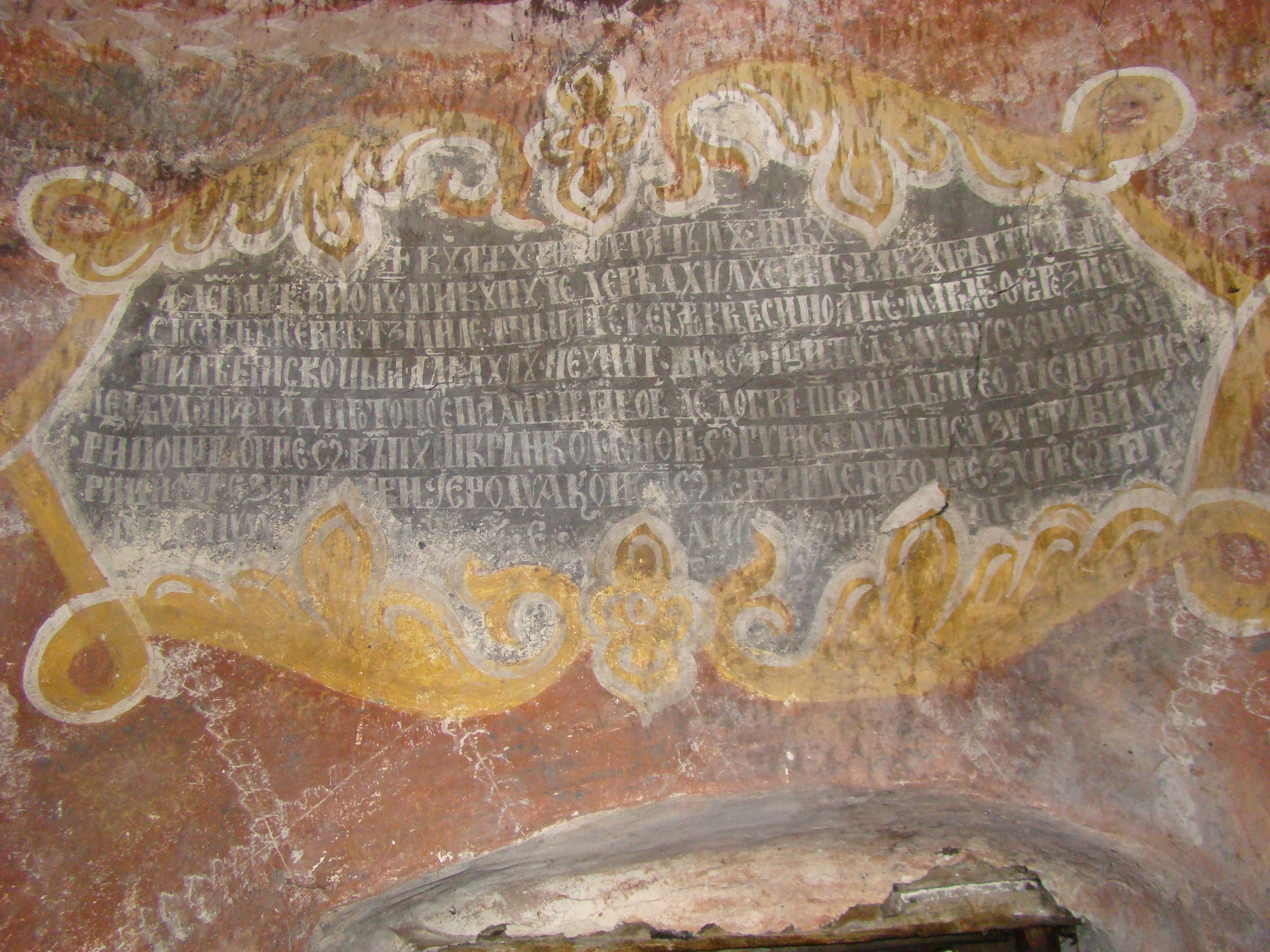
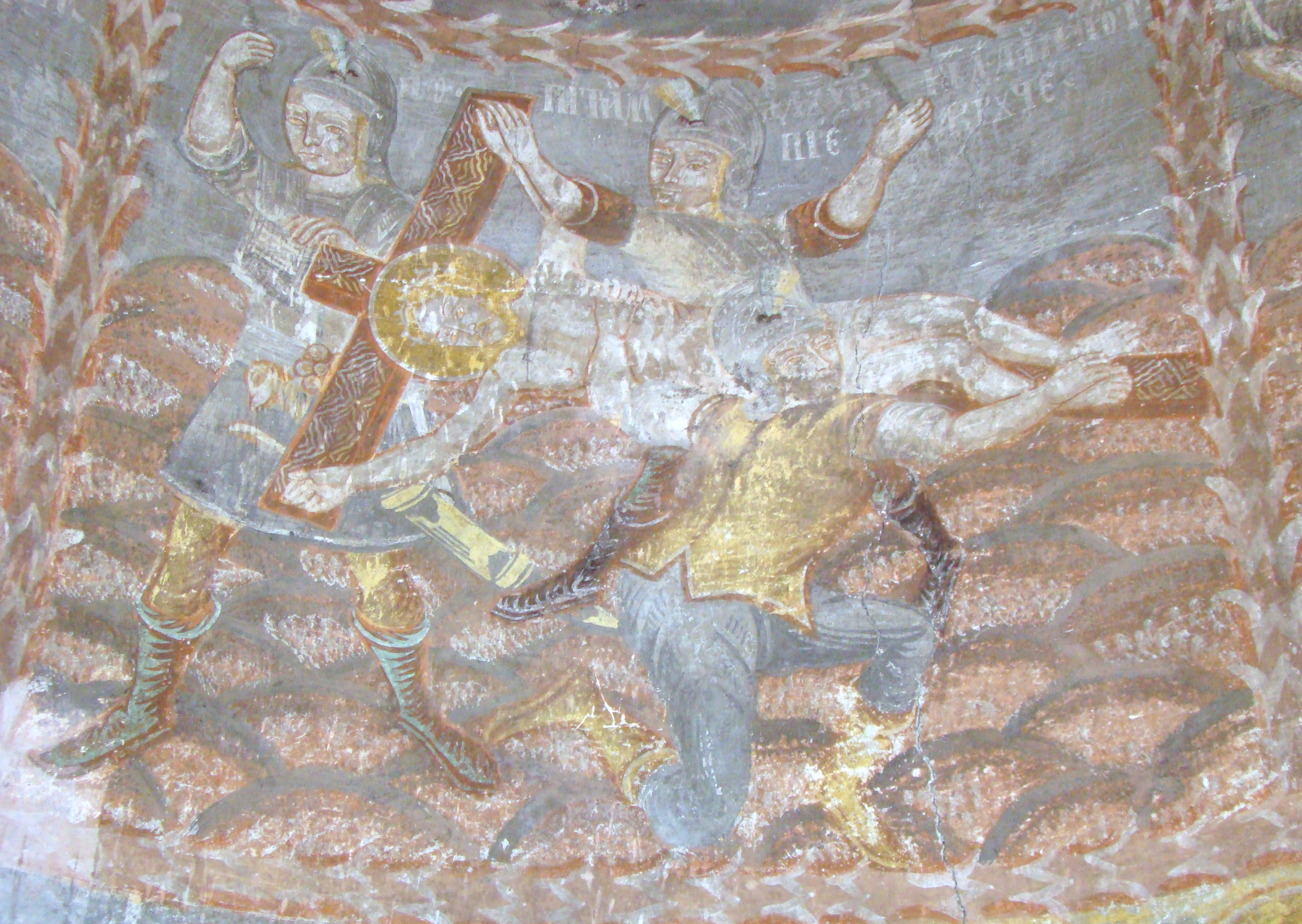
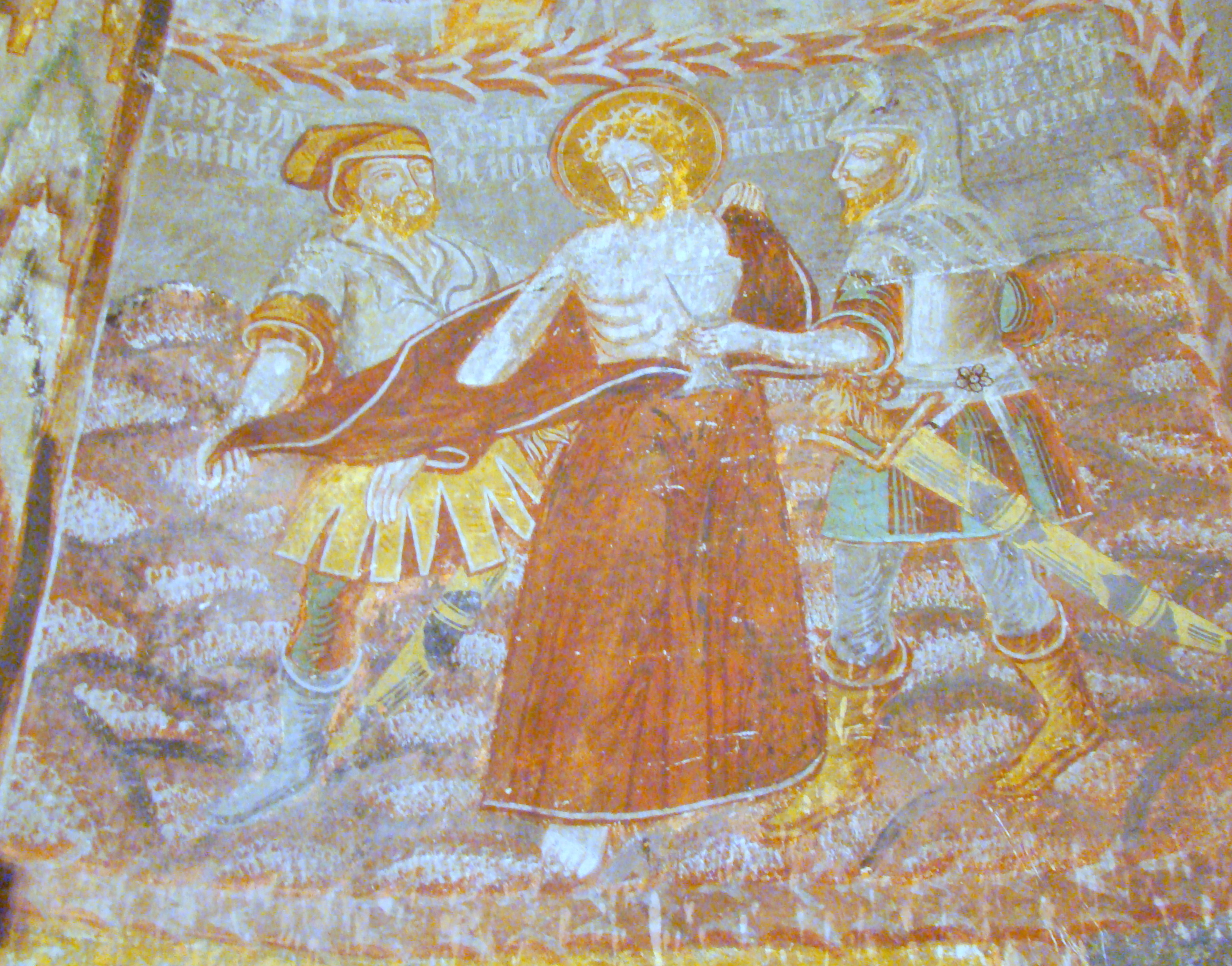
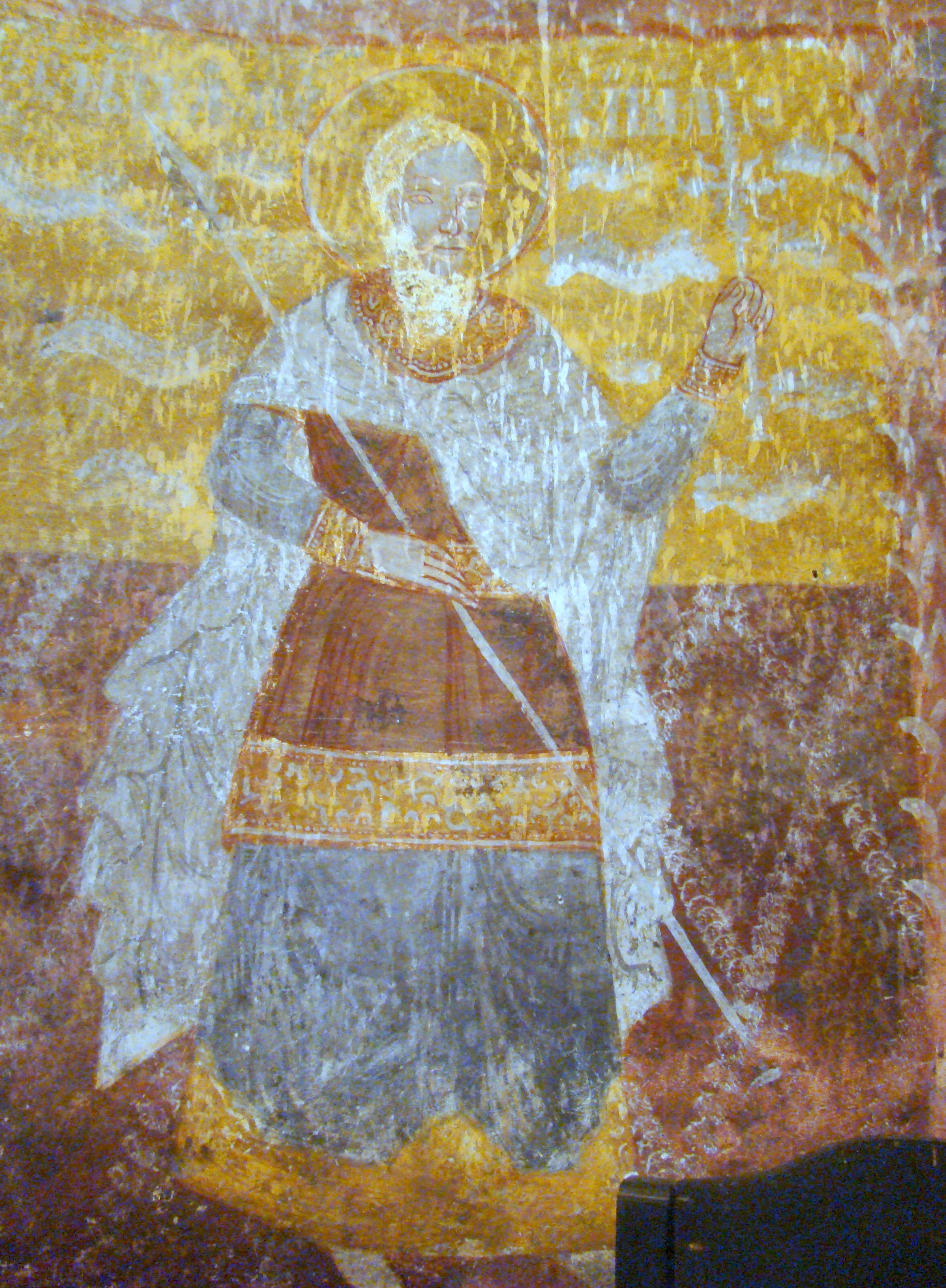
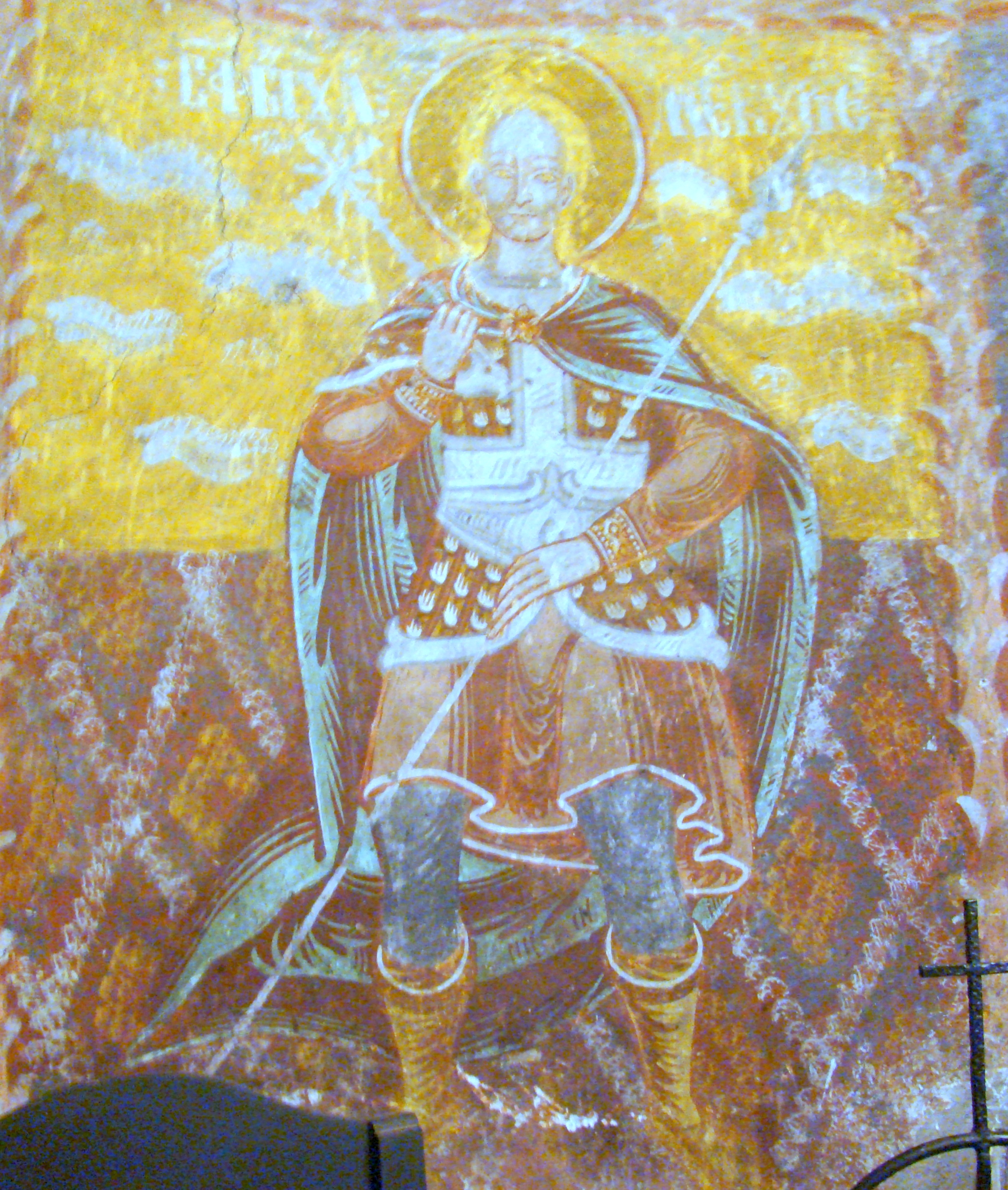
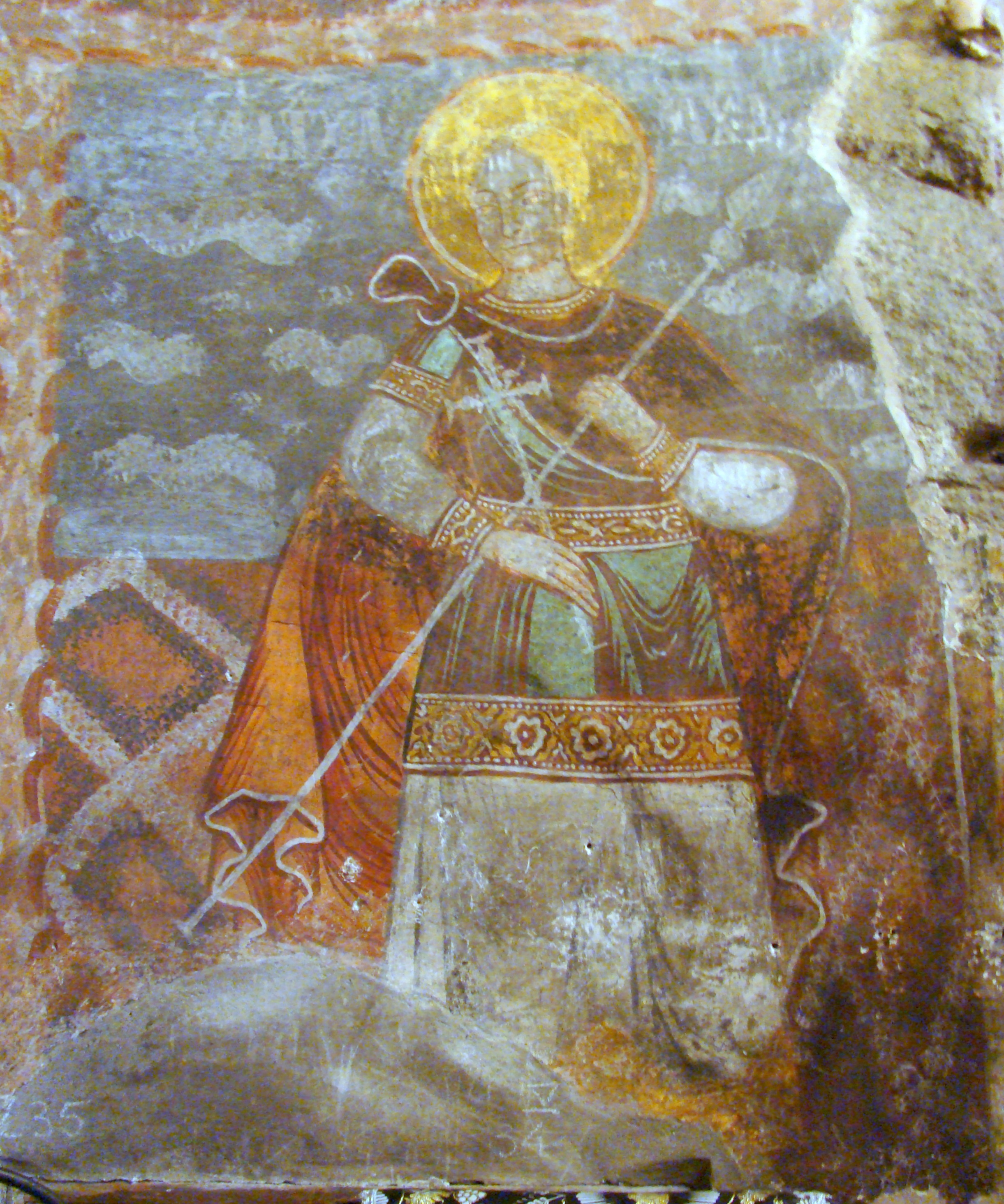
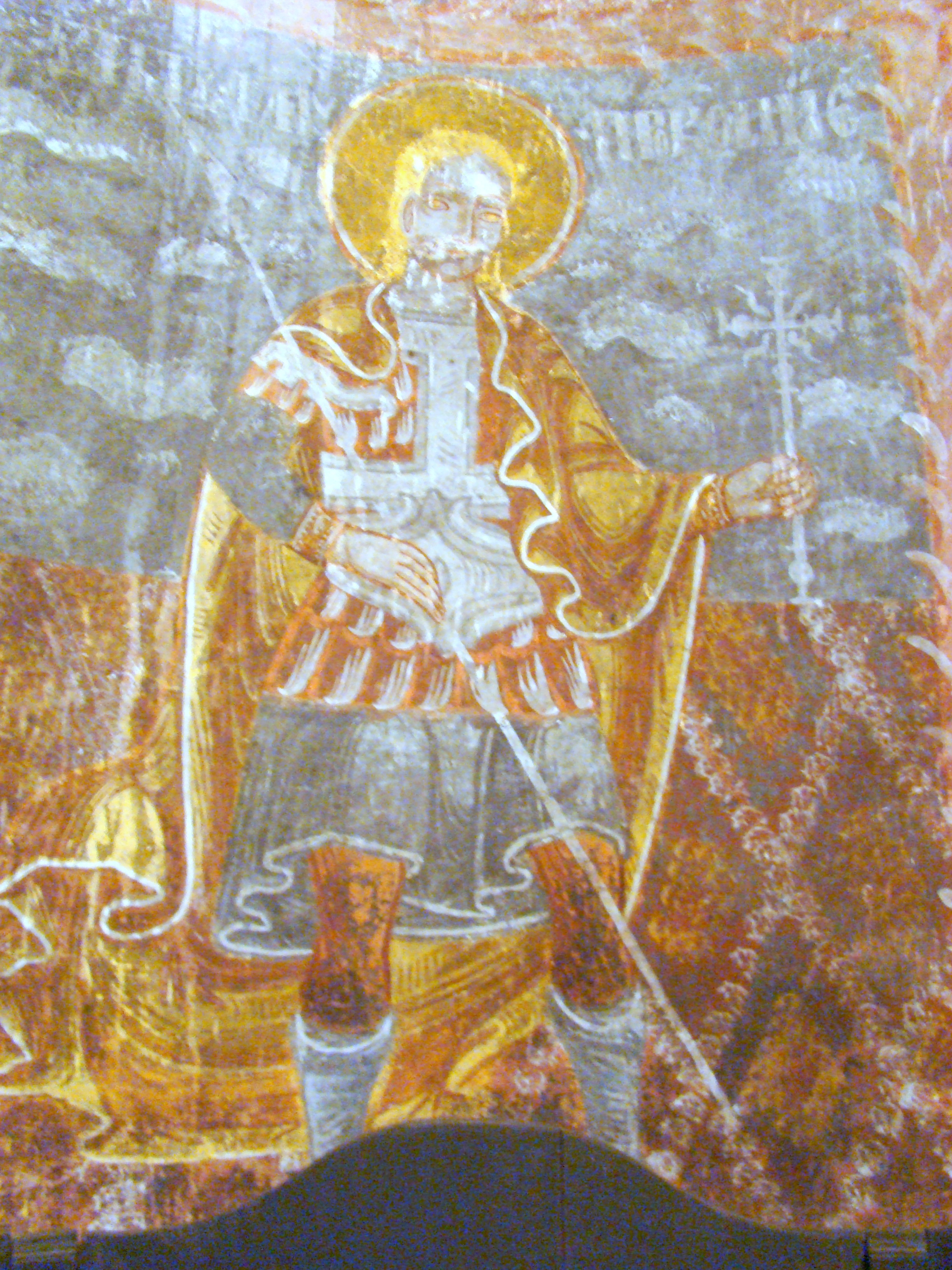
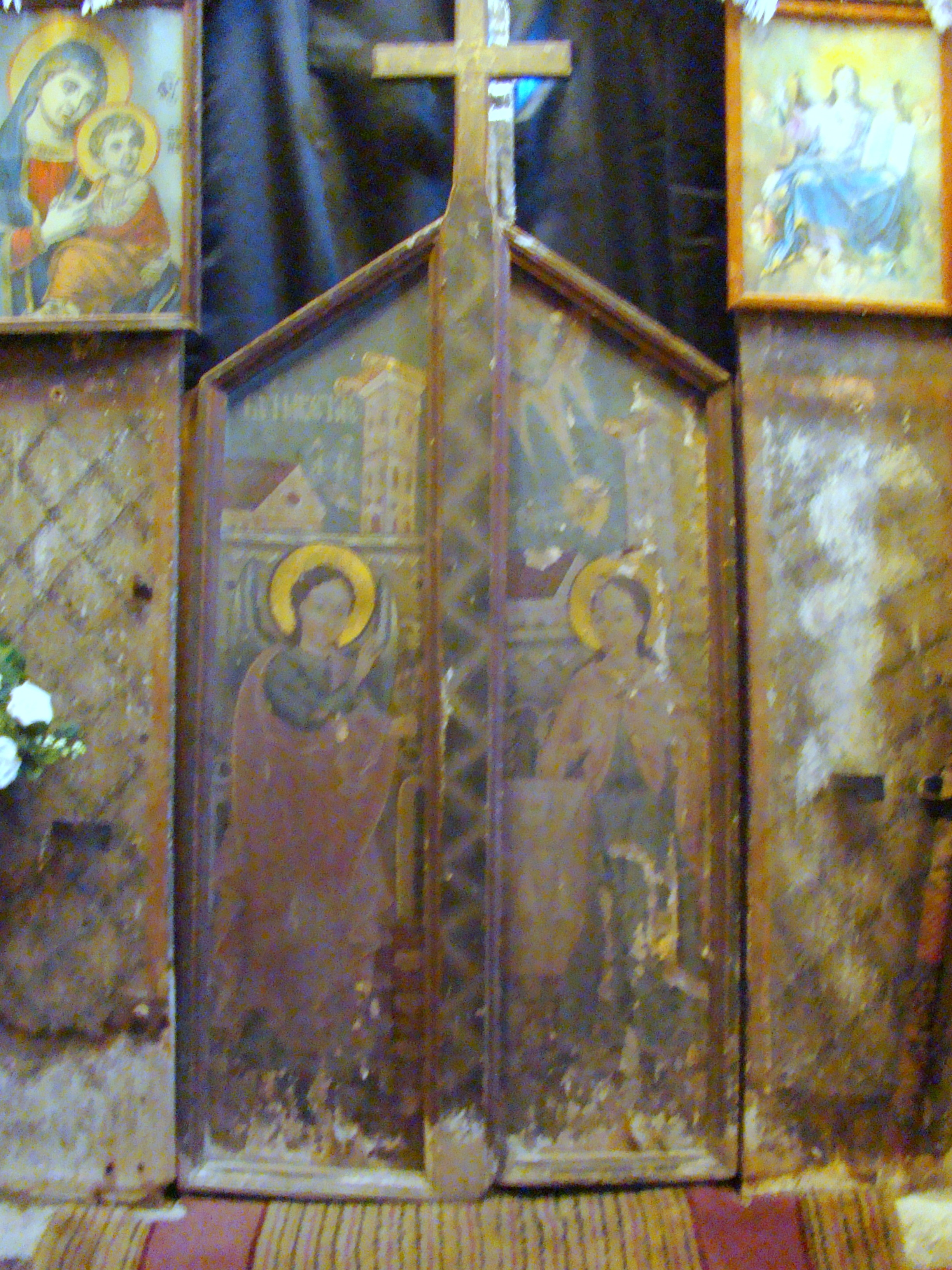
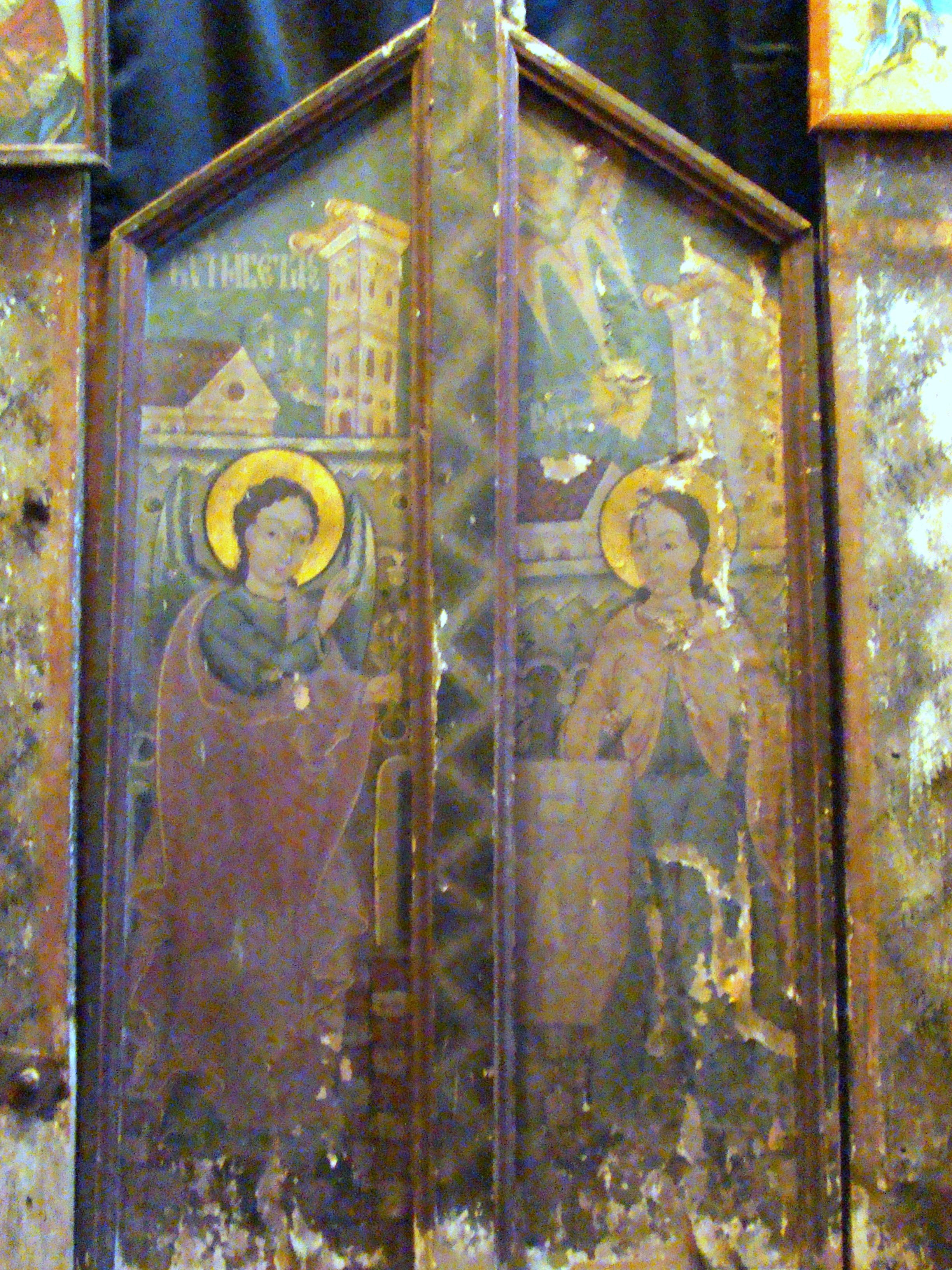
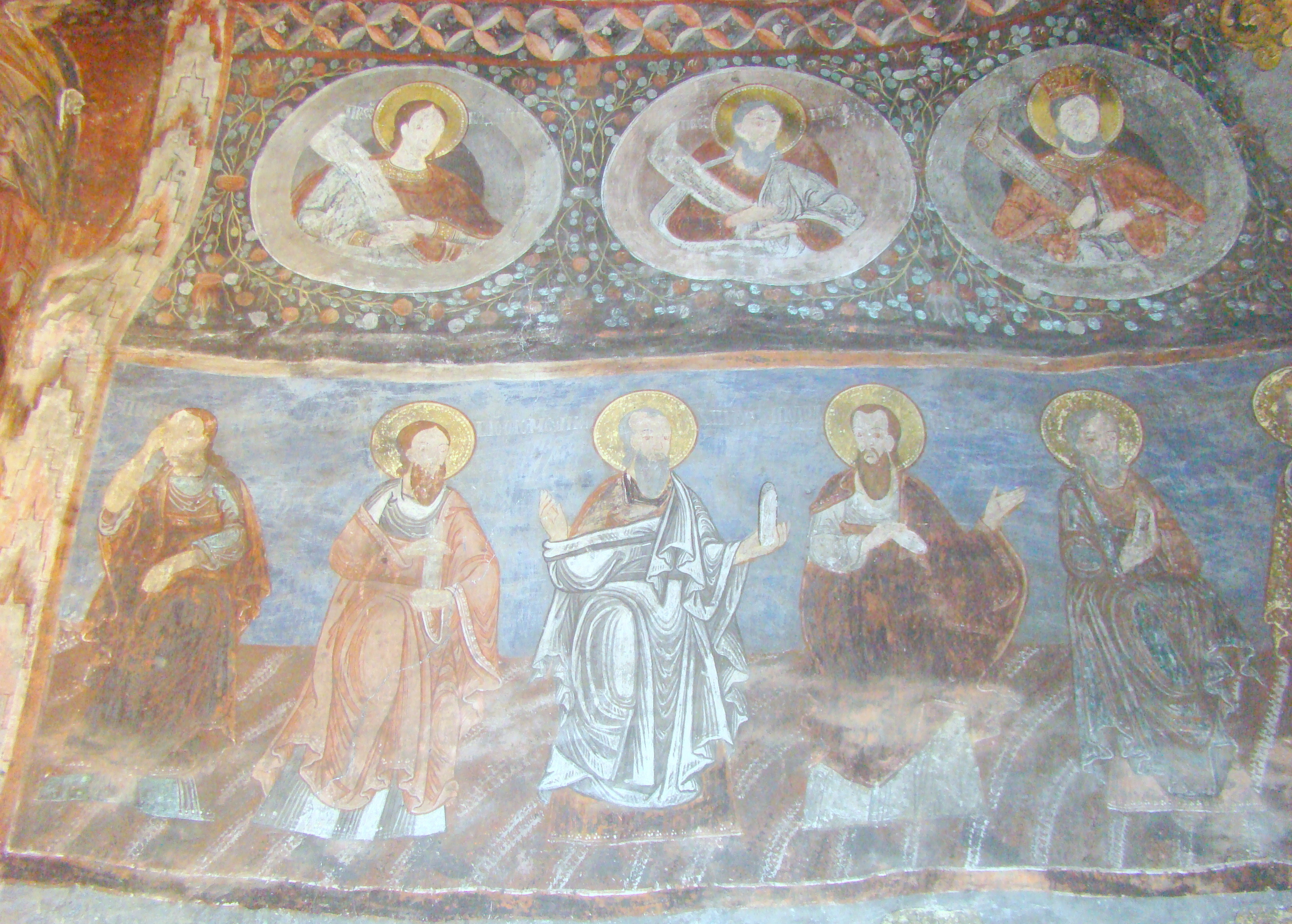
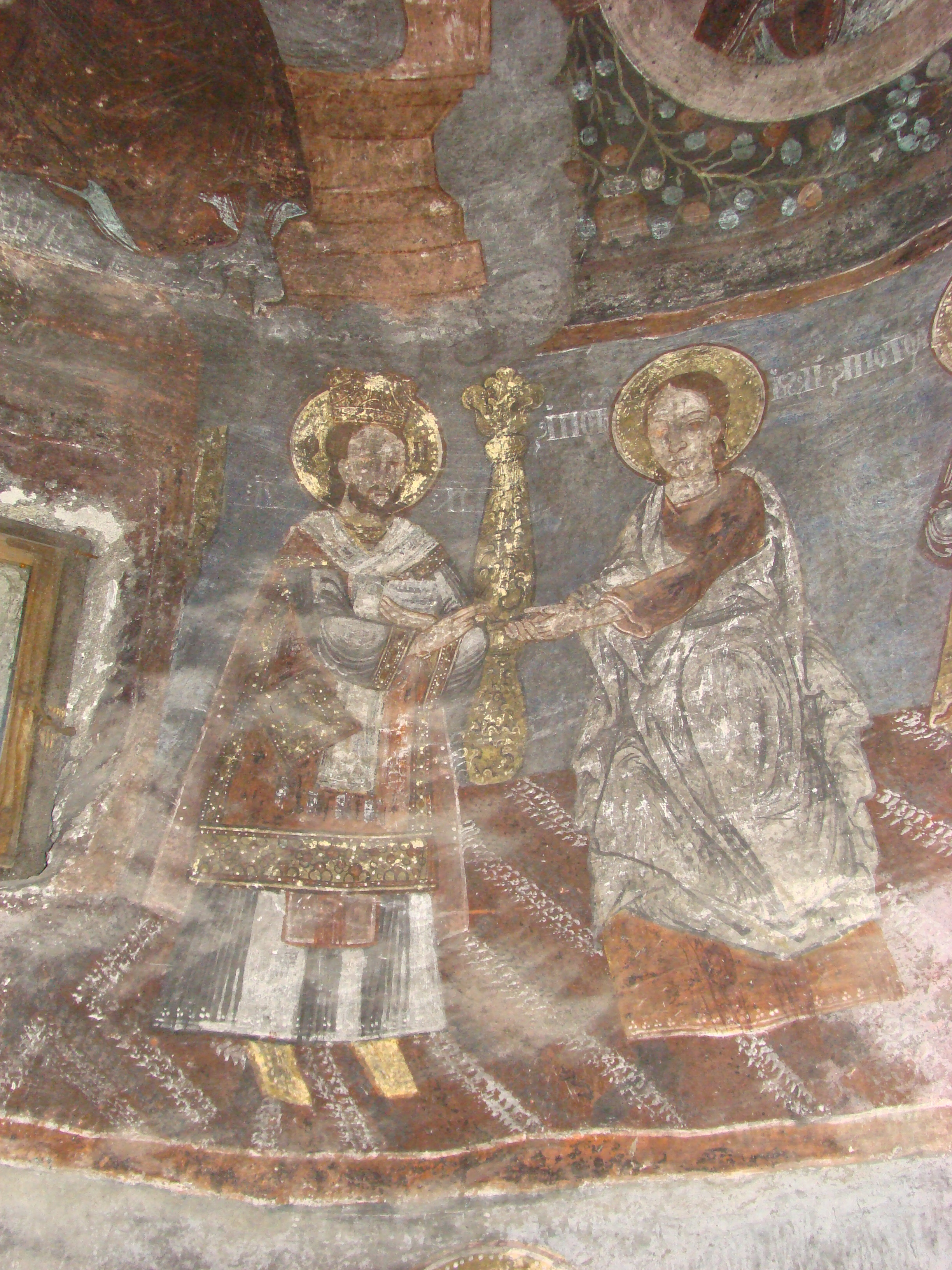
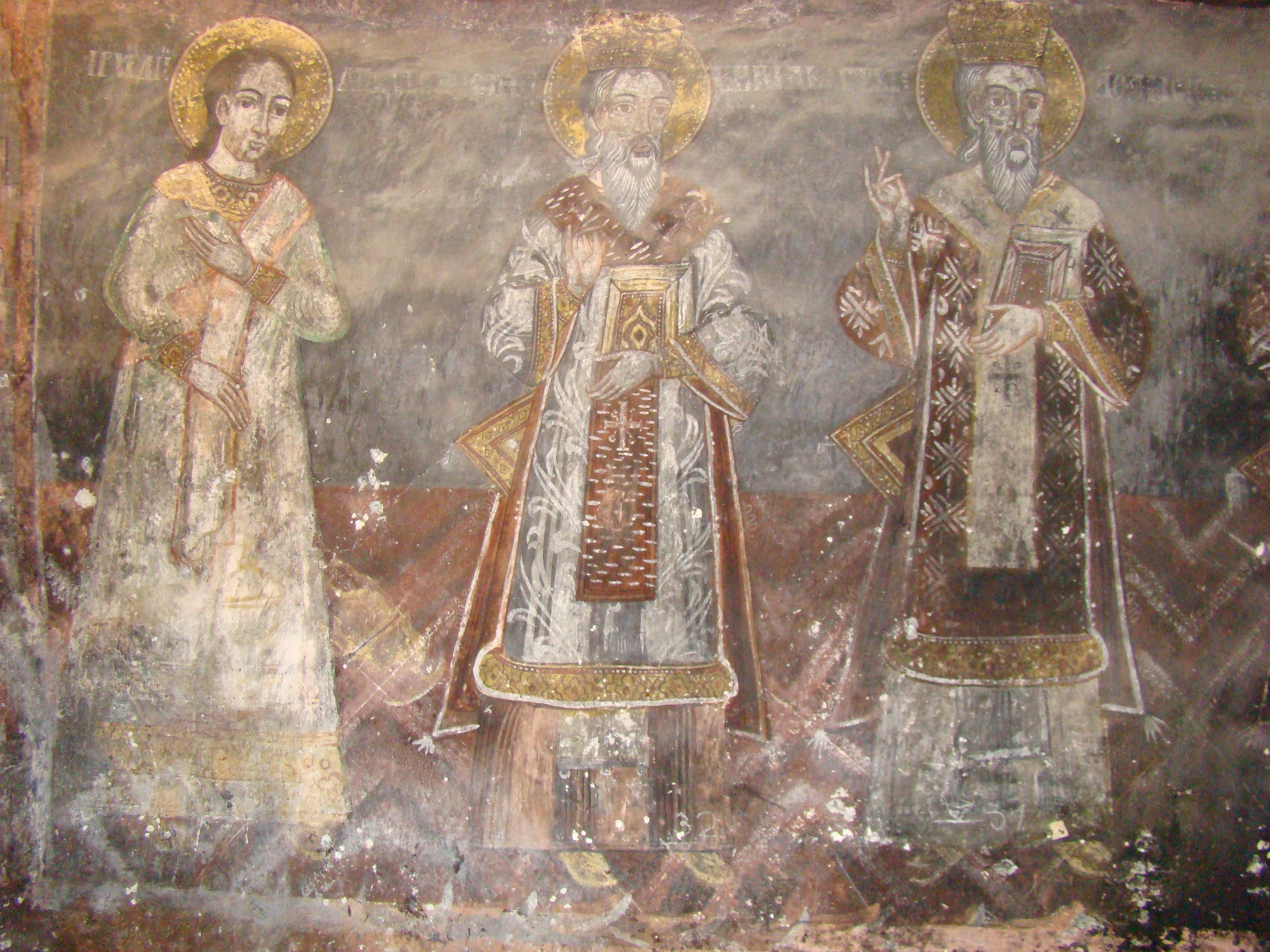
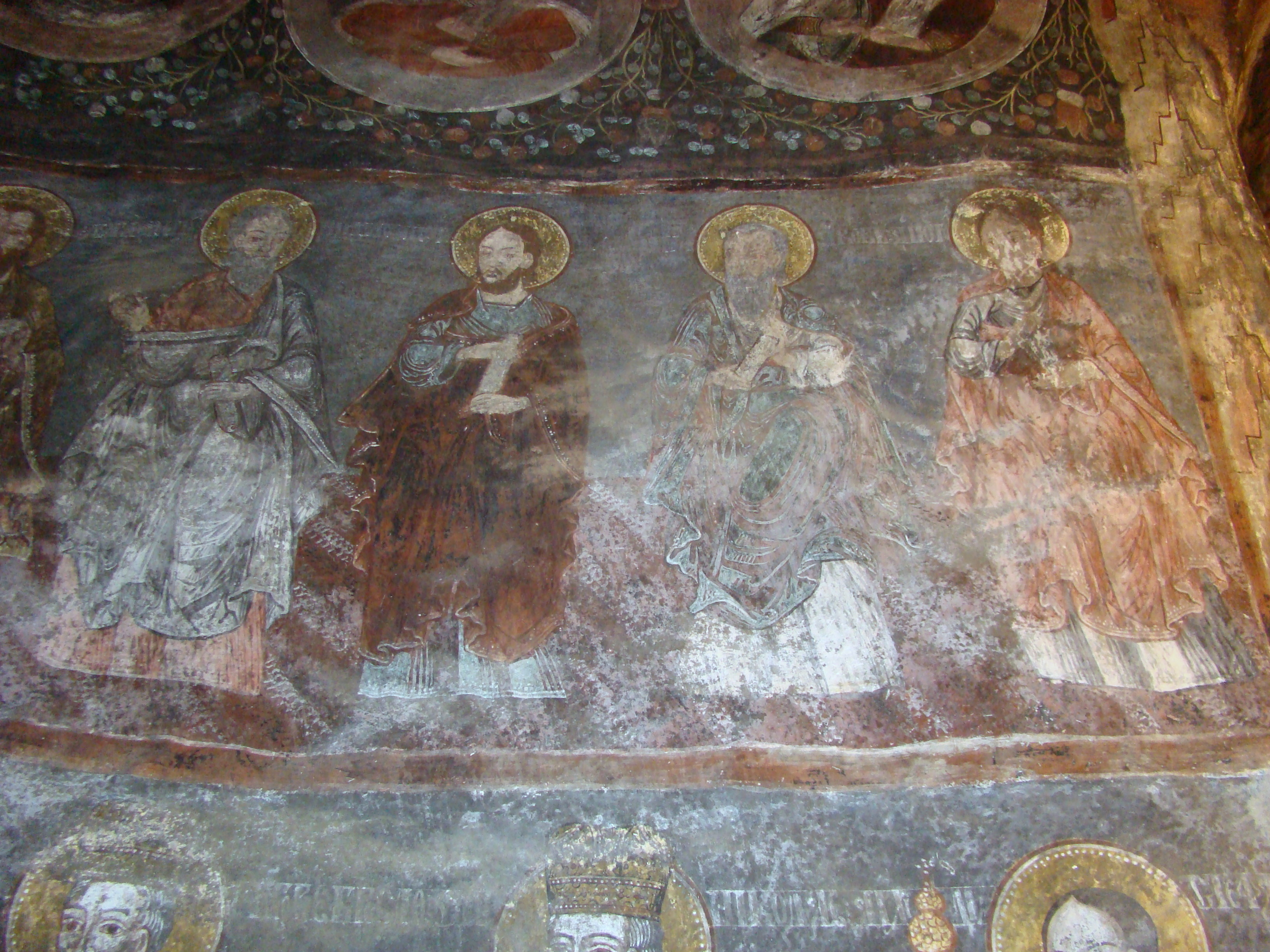
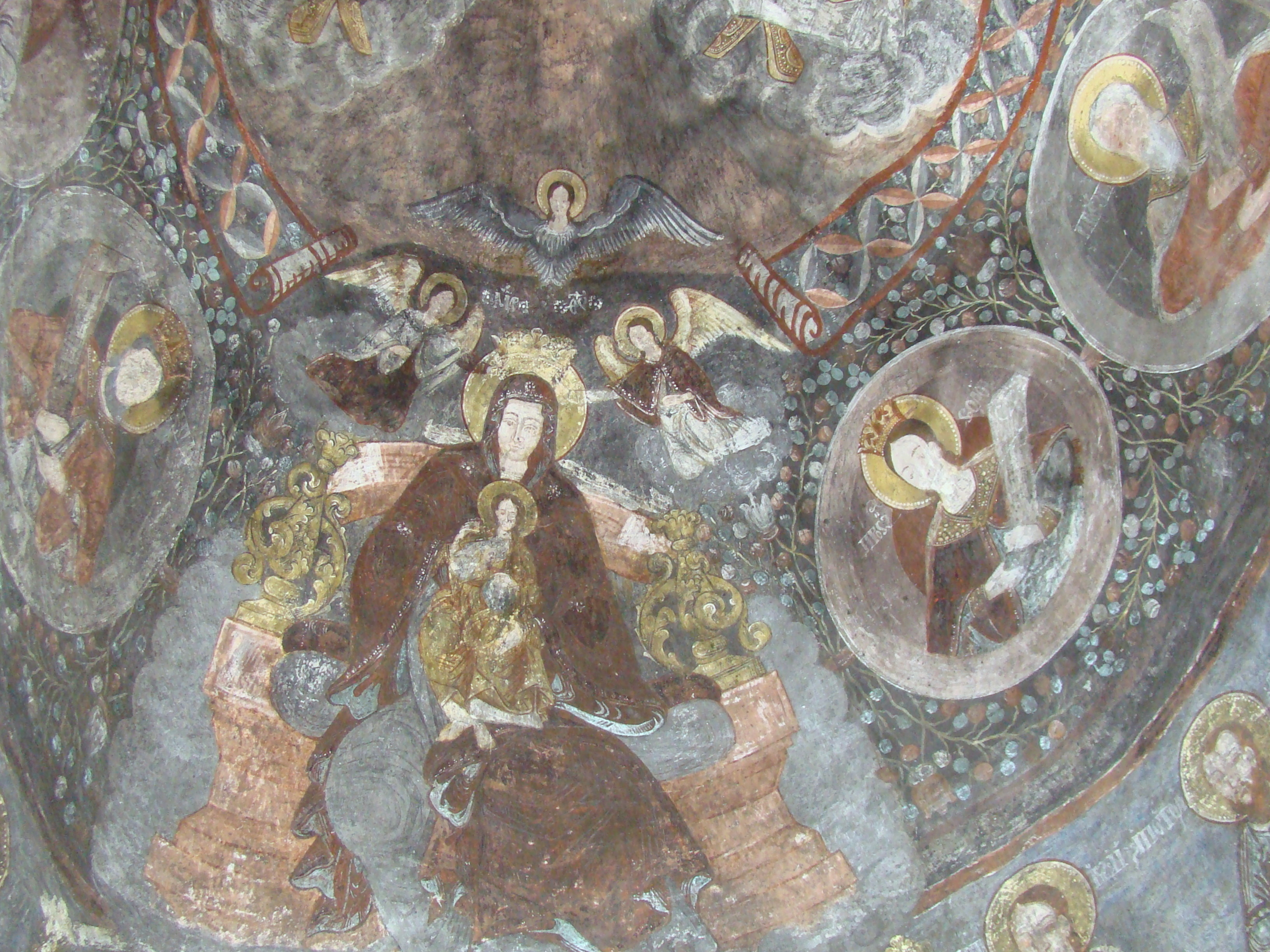
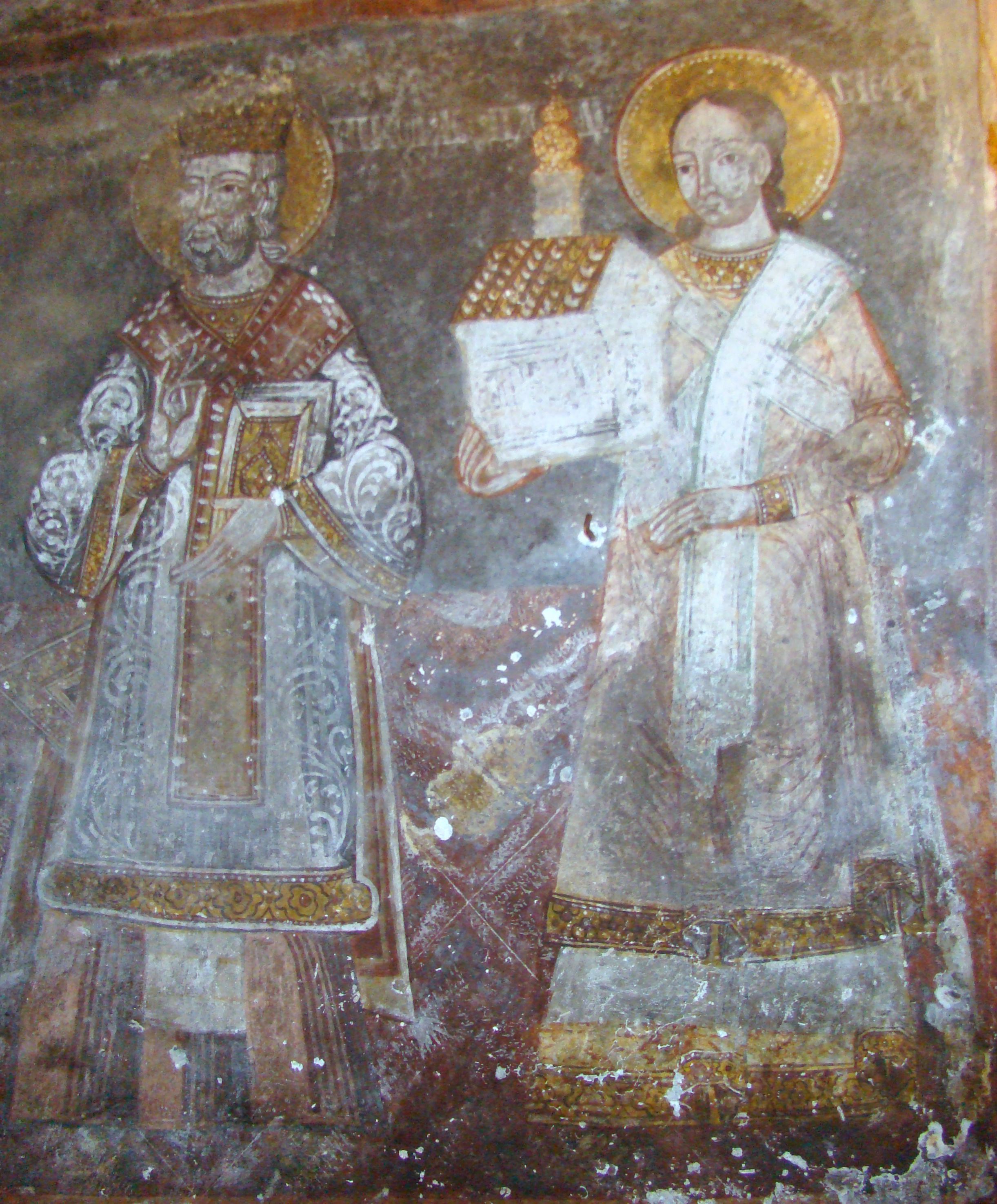
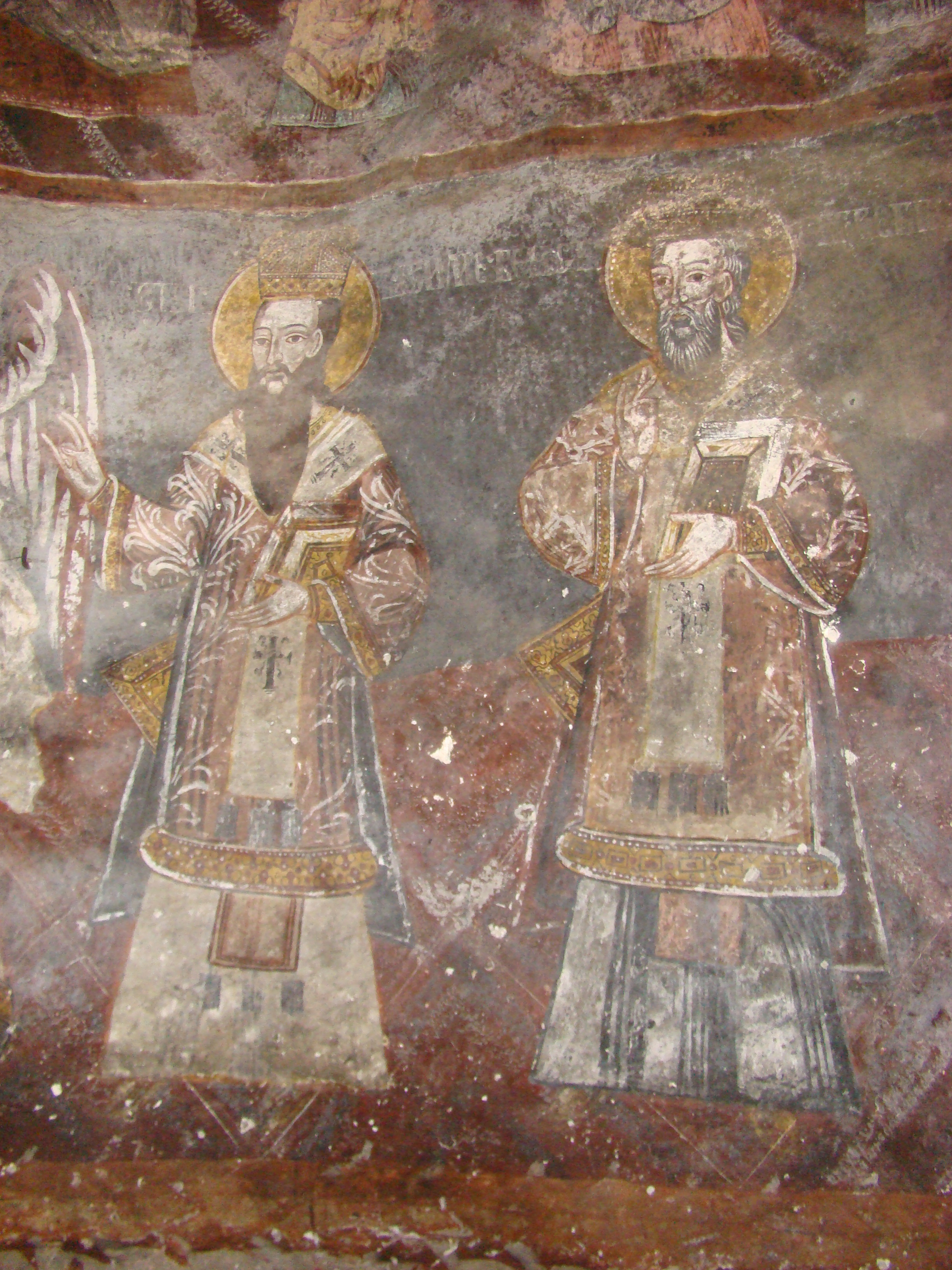